# Biserica de lemn din Apoldu de Jos

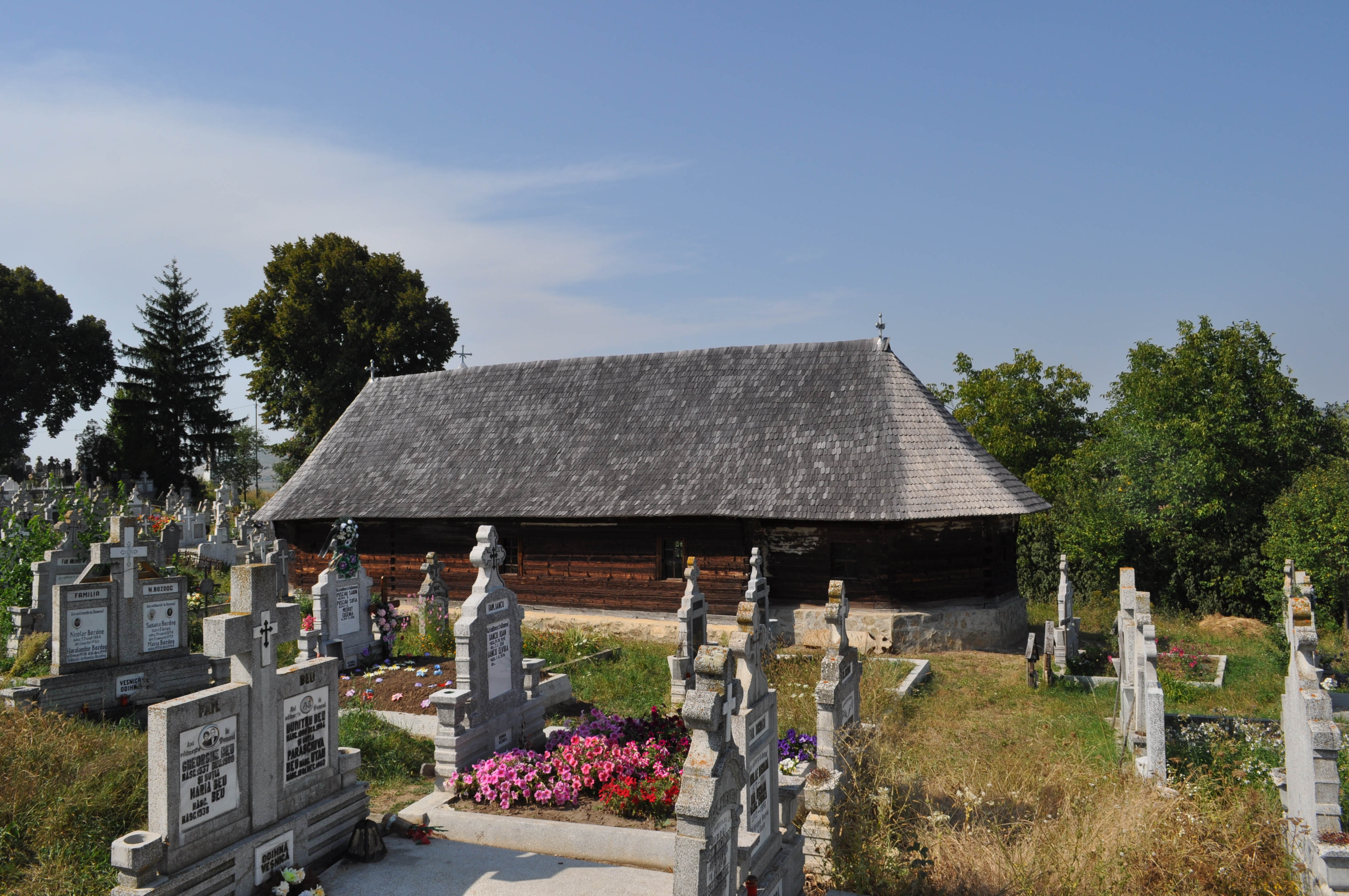
Biserica de lemn „Sfântul Ioan Evanghelistul” din Apoldu de Jos, județul Sibiu, foto: august 2011.

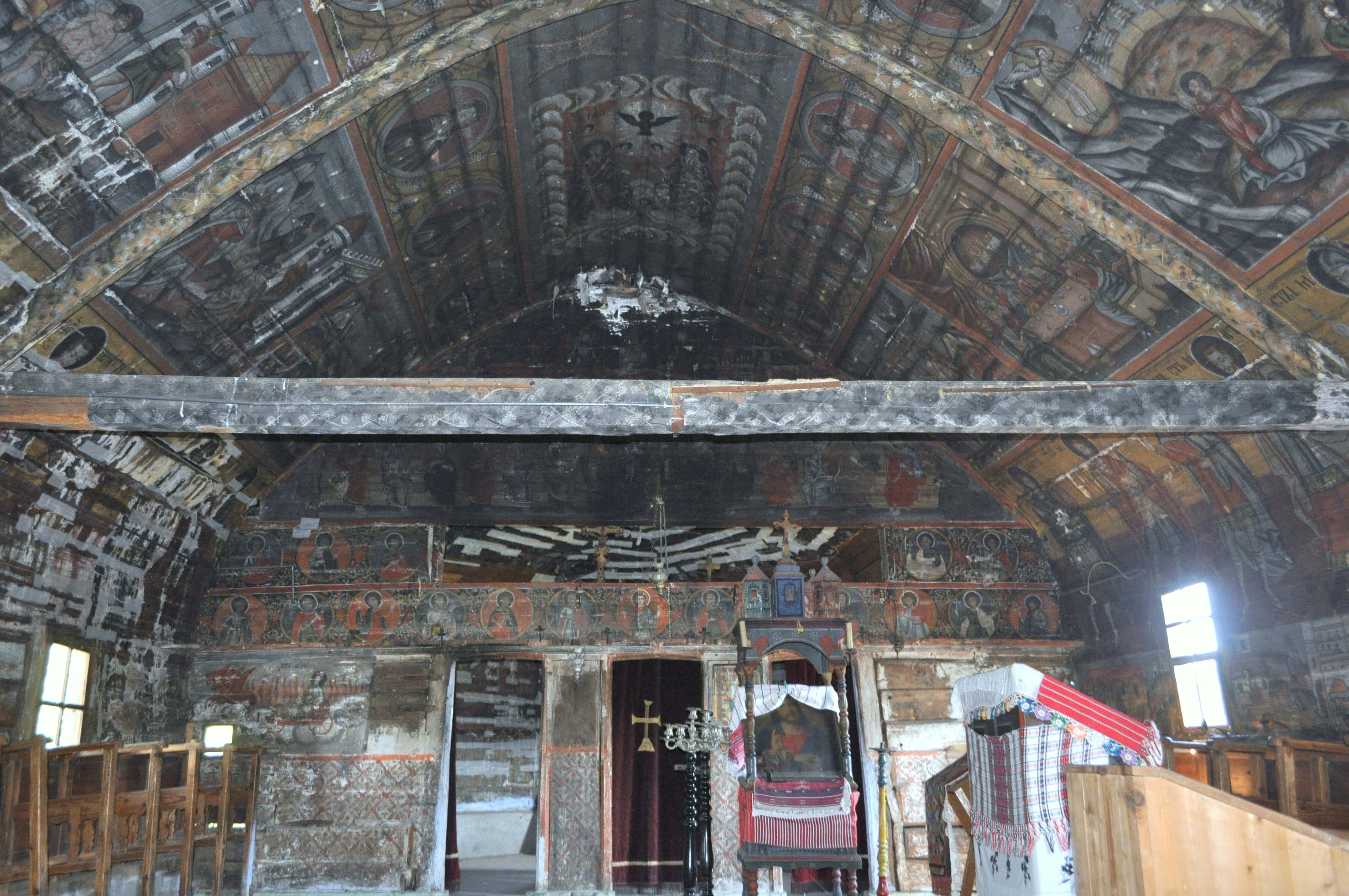
Interiorul navei

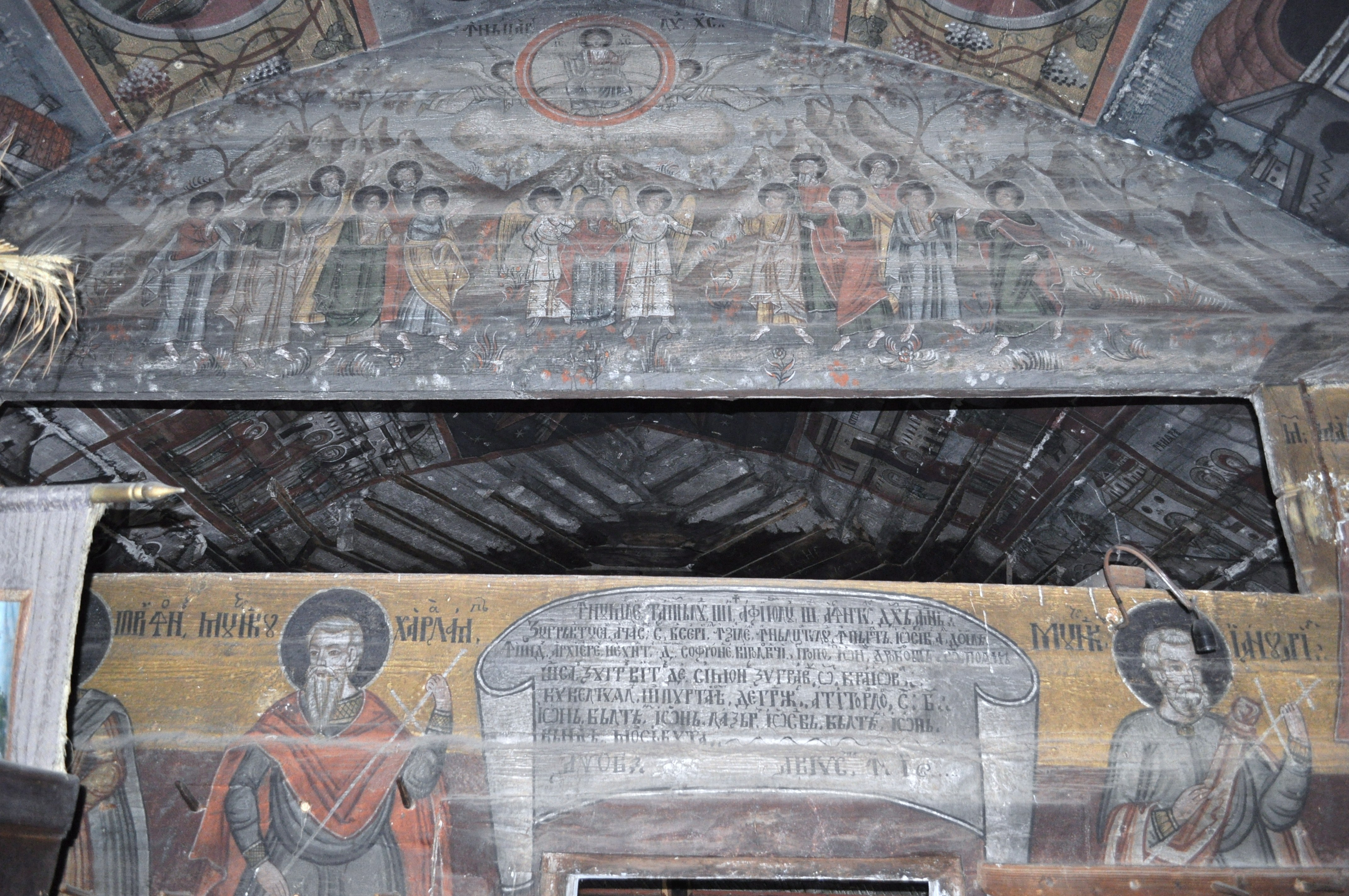
Pisania și timpanul de vest al naosului

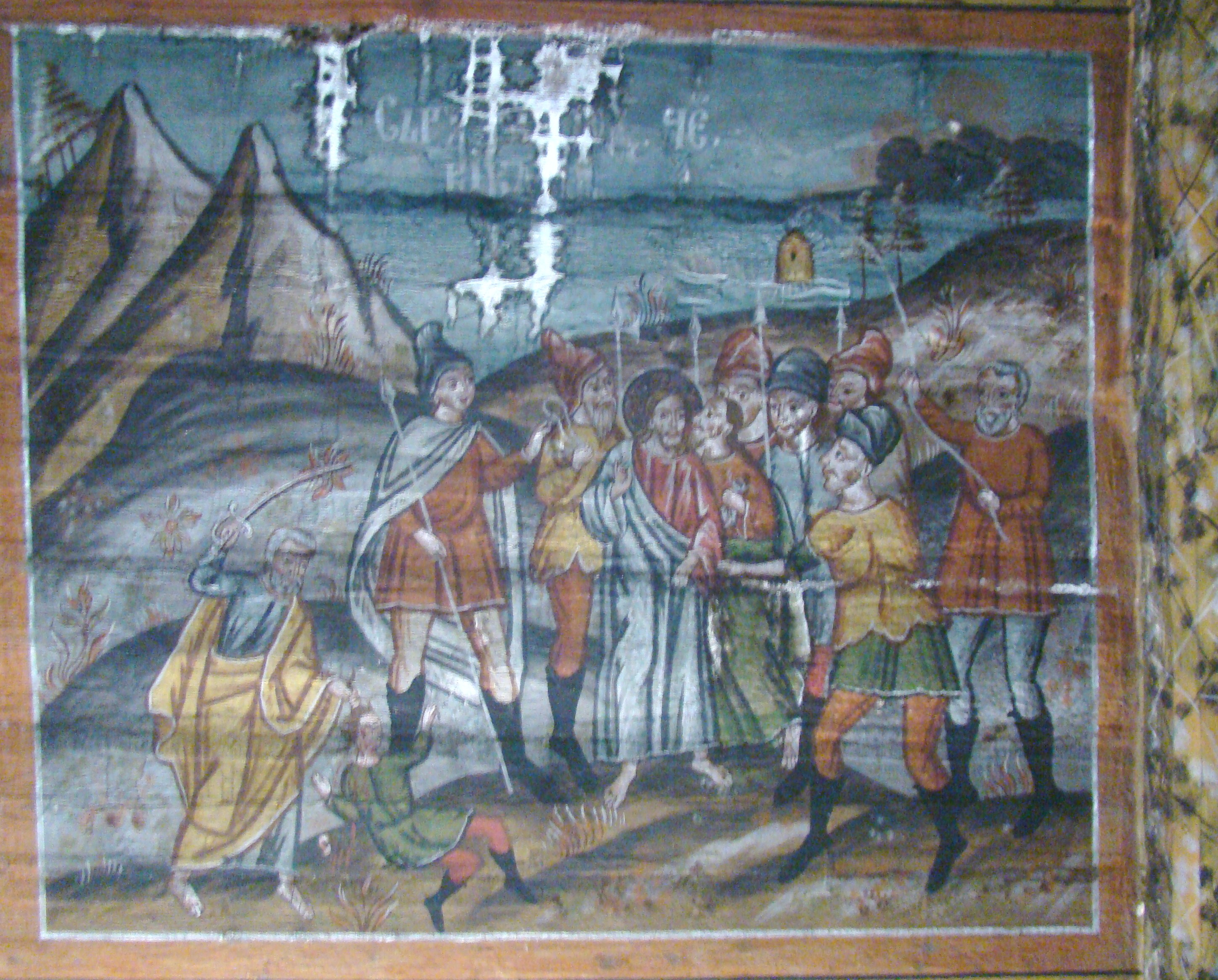
Trădarea lui Iuda

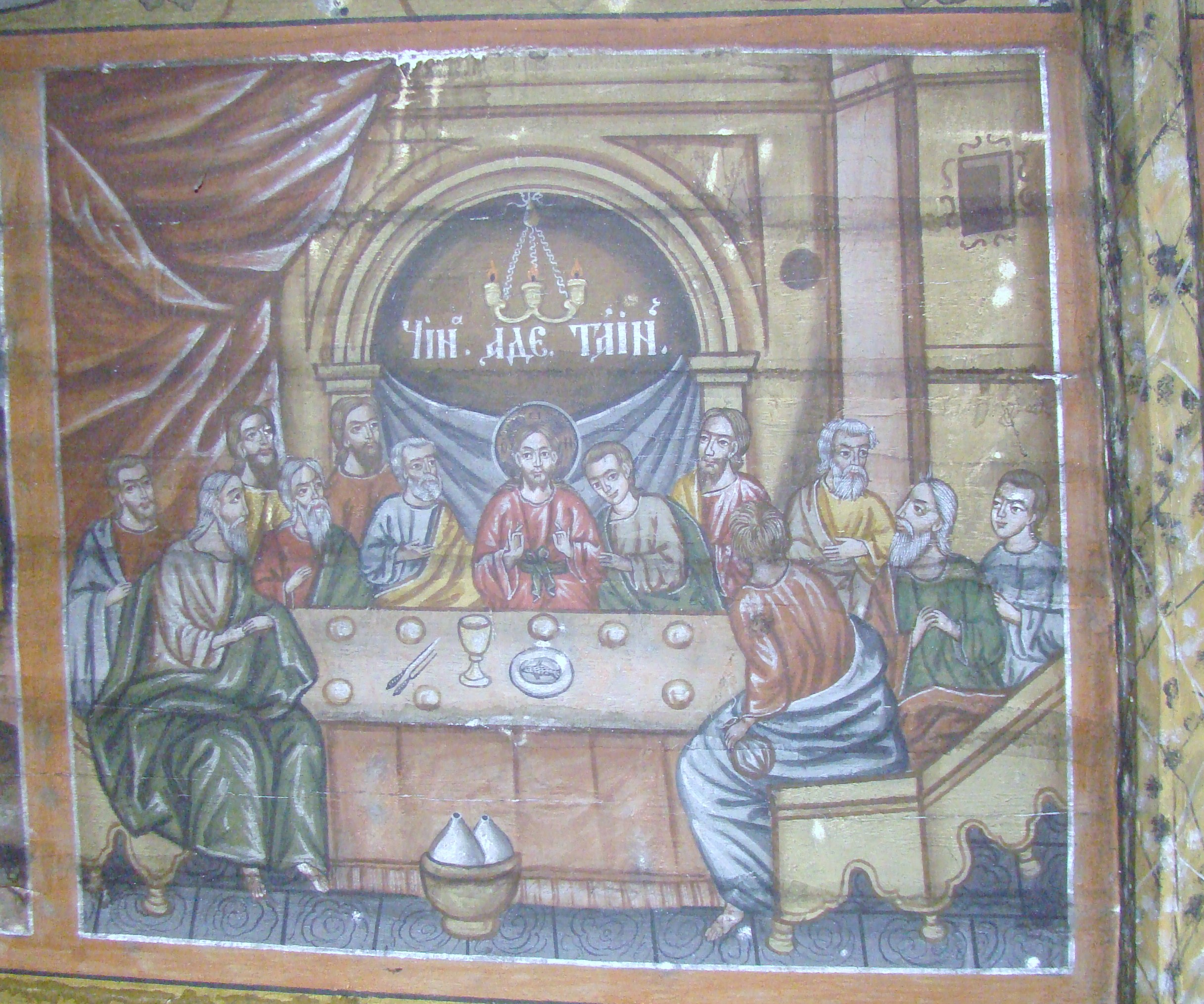
Cina cea de Taină

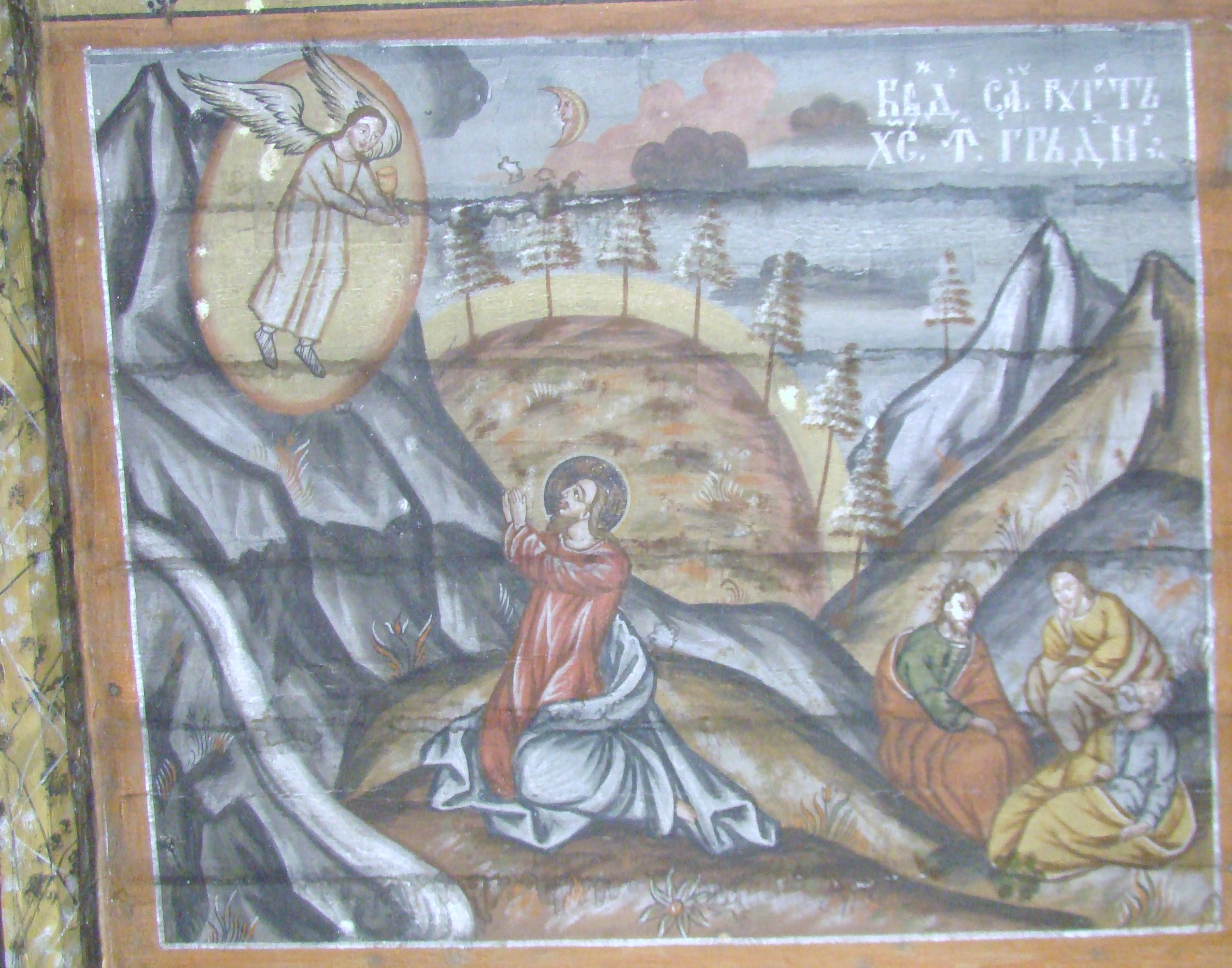
Rugăciunea de pe Muntele Măslinilor

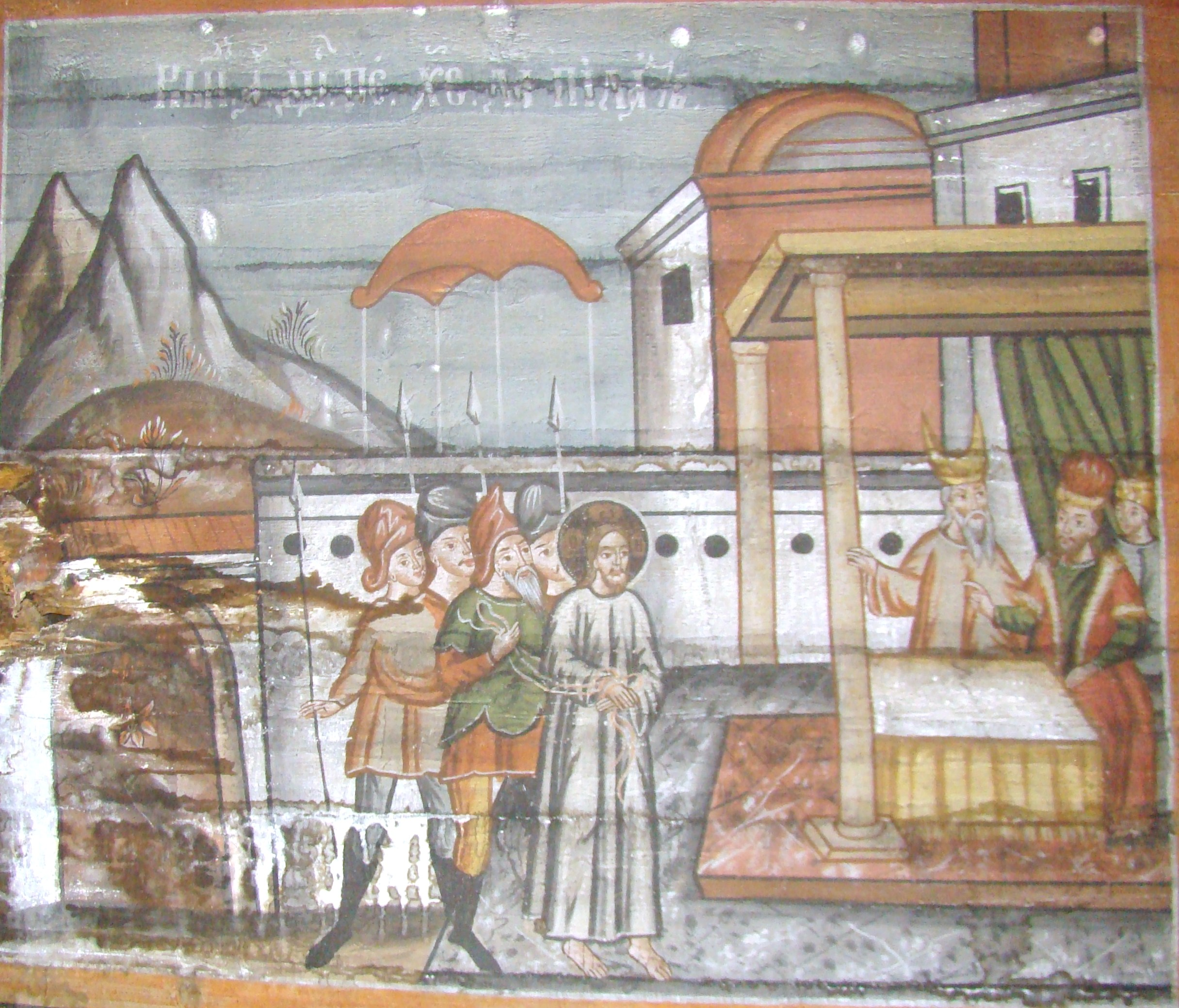
Iisus în fața lui Caiafa

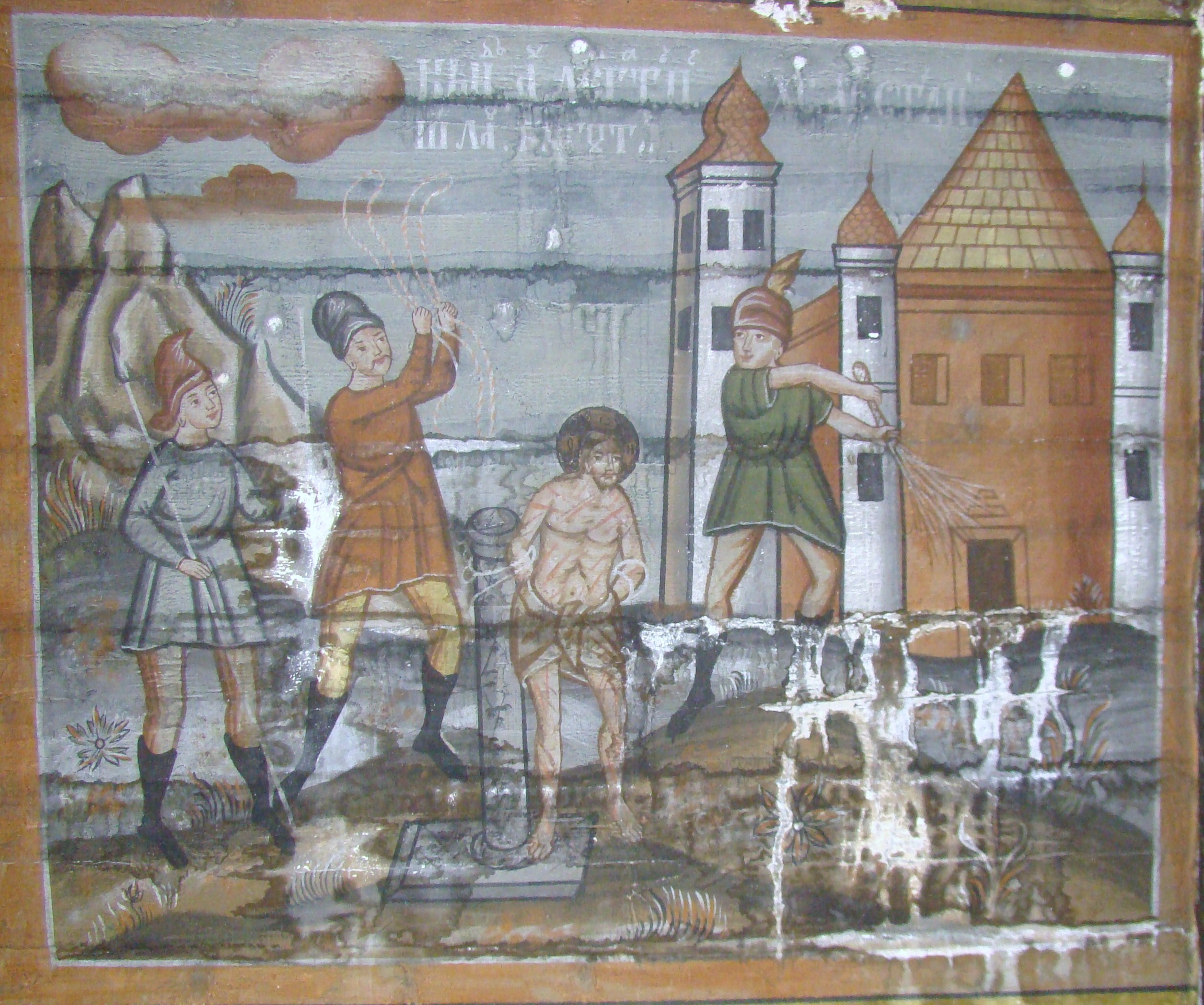
Patimile lui Iisus

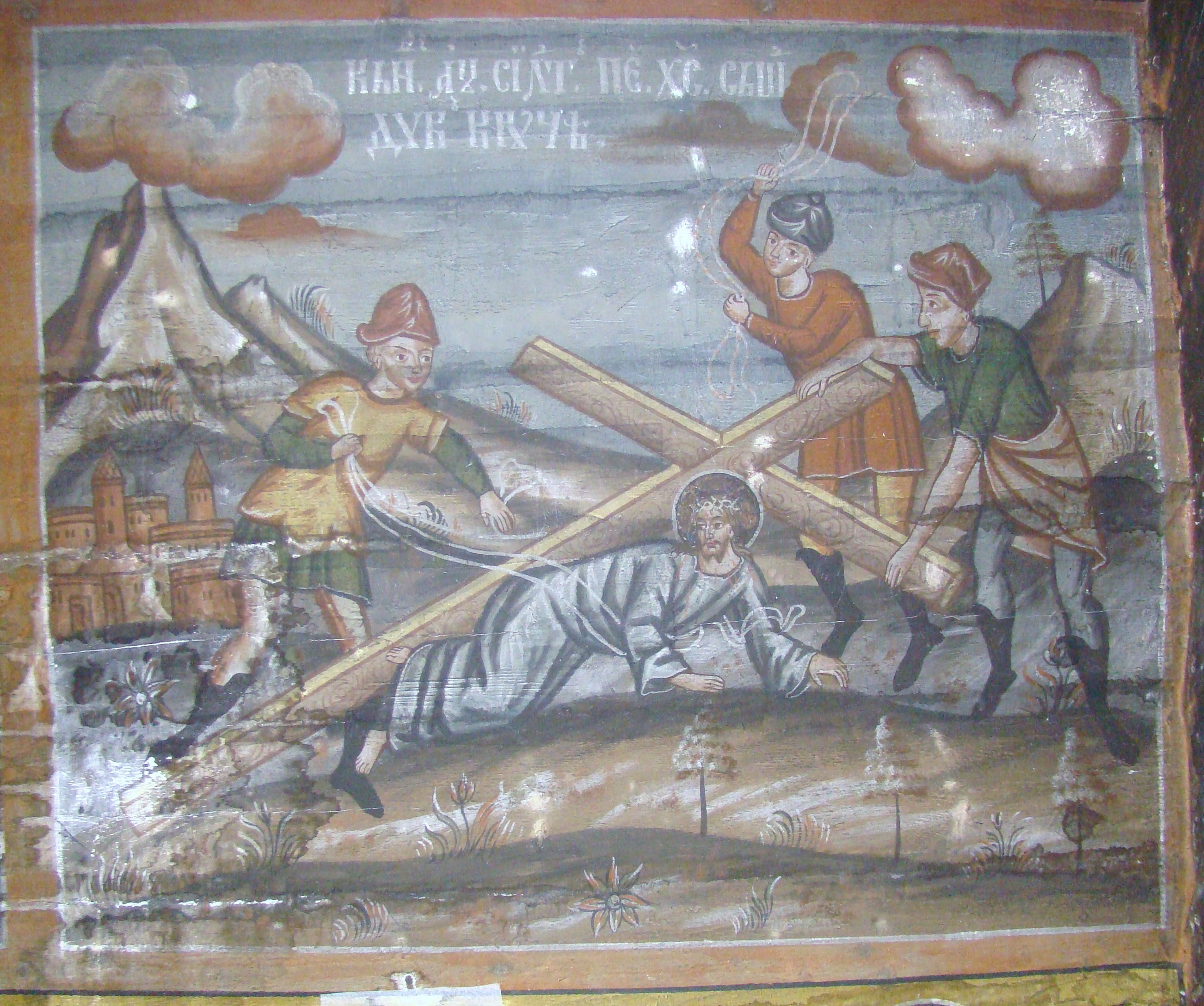
Când l-au pus pe Iisus să ducă crucea

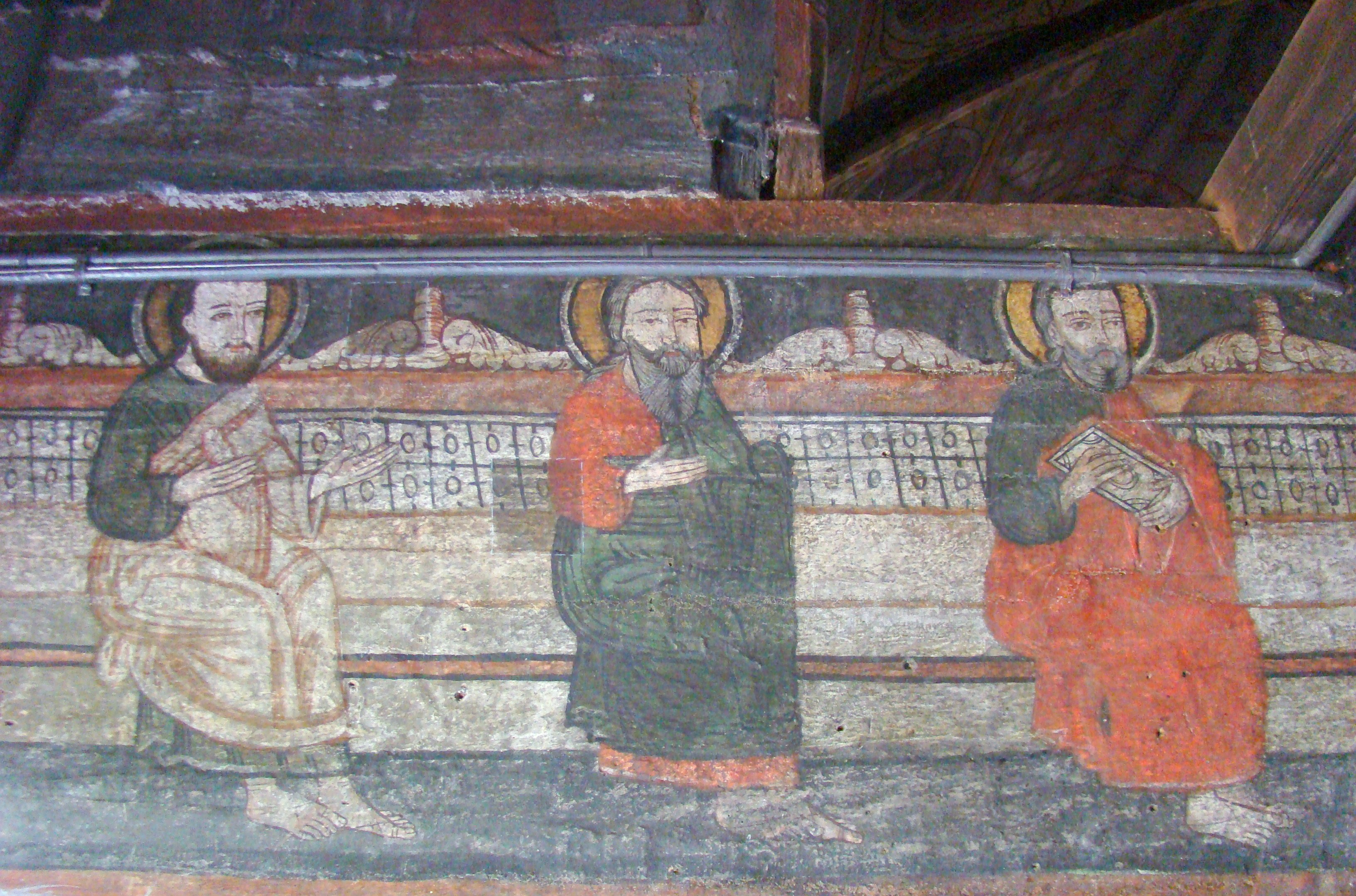
Sfinții Apostoli

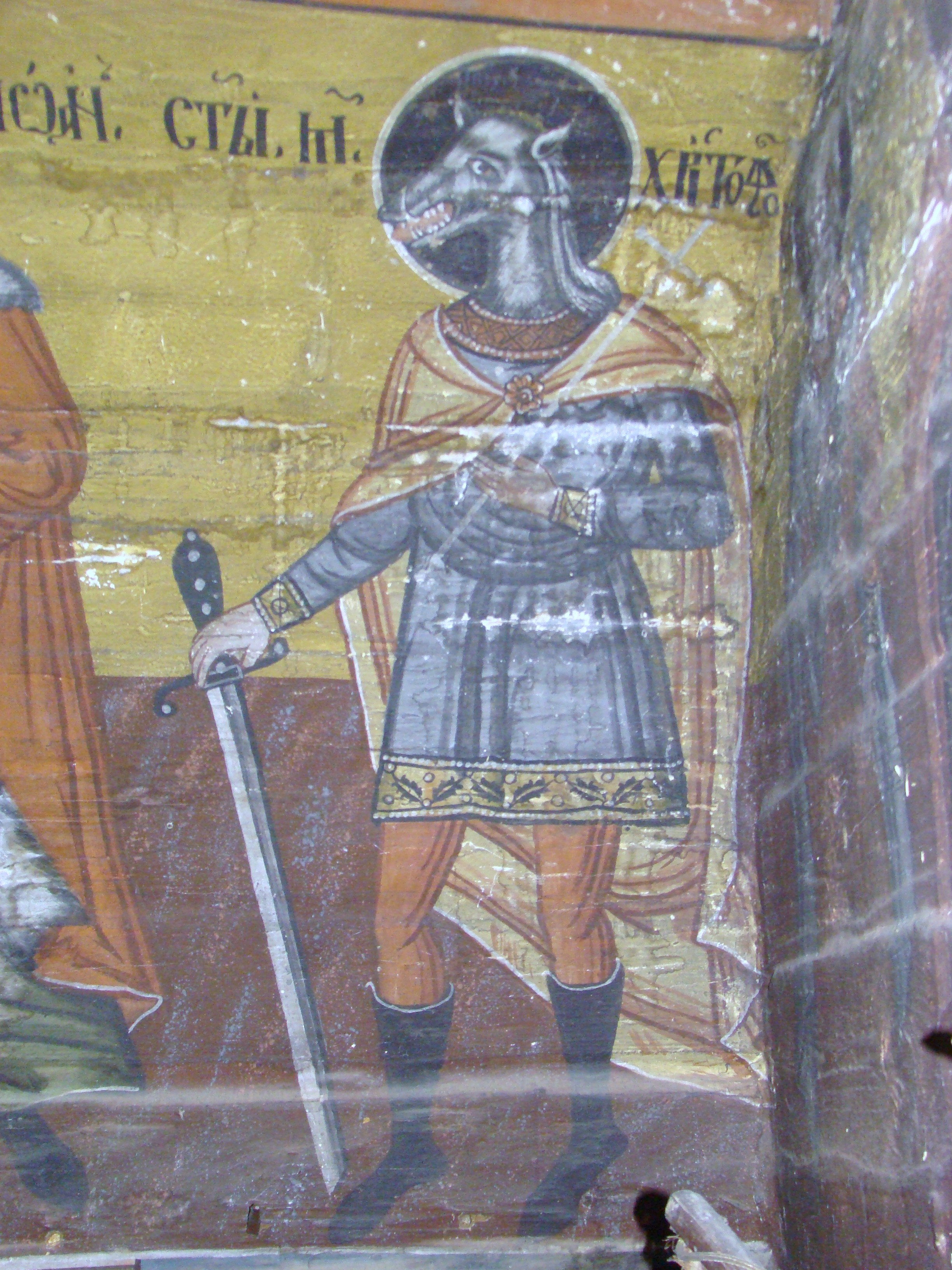
Sfântul Cristofor cu cap de țap

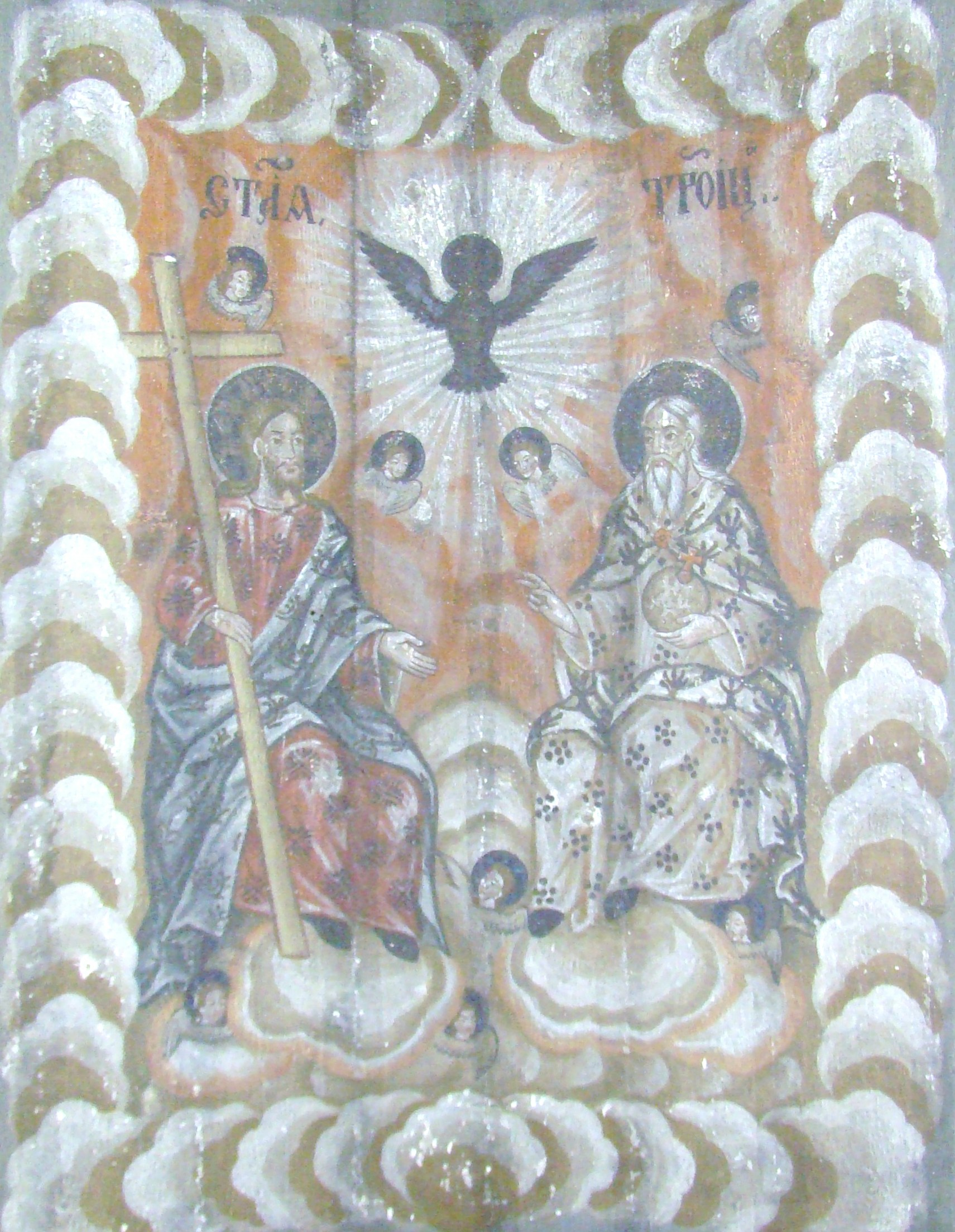
Sfânta Treime

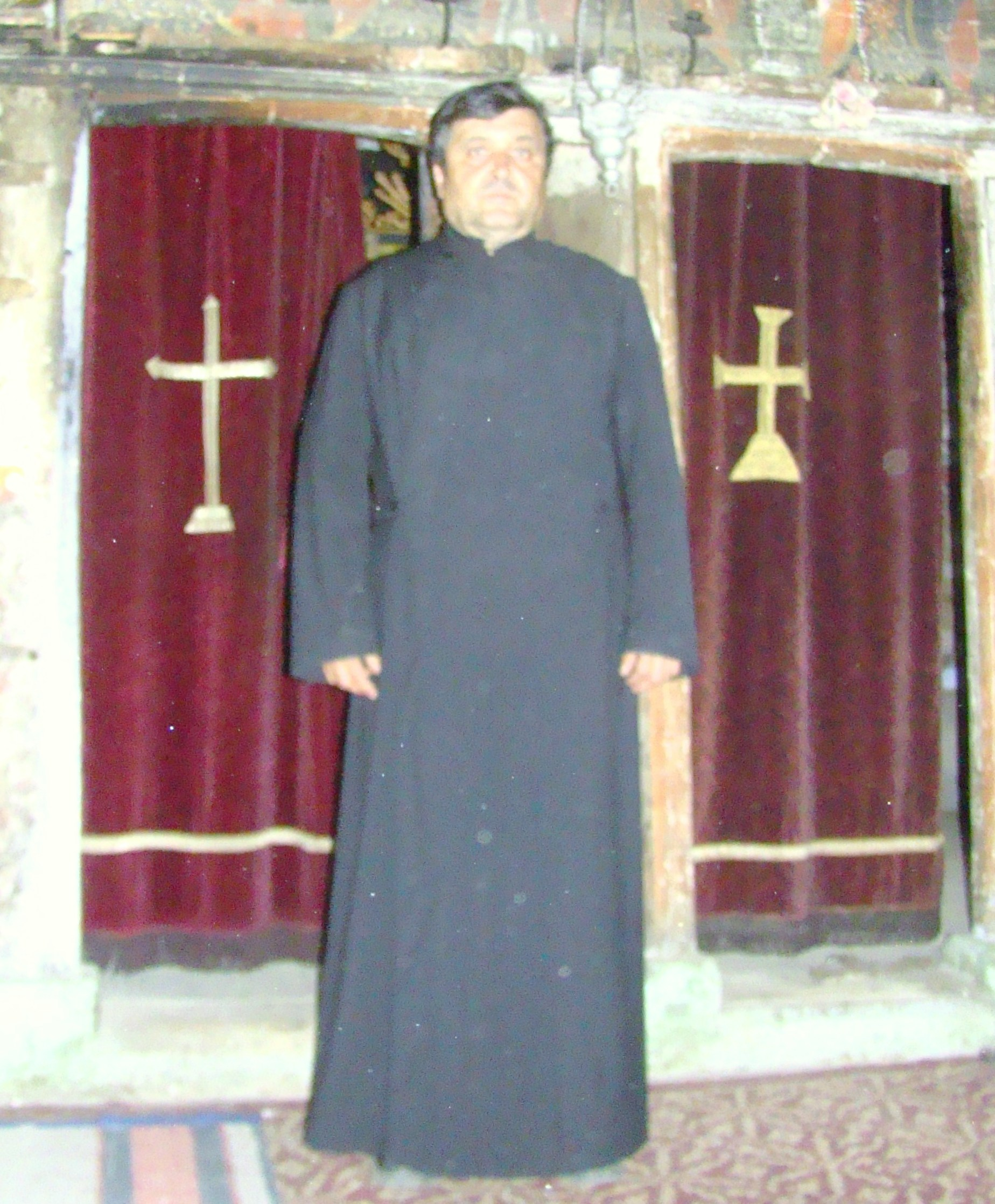
Preotul paroh Ilie Ludoșan

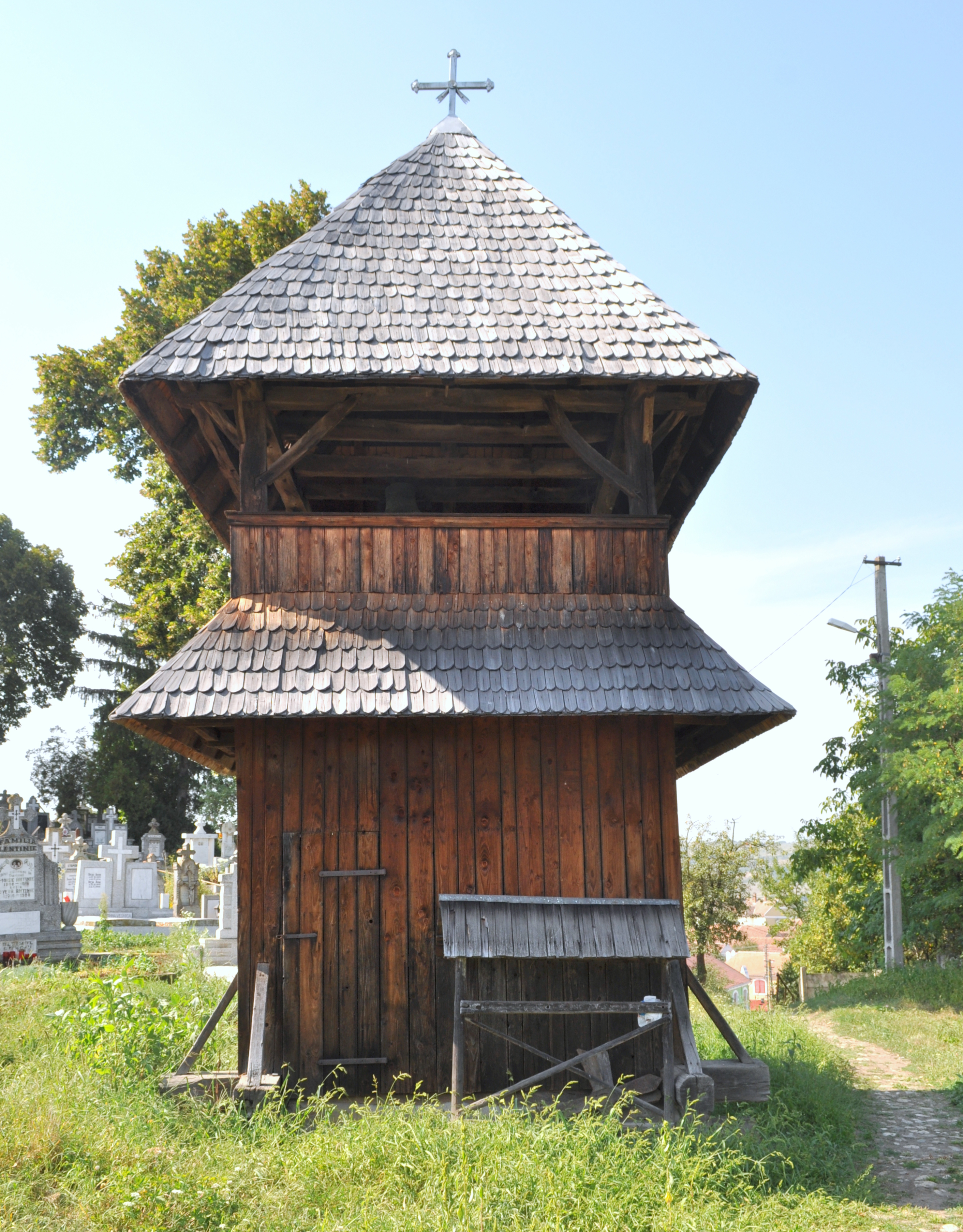
Clopotnița

Biserica de lemn din Apoldu de Jos, comuna Apoldu de Jos, județul Sibiu, datează din anul 1772. Are hramul „Sfântul Ioan Evanghelistul”. Biserica se află pe noua listă a monumentelor istorice sub codul LMI: SB-II-m-B-12311.

## Istoric
Biserica de lemn din Apoldu de Jos a fost reconstruită pe locul actual în anul 1772. Tradiția spune că întregul edificiu ar data de pe vremea lui Mihai Viteazul și că ar fi fost construit inițial în Ocna Sibiului. După aproape două secole, într-o noapte, acesta ar fi fost adus în sat de credincioși, cu carele trase de boi, pe un drum lăturalnic.
Documente scrise despre istoricul acestui lăcaș nu se prea cunosc, dar o inscripție în chirilică, așezată pe peretele ce desparte naosul de pronaos, atestă biserica în secolul al XVIII-lea. „În numele Tatălui și al Fiului și a sfântului Duh Amin. Zugrăvitu-s-au această biseri[că] în zilele Înălțatului Împărat Iosif al II-lea, fiind arhiereu neunit Sofronie Chirolovici, pro[to]po[p] Ion Drobrotă ot Poiană și s-a zugrăvit de Sim[i]on zugravul ot Craiova, cu cheltuiala și purtarea de grijă a [c]titorilor s[fintei] b[iserici] Ion Băltea, Ioan Lazăr, Iosif Băltea, Ion Căndea și Moisi Buta. 1772 avgust în 16.”

## Trăsături
Biserica este ridicată din bârne închetorate peste o fundație de piatră de aproape un metru înălțime. Turnul-clopotniță este așezat în partea de nord-vest a bisericii și este construit din lemn de brad, așezat orizontal. O particularitate a turnului-clopotniță este poala dublă a acoperișului, așezată sub balconul în care se găsesc clopotele, pentru a permite scurgerea apei pluviale și a proteja partea inferioară a clopotniței. Acoperișul are o învelitoare din șiță de brad.
Chiar dacă în parte distrus, biserica păstrează încă, probabil cel mai frumos ansamblu de pictură dintre toate bisericle de lemn din județul Sibiu. În scene precum Judecata lui Iisus, Cina cea de taină sau Nașterea Pruncului Iisus, zugravul și-a așezat măiestria, dovedind simț al proporțiilor și talent de miniaturist. 
Dintre chipurile de sfinți, atrage atenția cel al Sfântului Cristofor, cu cap de țap. Așa îl consemnează tradiția satului, ca sfântul cu cap de țap. În iconografia ortodoxă și catolică mai sunt consemnate reprezentări ale sfântului cu cap de câine sau de oaie. Toate aceste reprezentări animaliere își au rădăcinile în legendele sfinților. Există două variante. În prima dintre ele se spune că însuși Cristofor i s-ar fi rugat lui Dumnezeu să îi ia frumusețea spre a nu sminti pe nimeni, iar în a doua se povestește că Cristofor ar fi făcut parte dintr-un trib al chinocefalilor (oameni cu cap de câine, menționați din timpuri vechi), că s-a convertit la creștinism și a fost ucis ca martir al lui Hristos. 
După înlocuirea acoperișului de țiglă cu unul de șindrilă se fac eforturi pentru găsirea fondurilor necesare pentru conservarea și restaurarea picturii. Îndeosebi peretele sudic al naosului și zona de lângă altar necesită intervenții de urgență. 

## Imagini din exterior

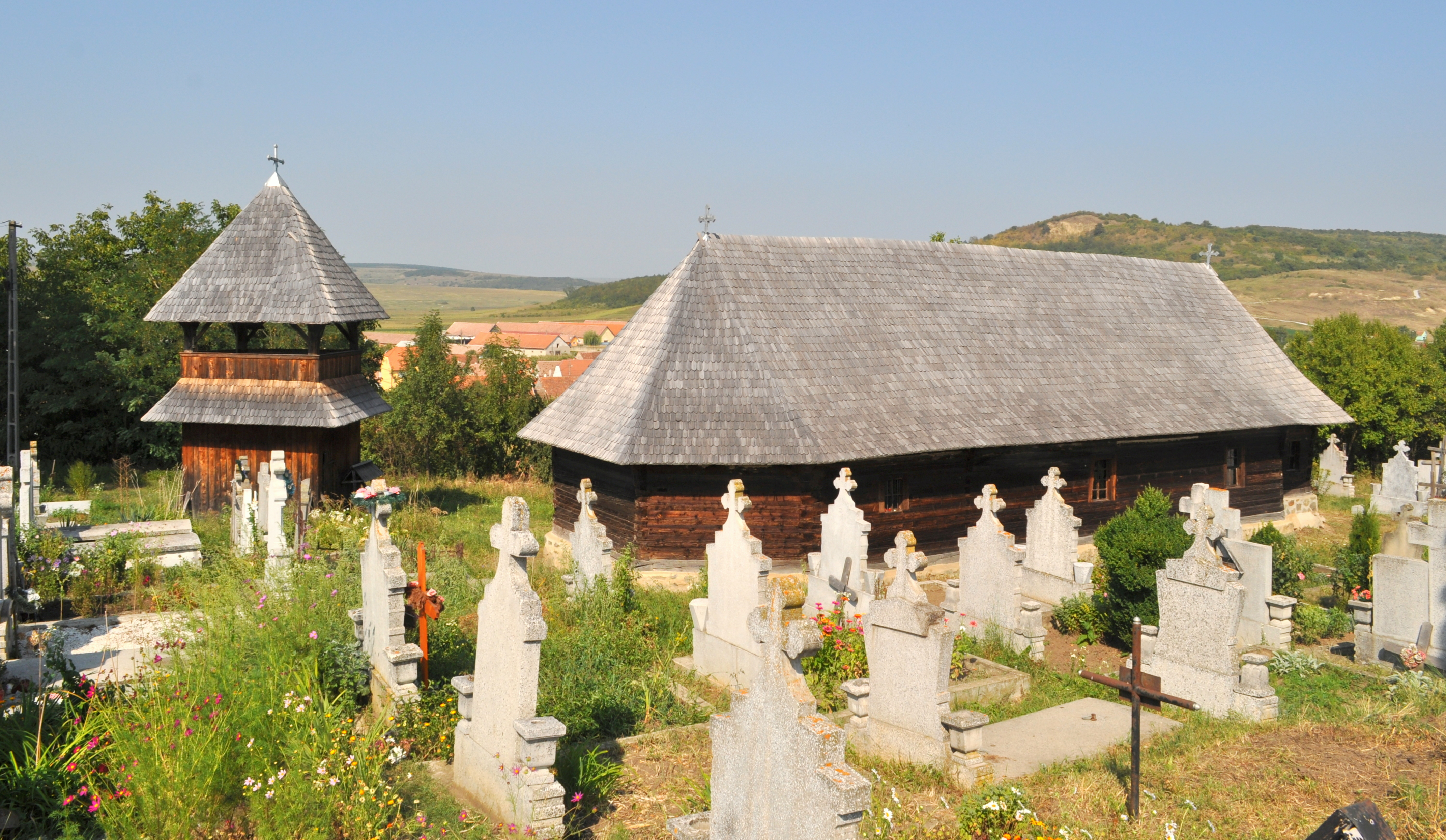
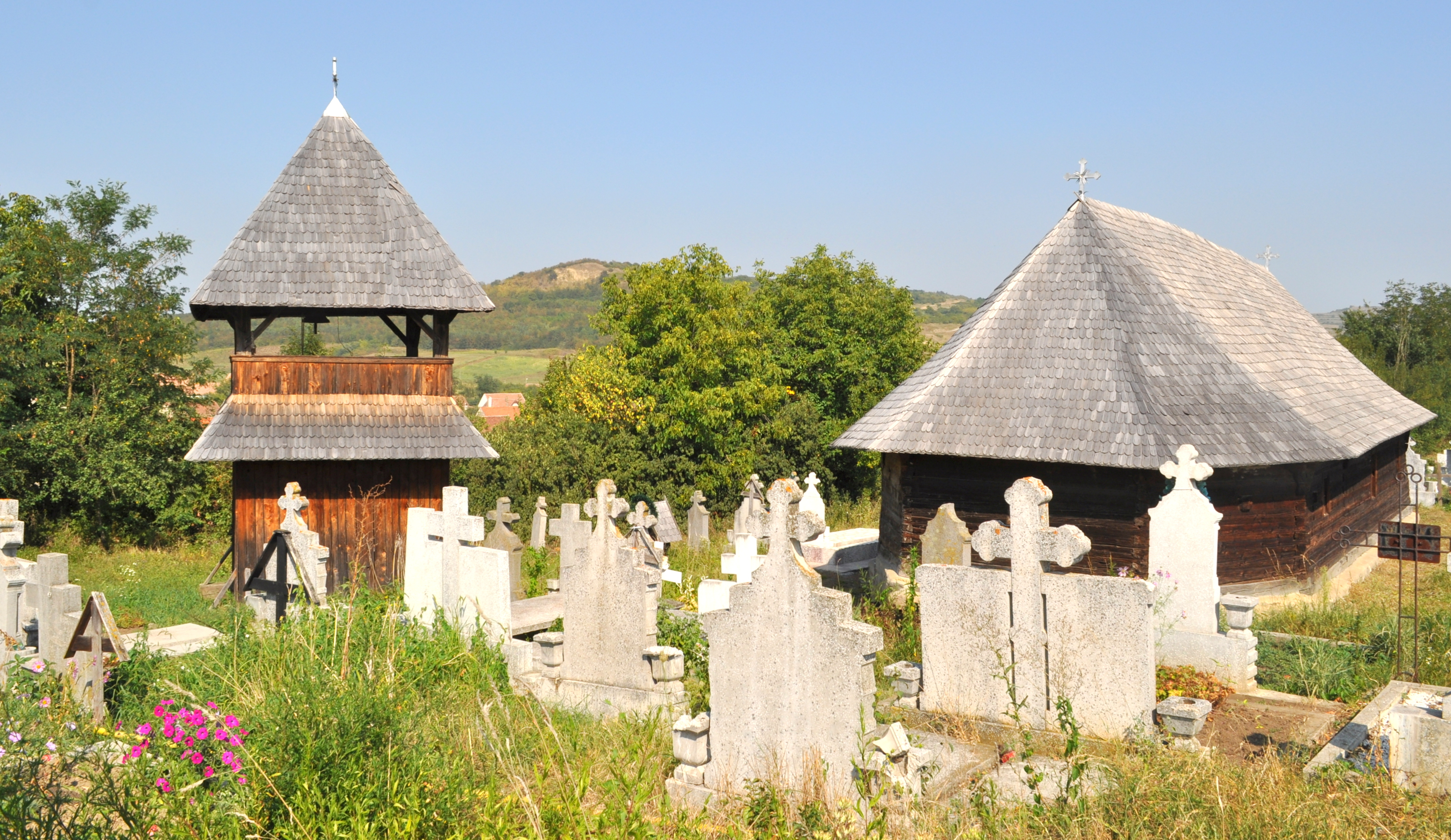
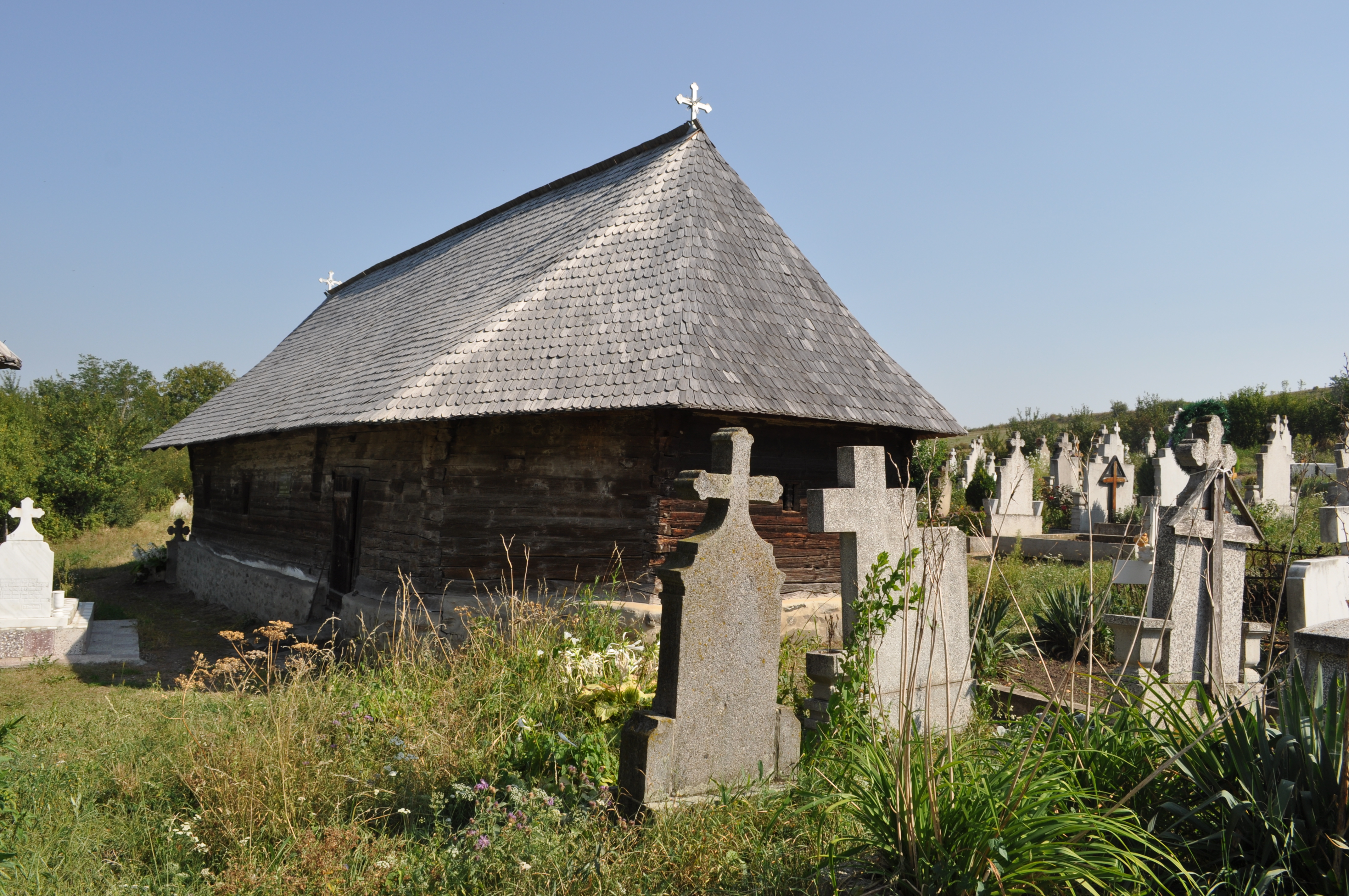
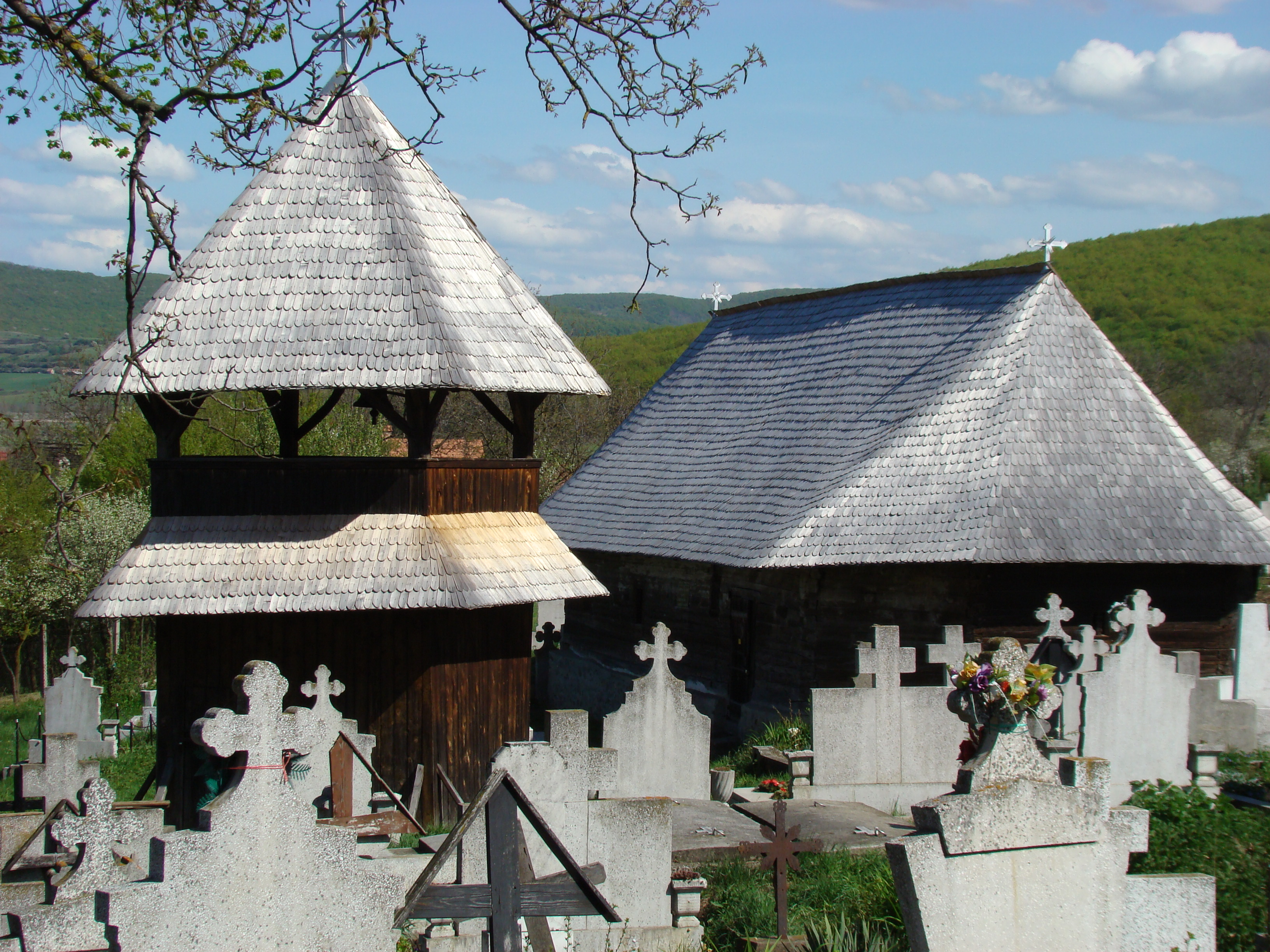
Vedere de ansamblu
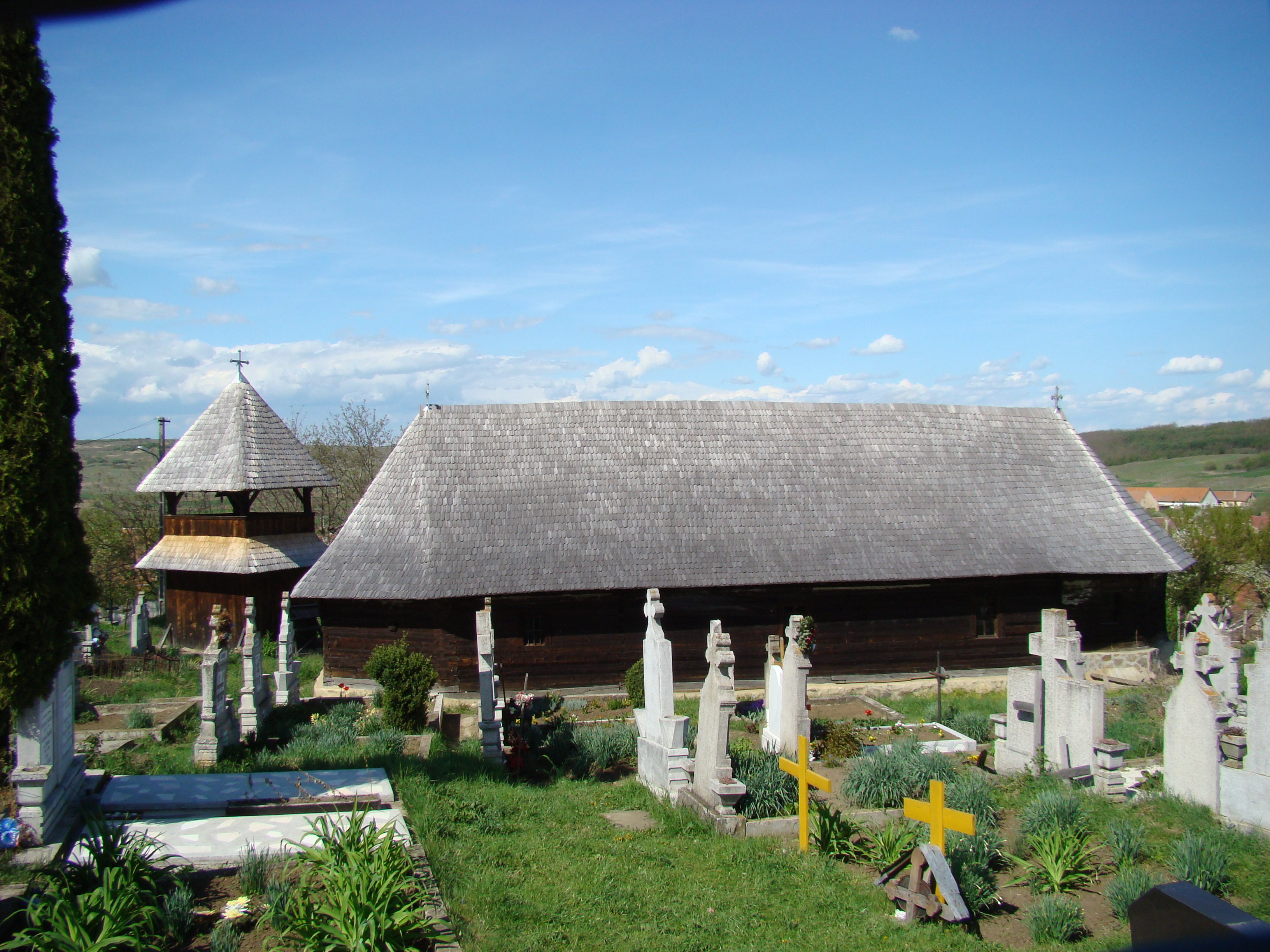
Vedere laterală
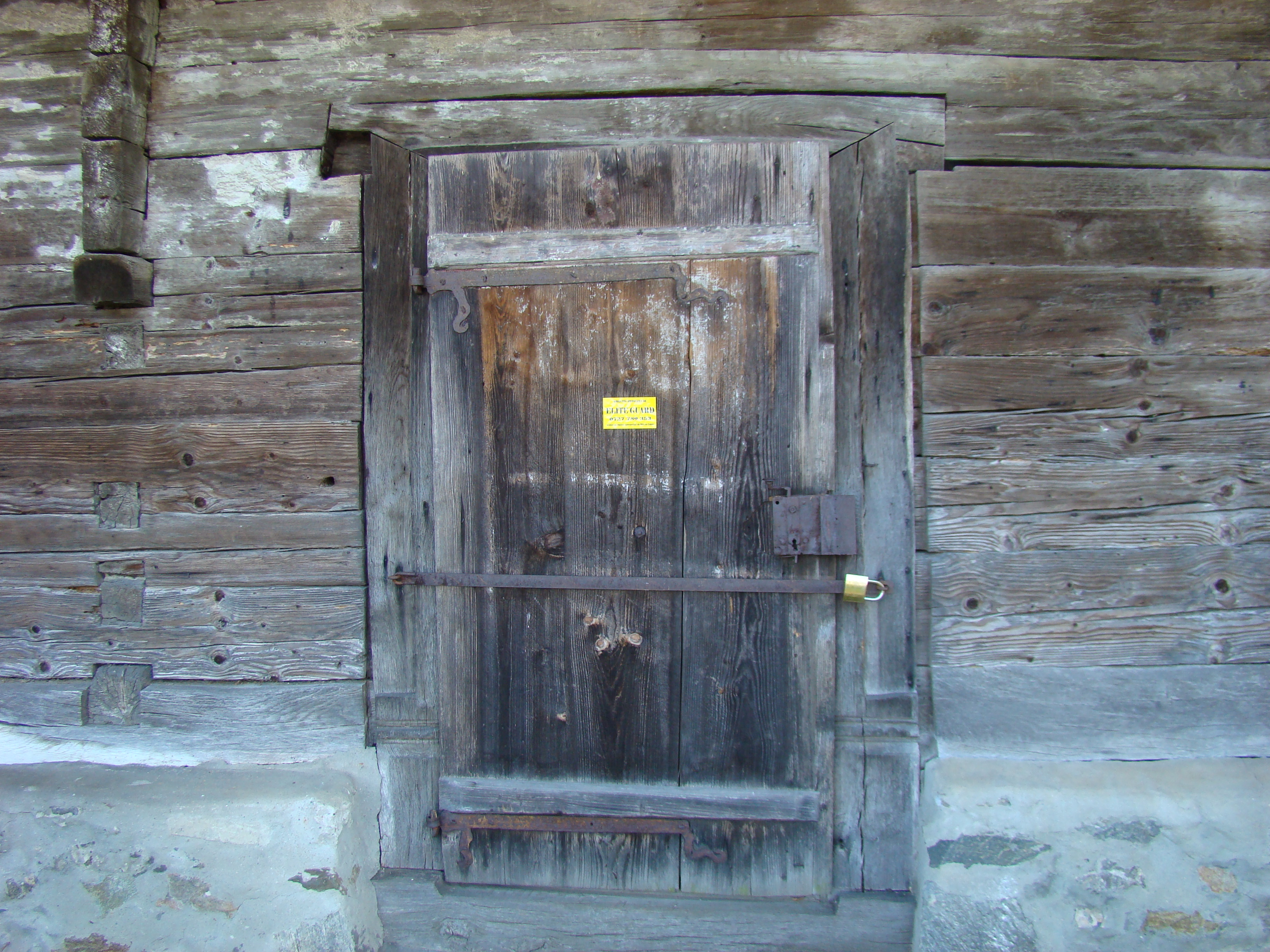
Intrarea în biserică
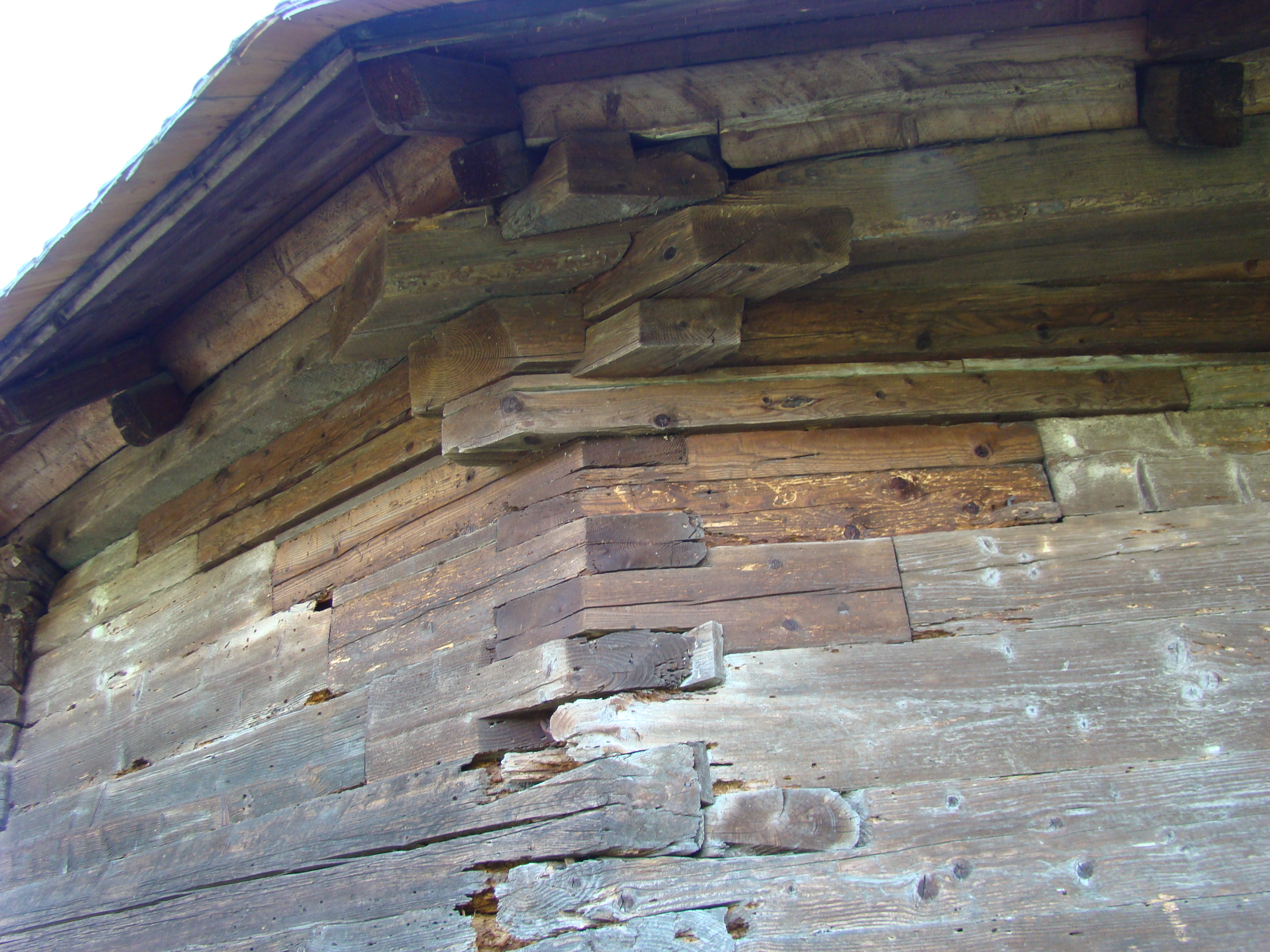
Îmbinări
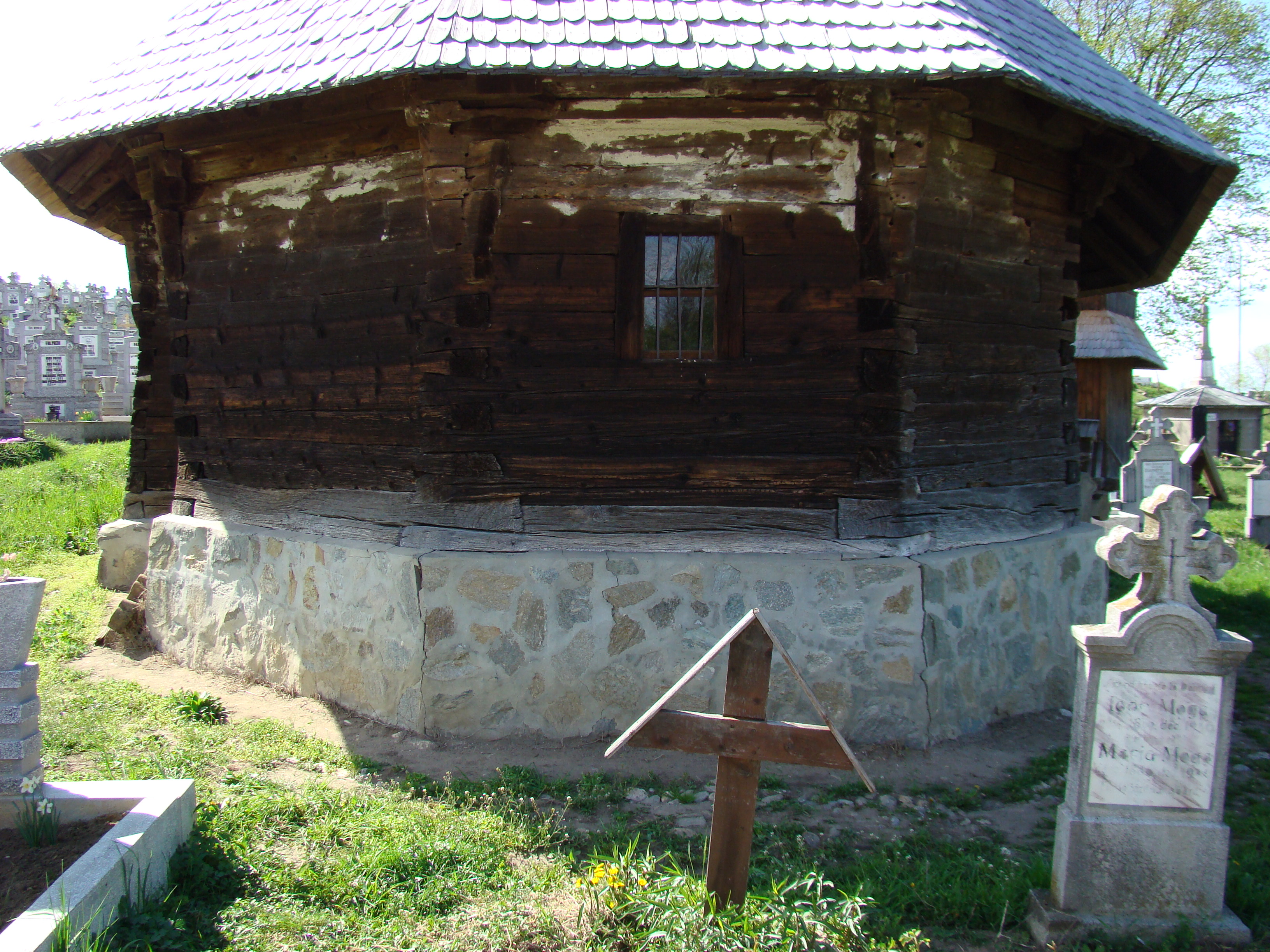
Absida altarului
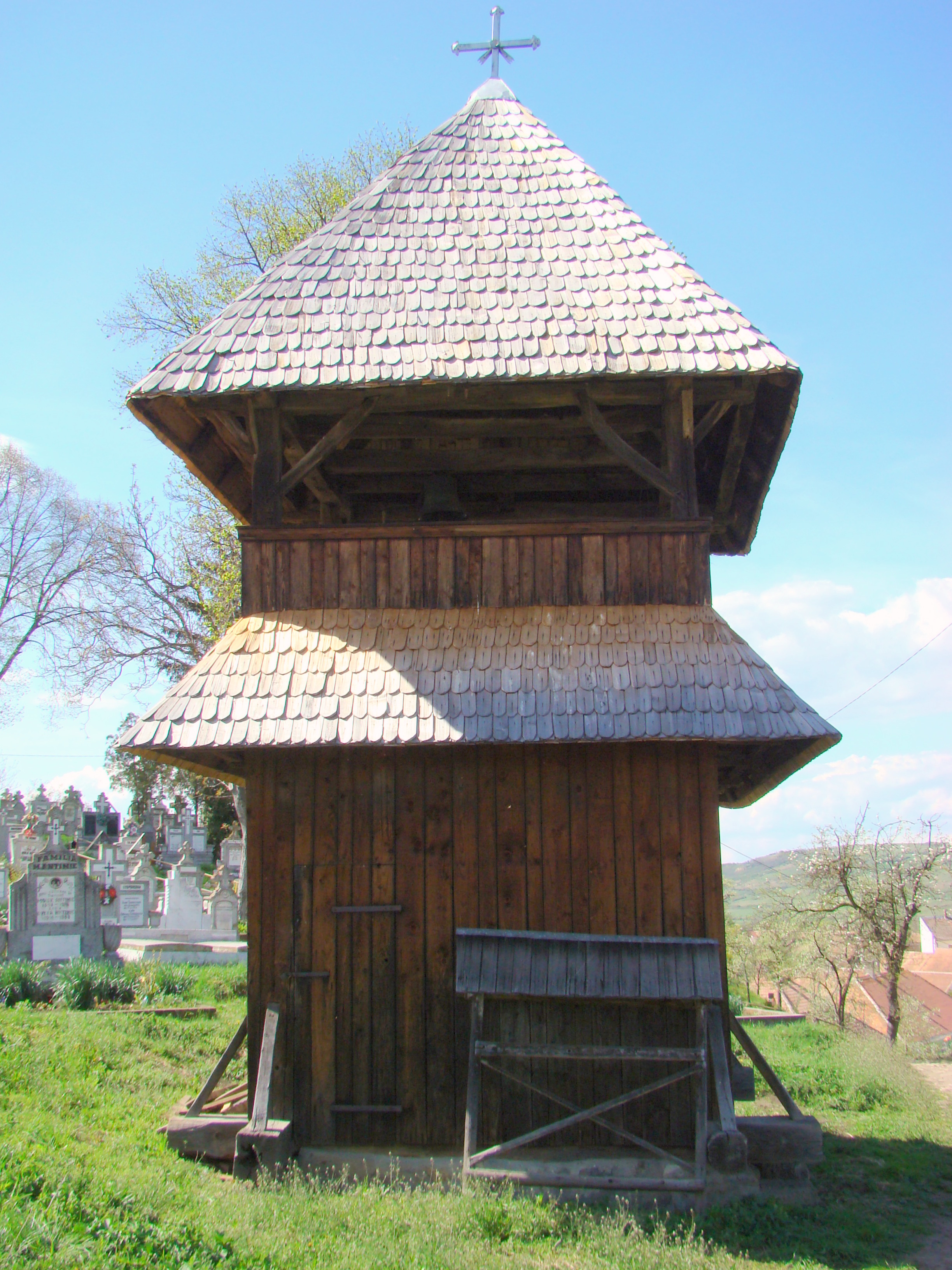
Clopotniţa
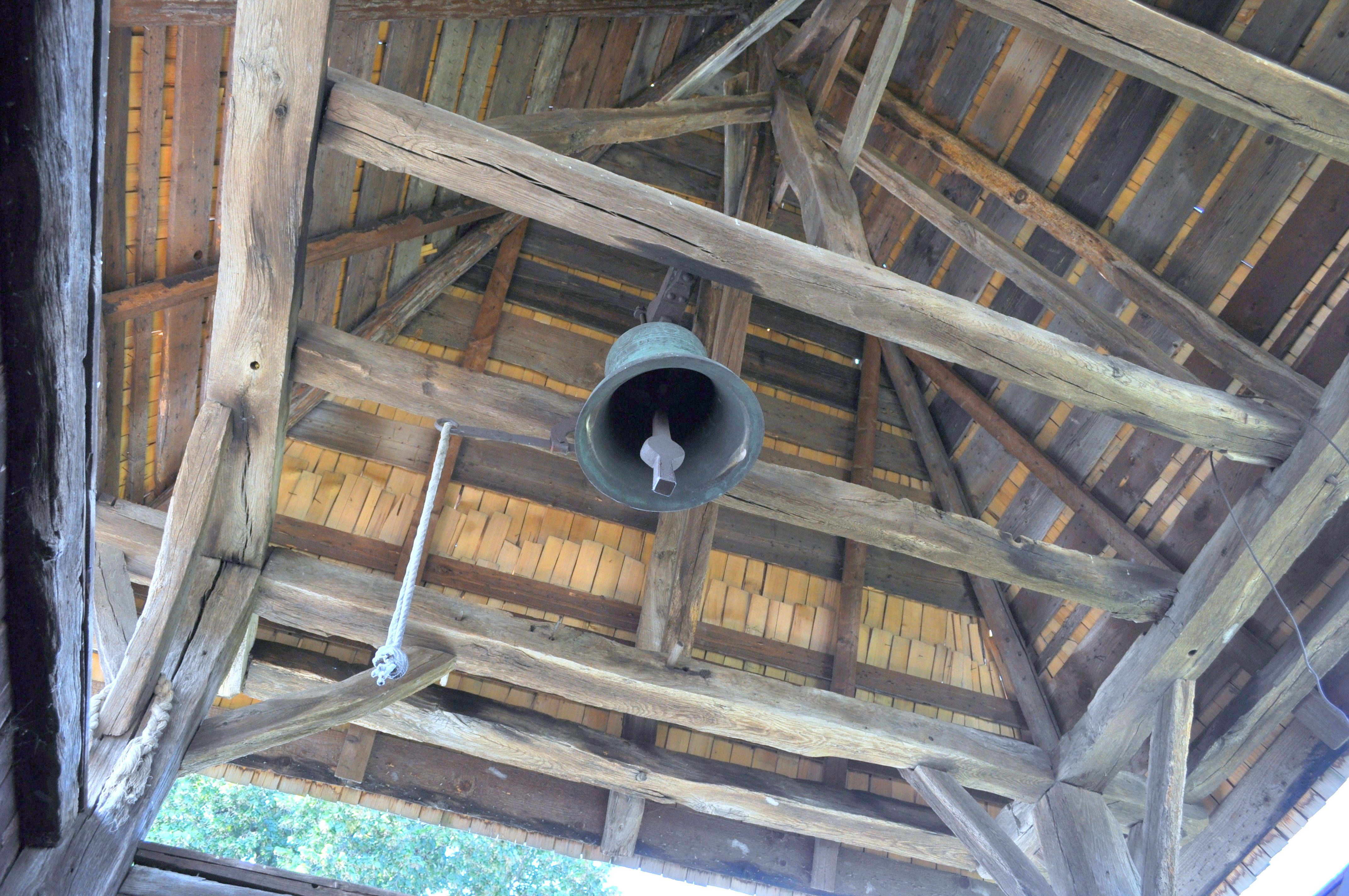
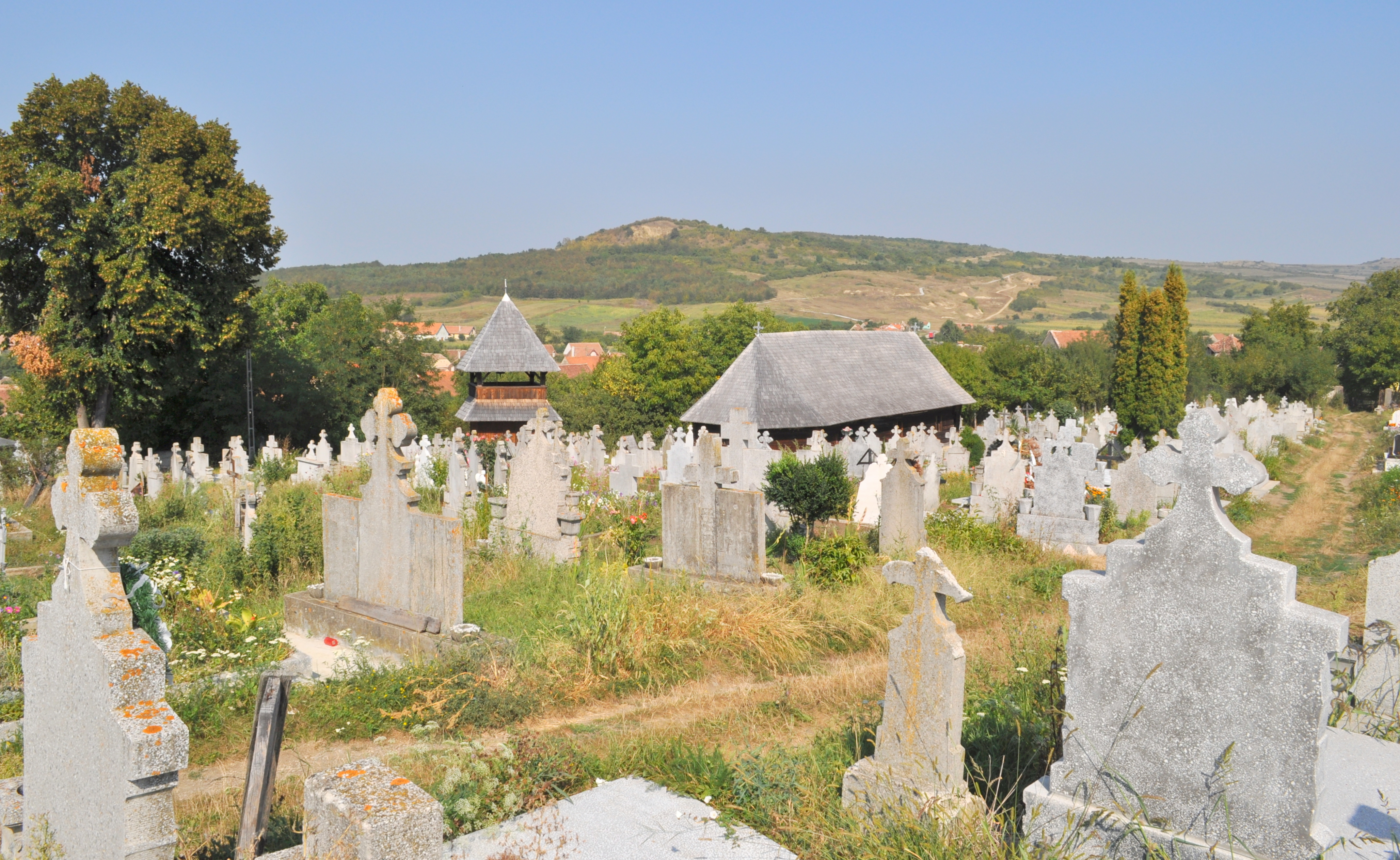
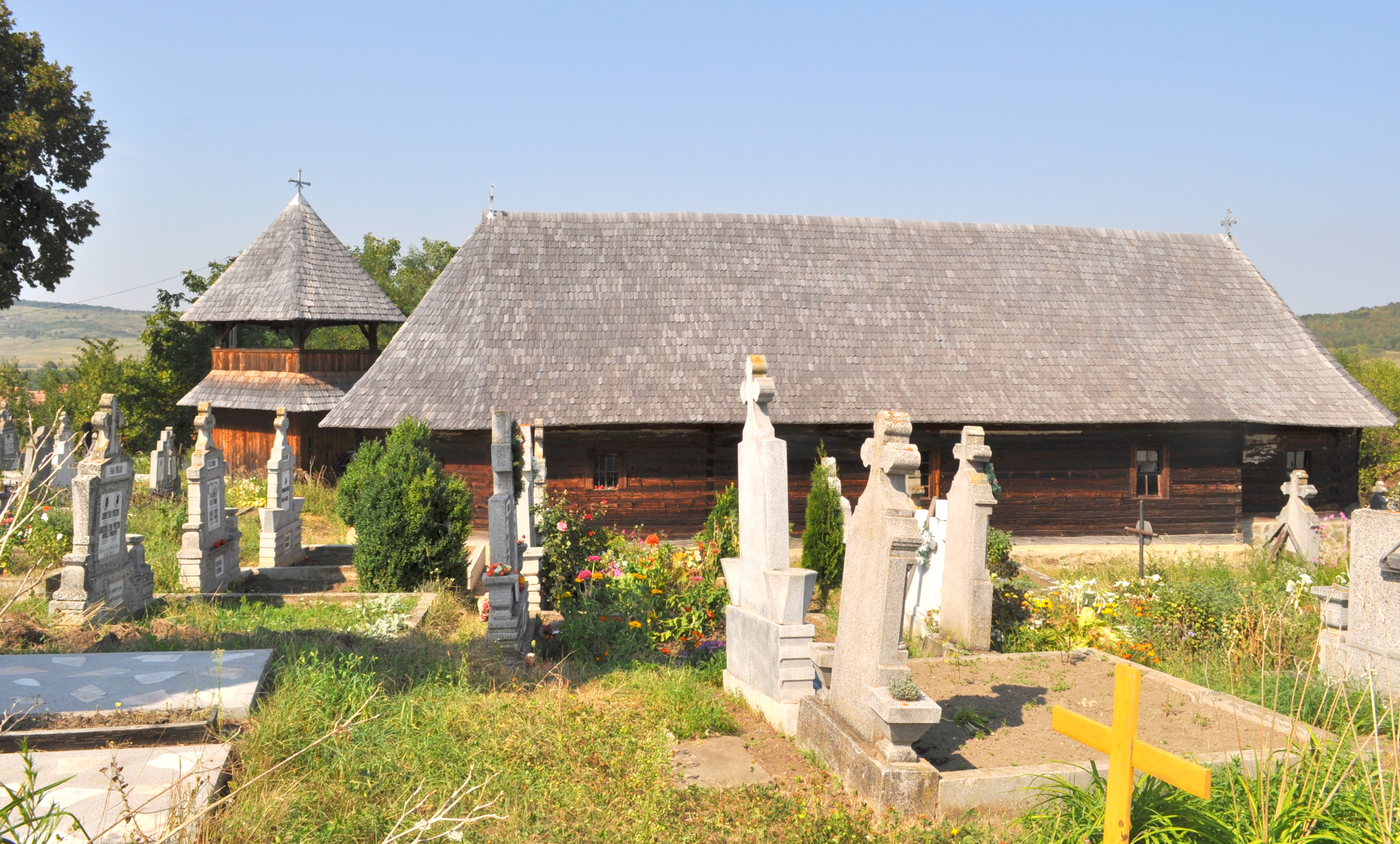
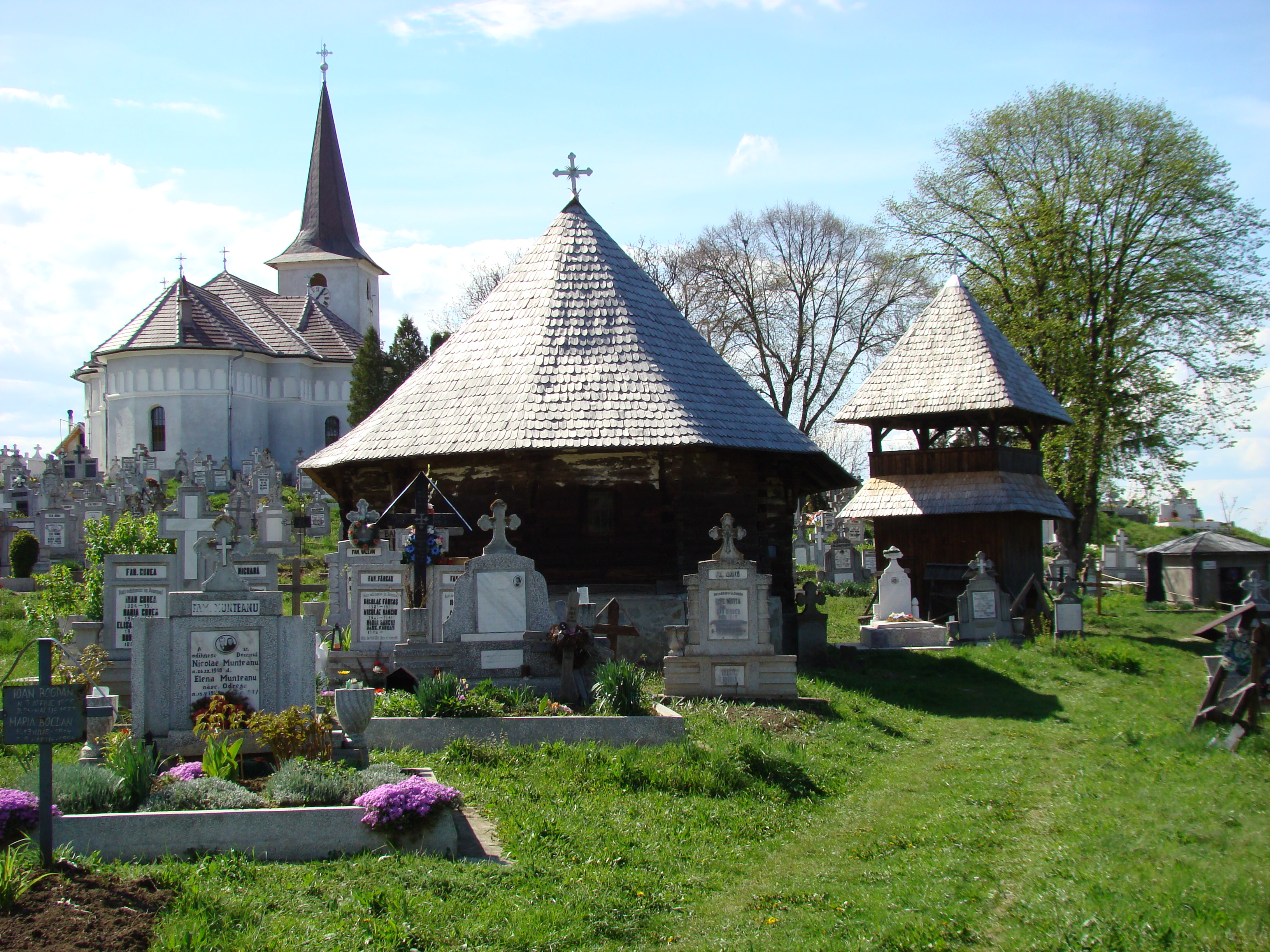
Biserica nouă şi biserica veche

## Imagini din interior

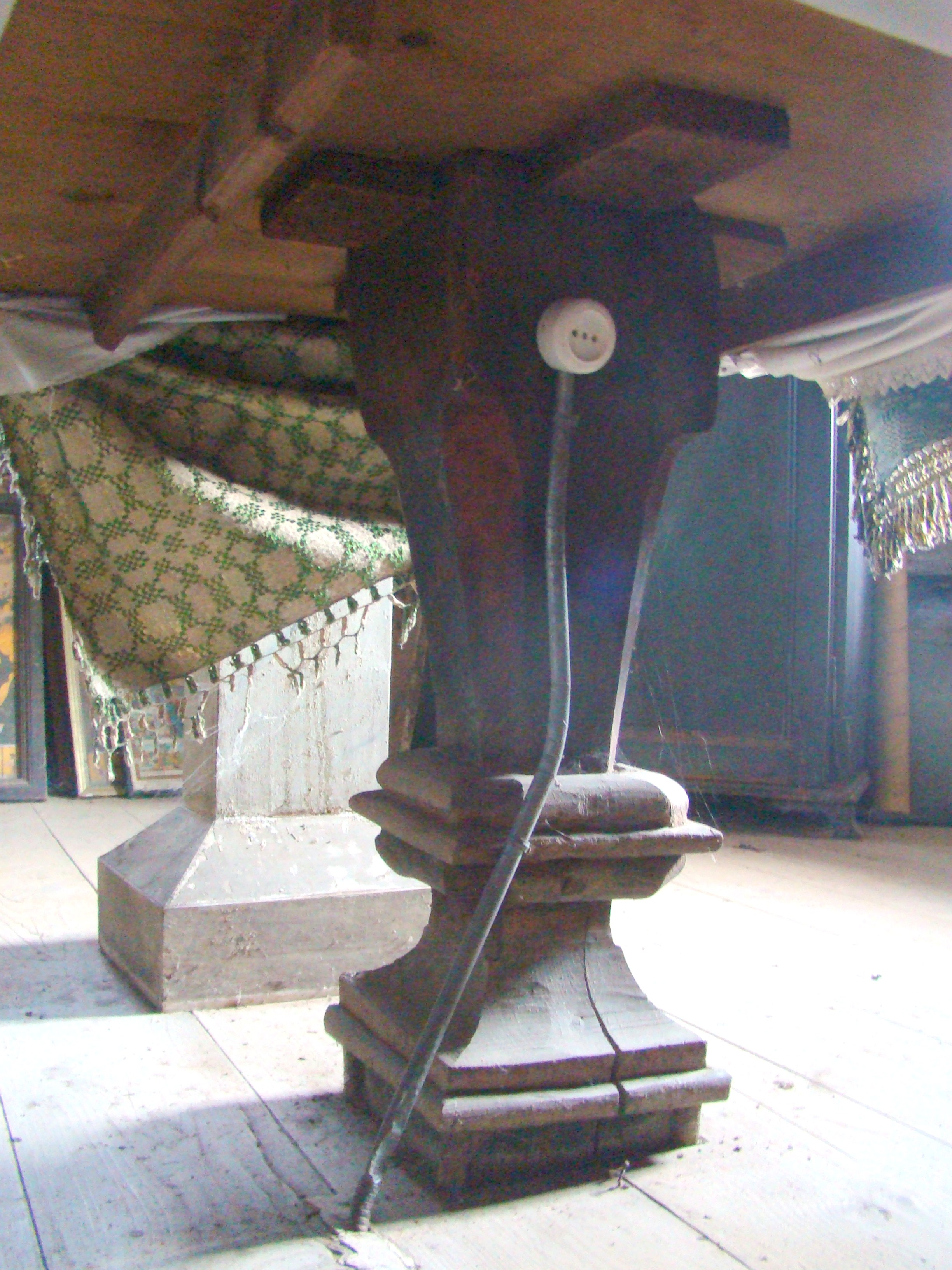
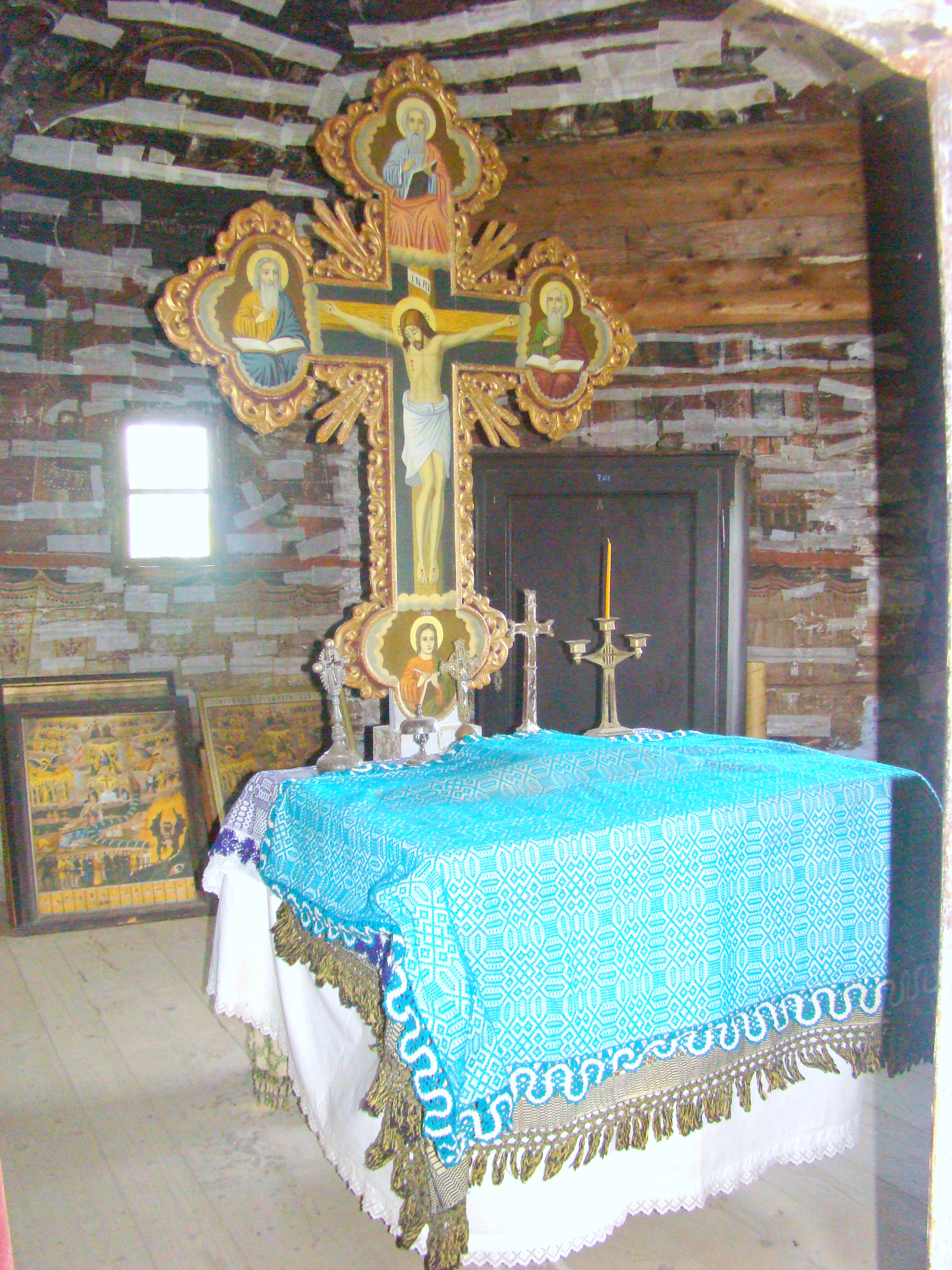
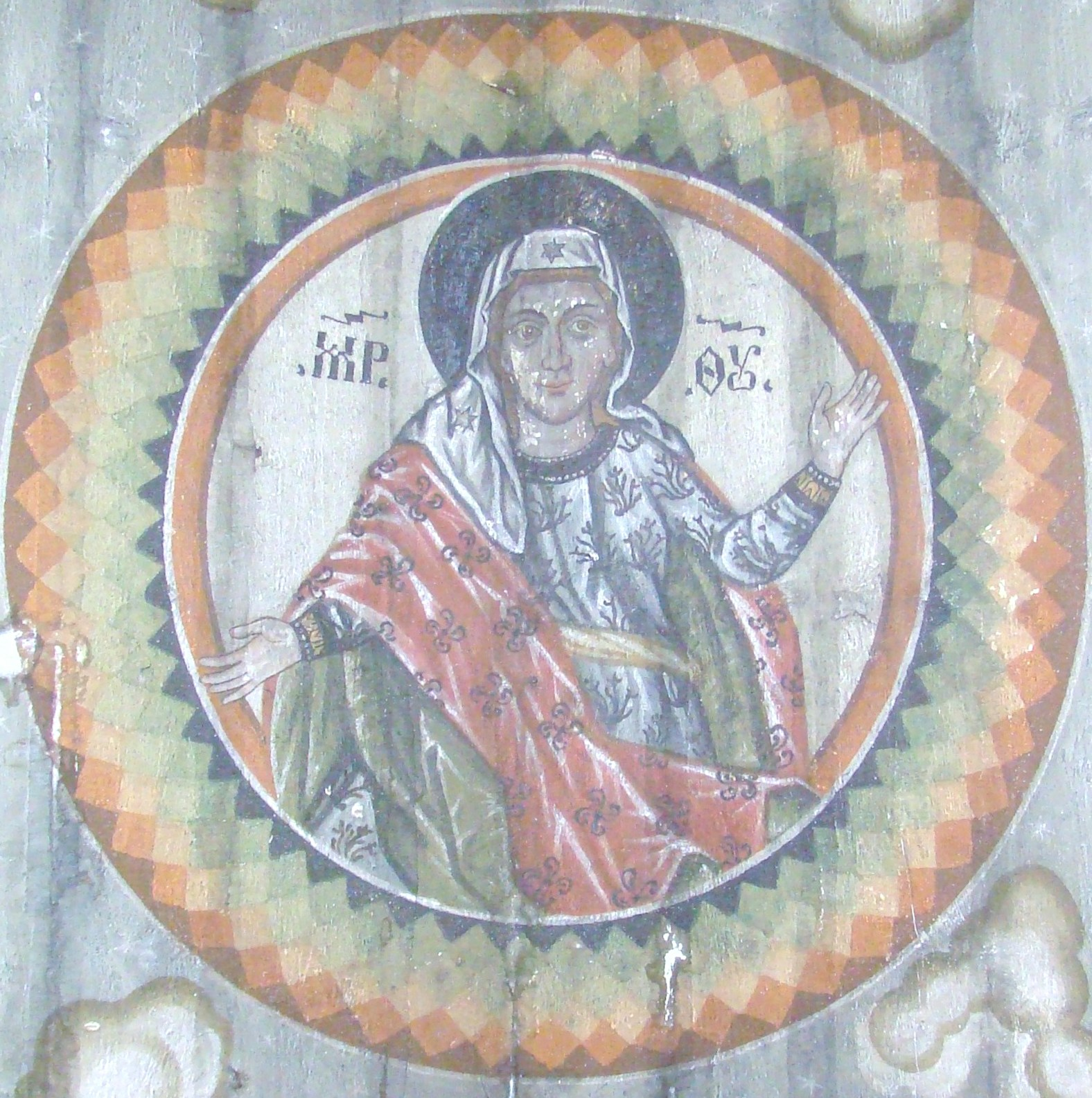
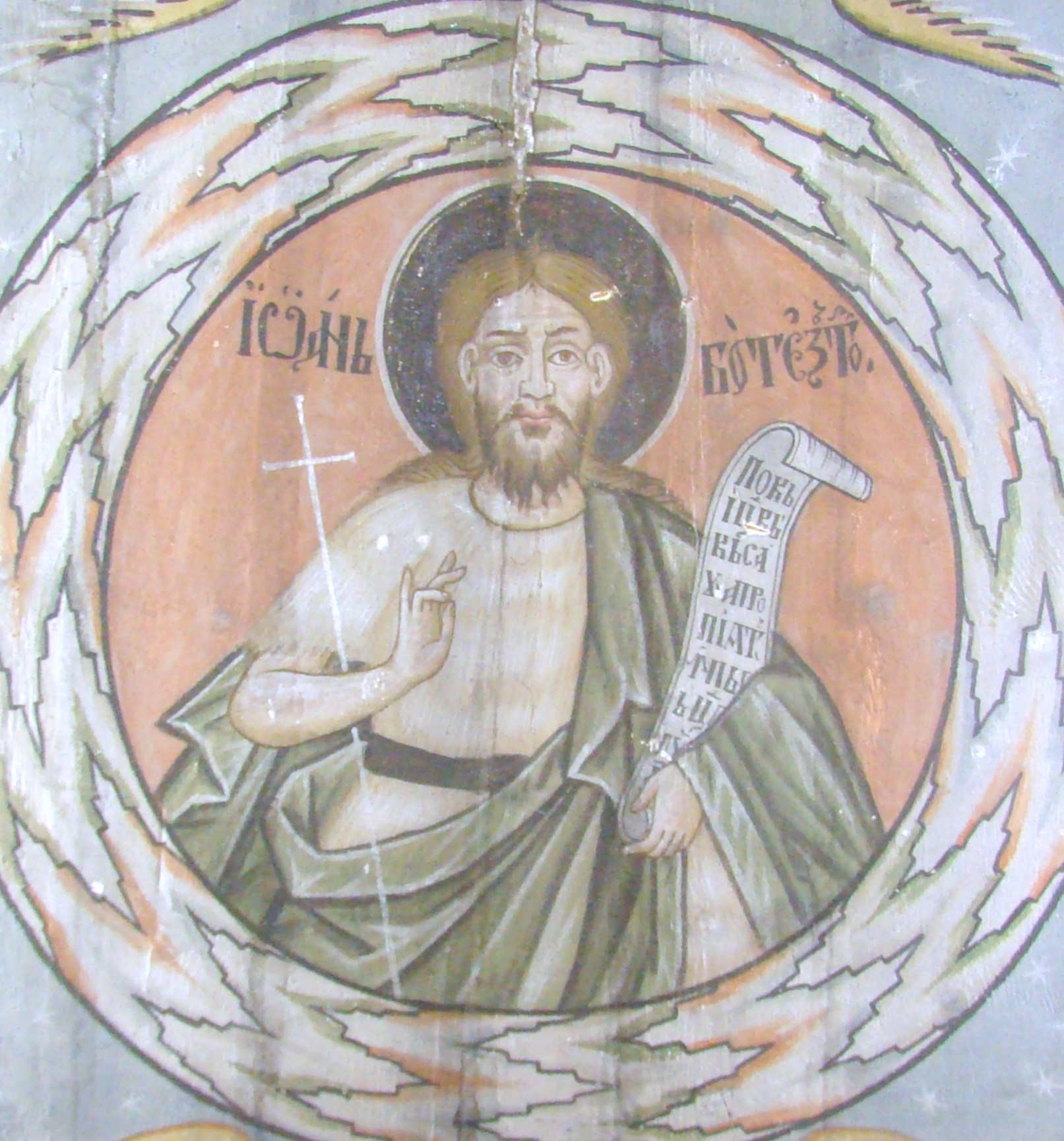
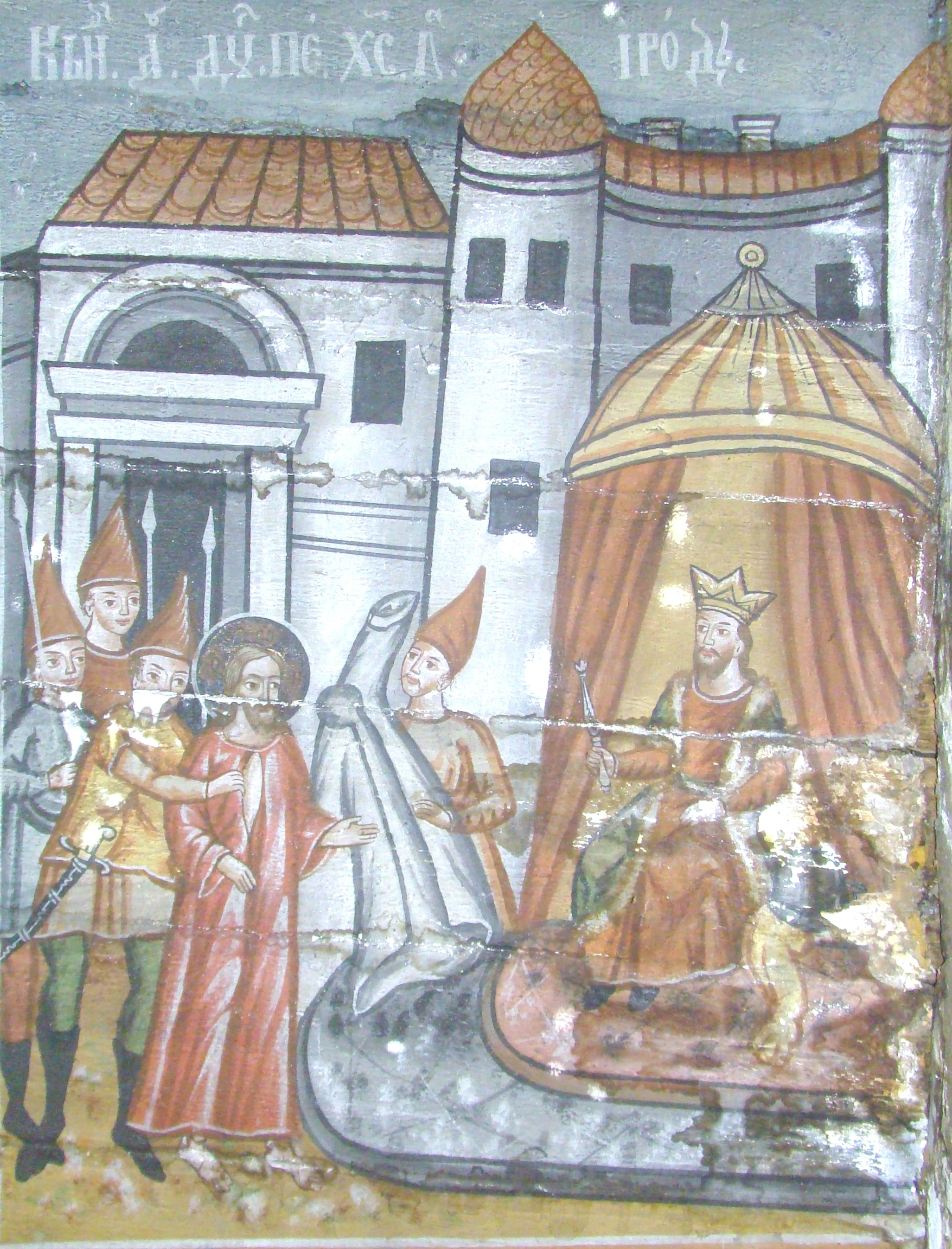
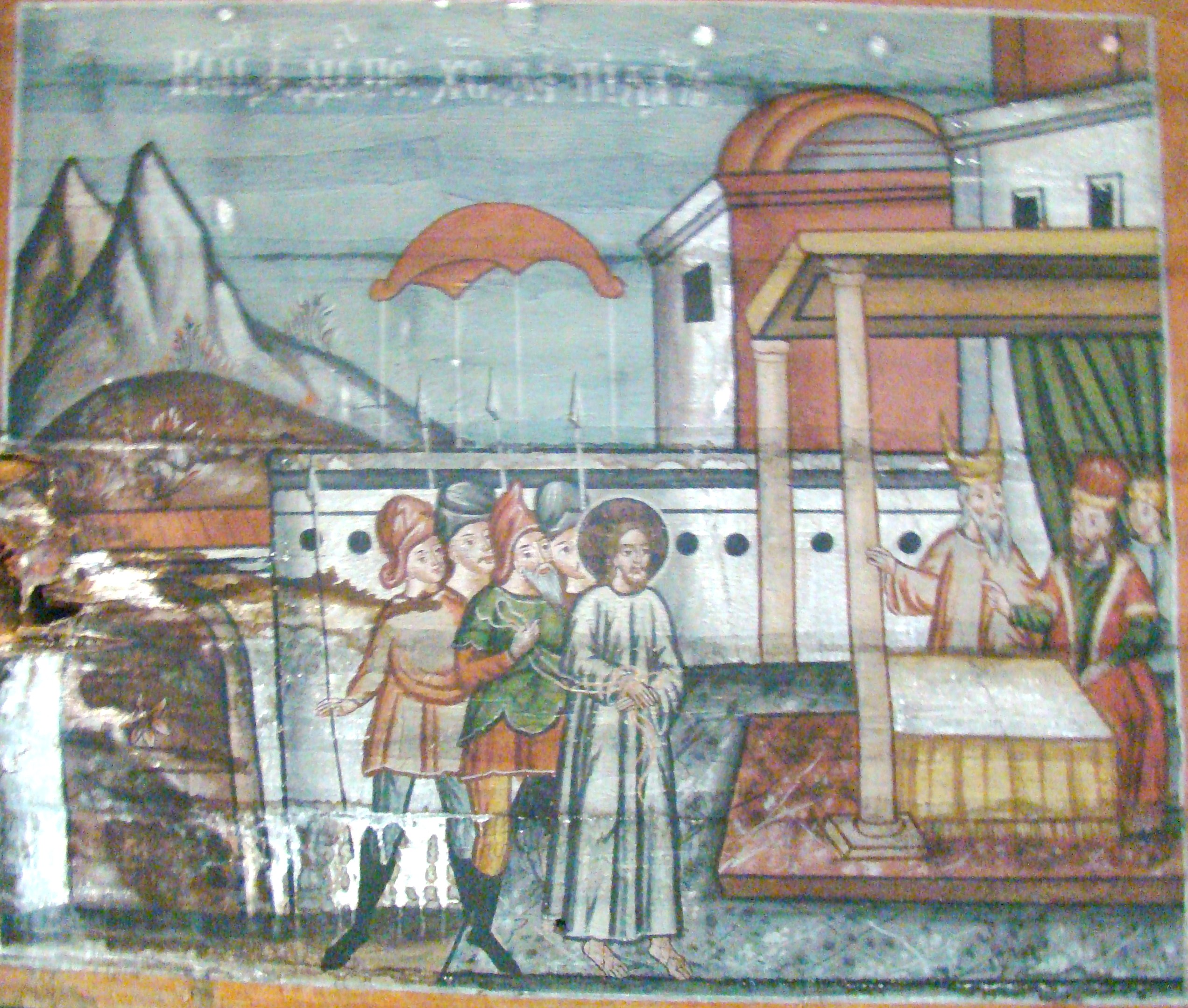
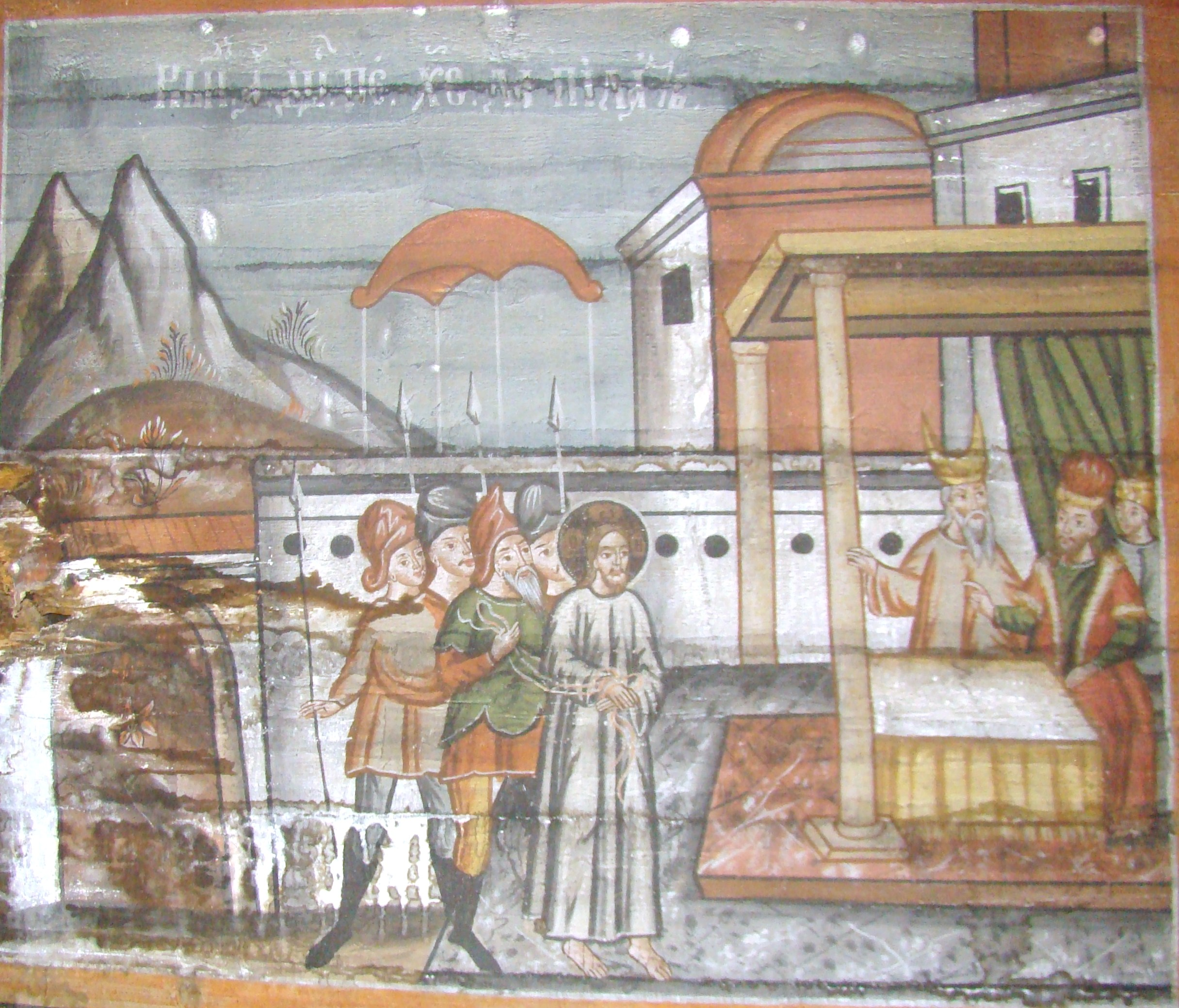
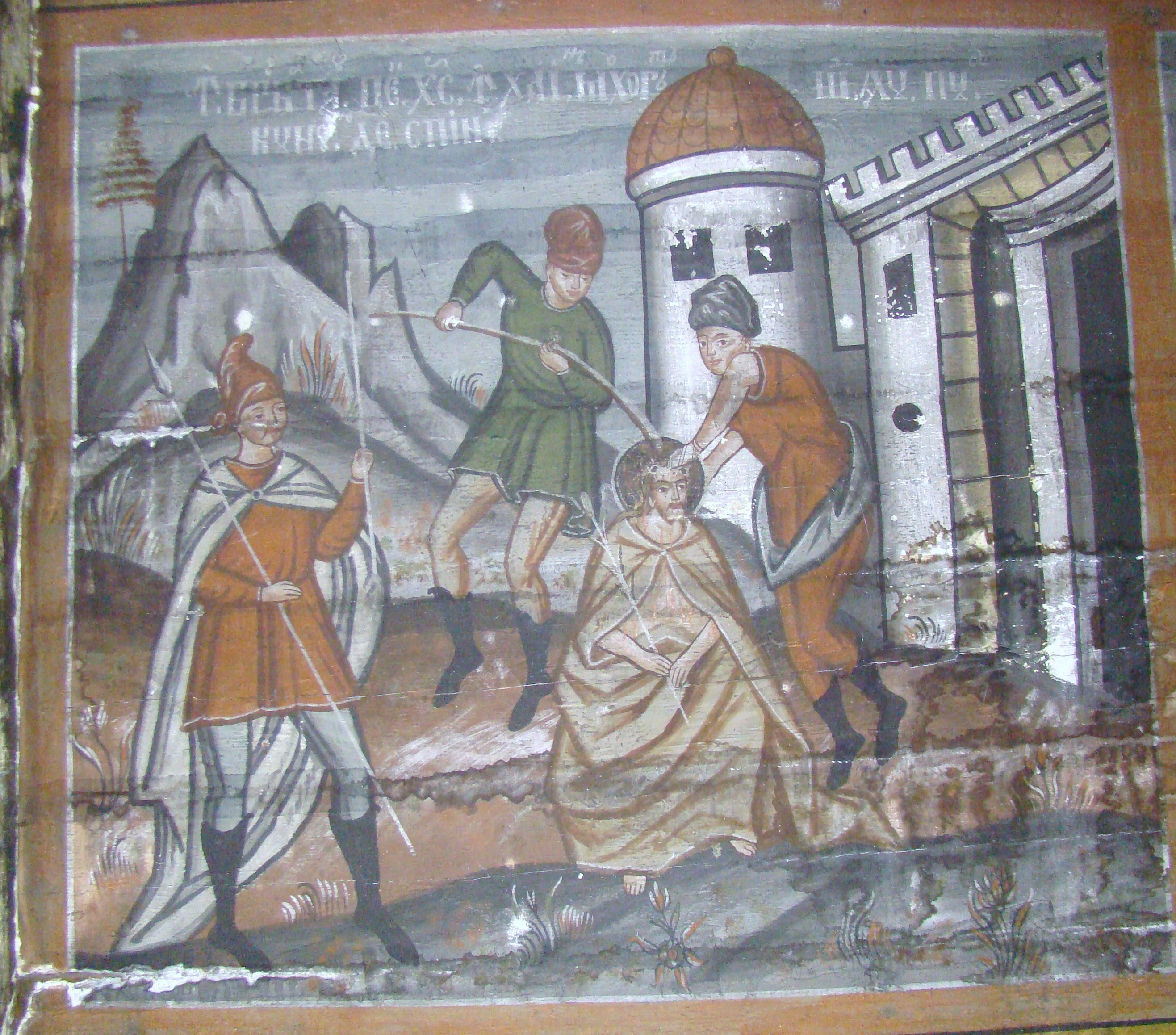
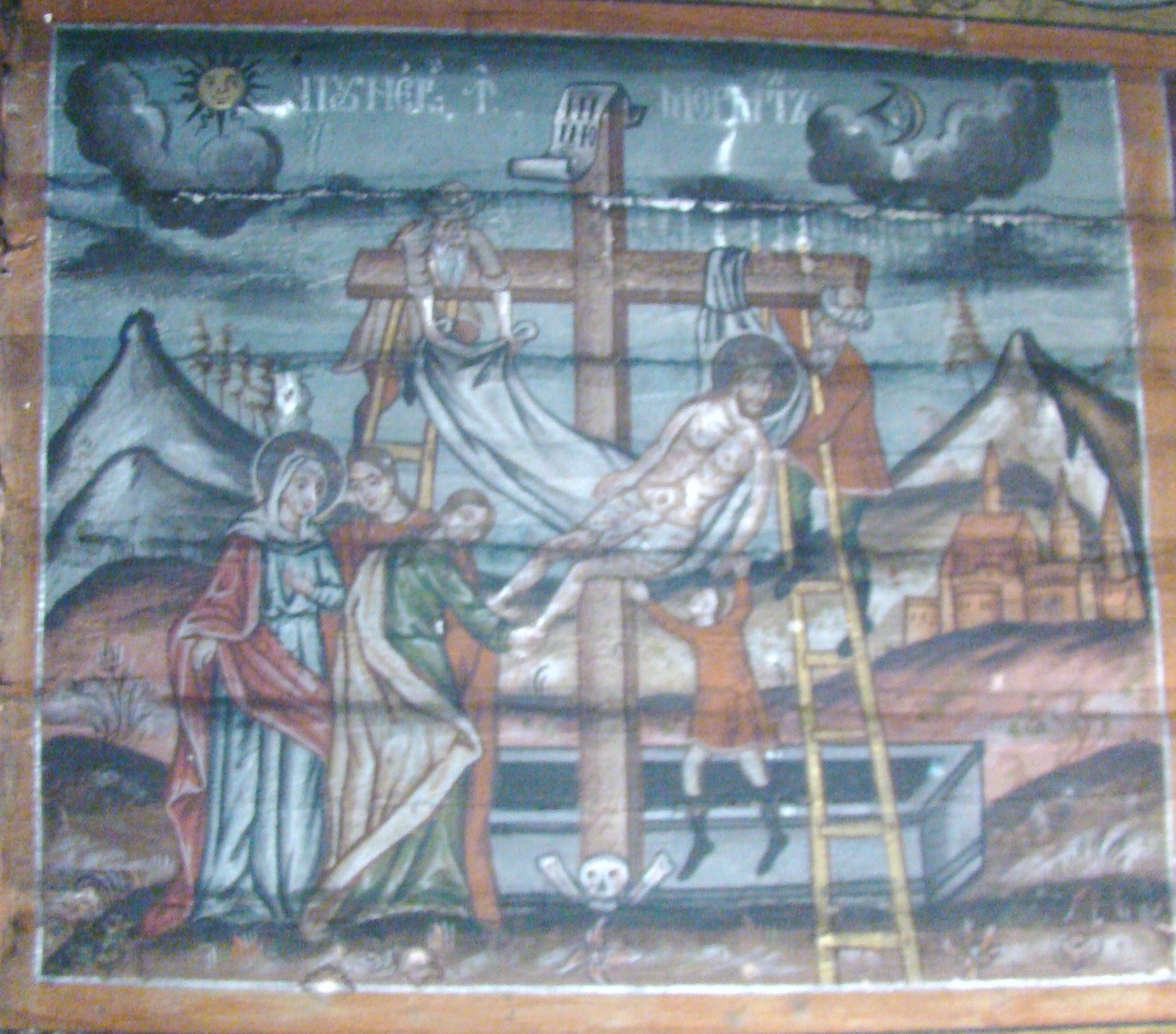
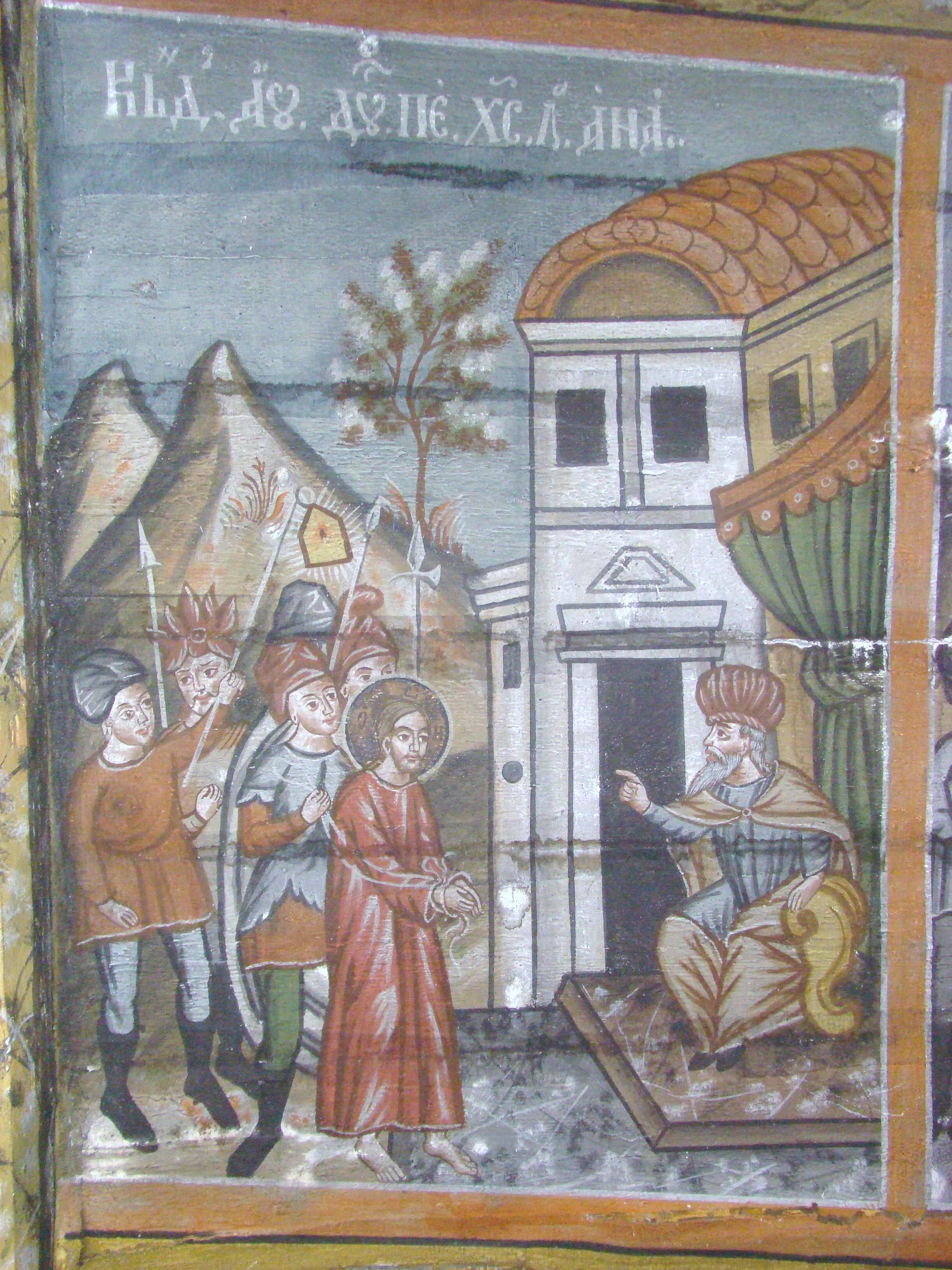
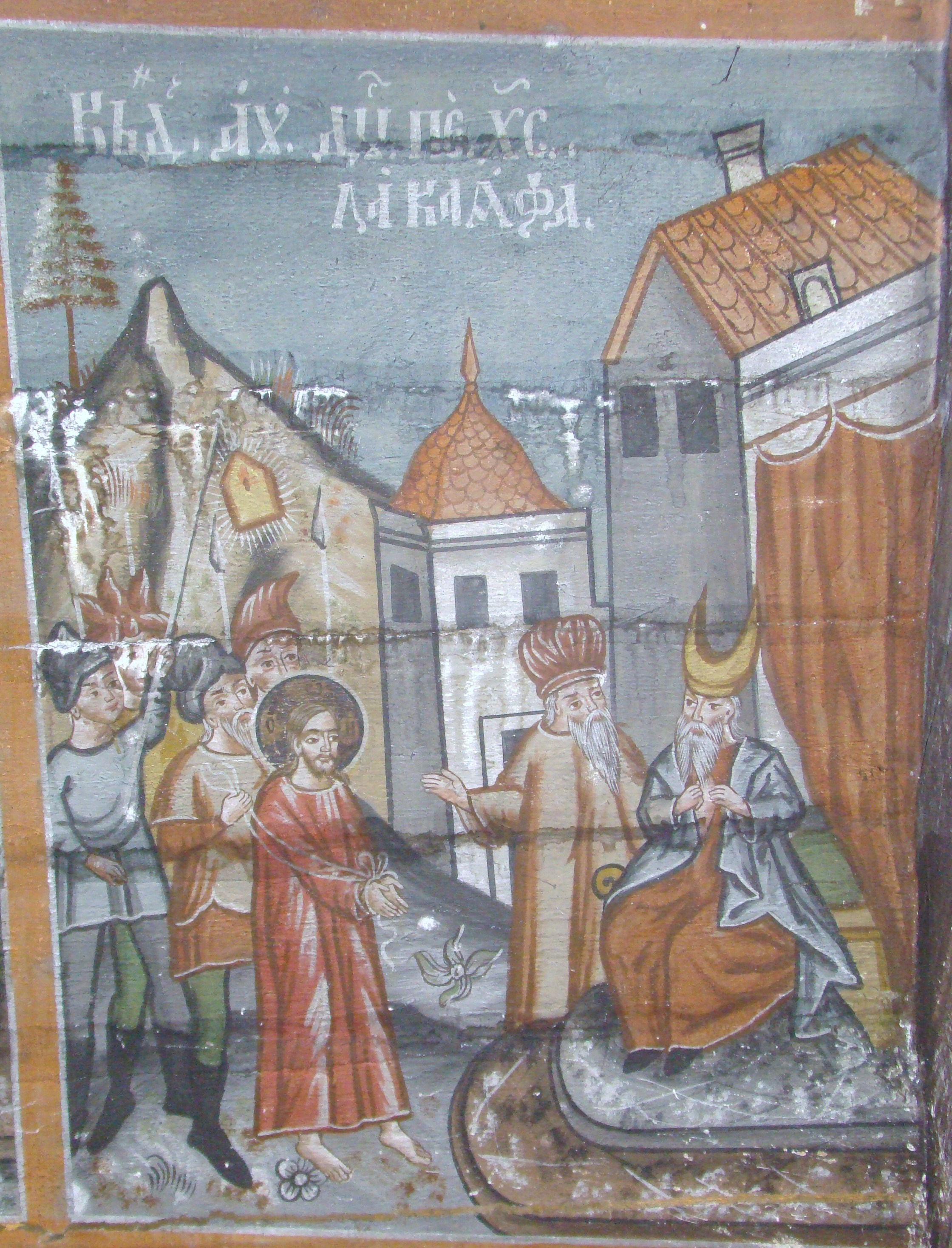
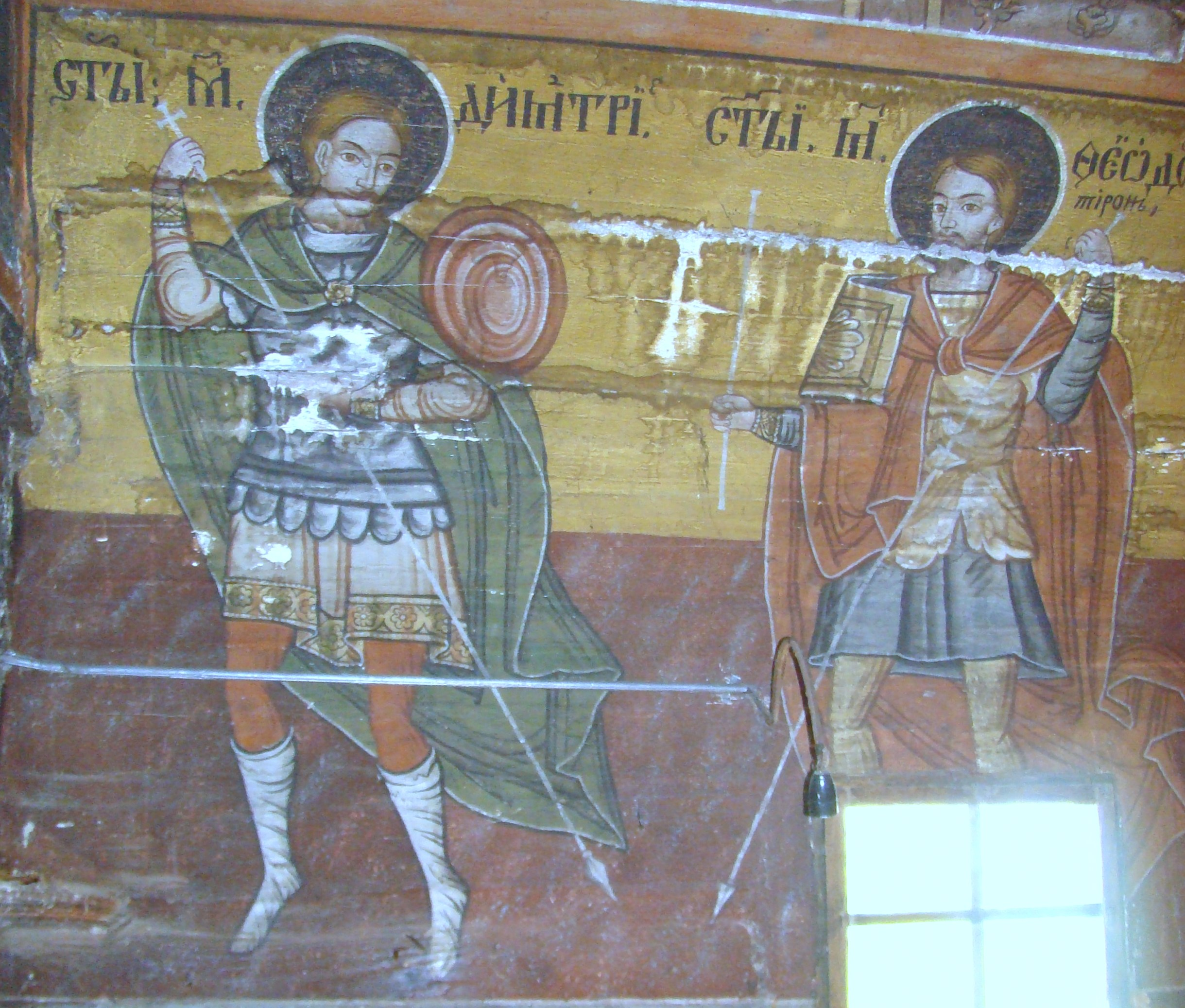
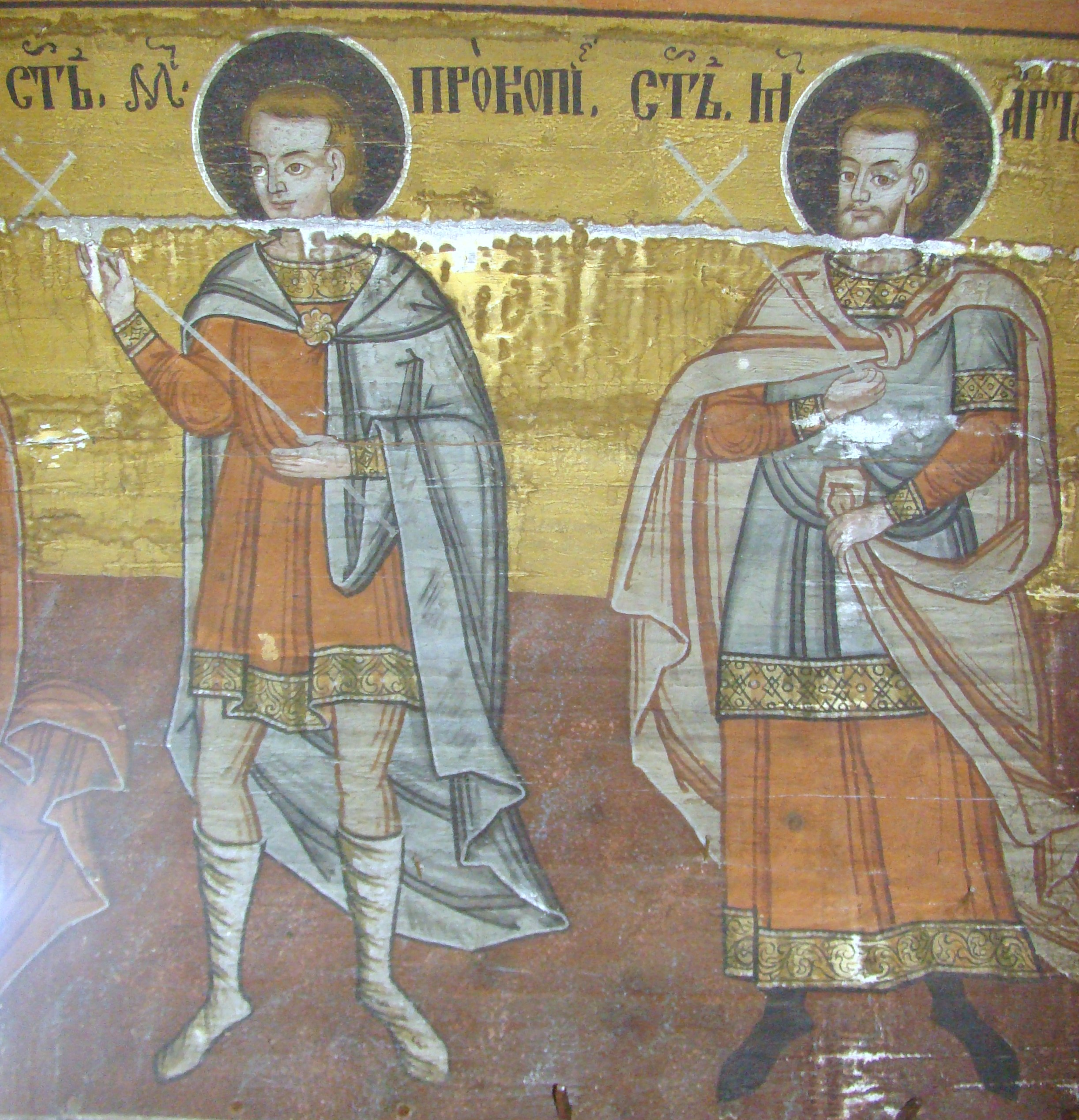
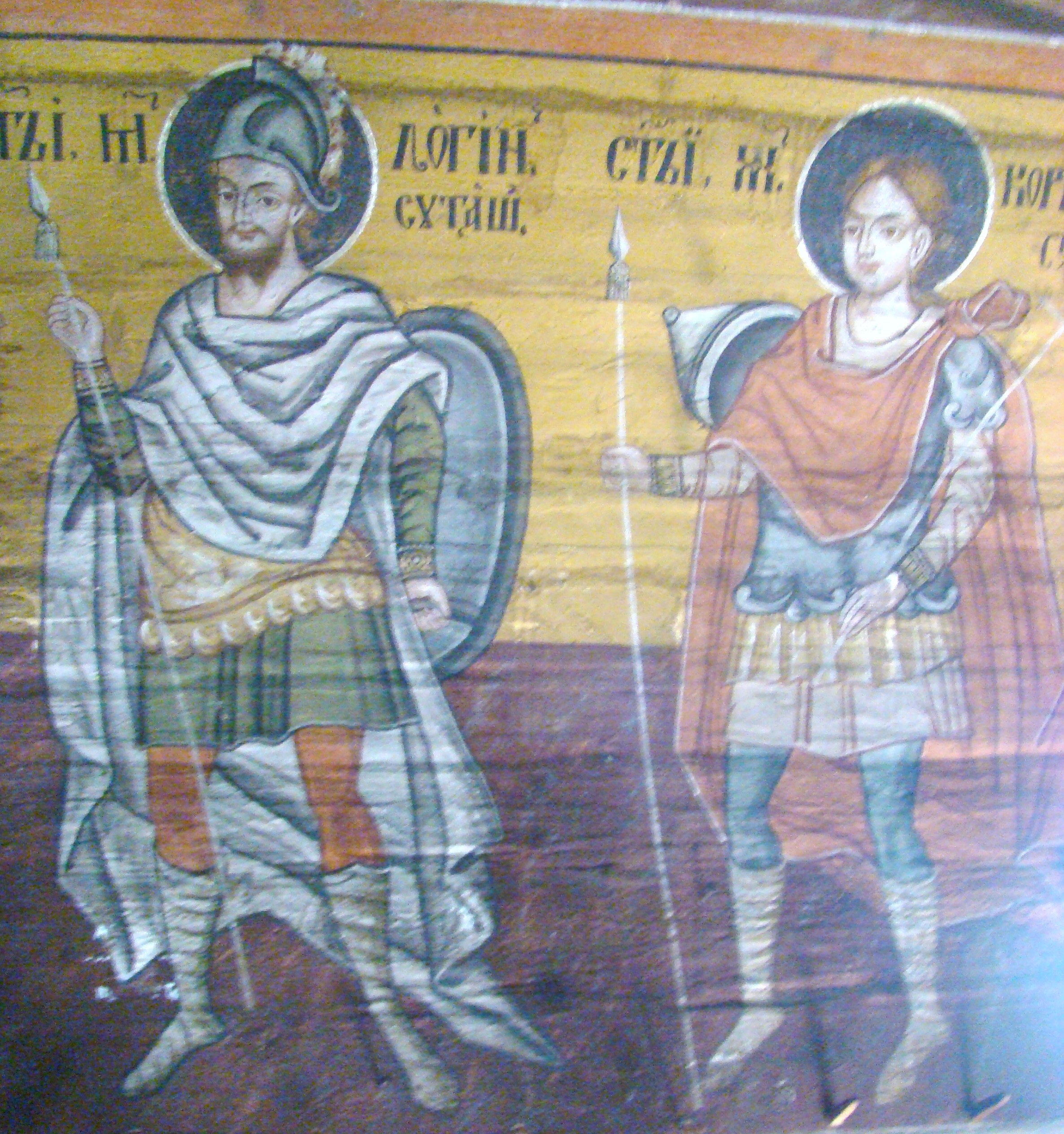
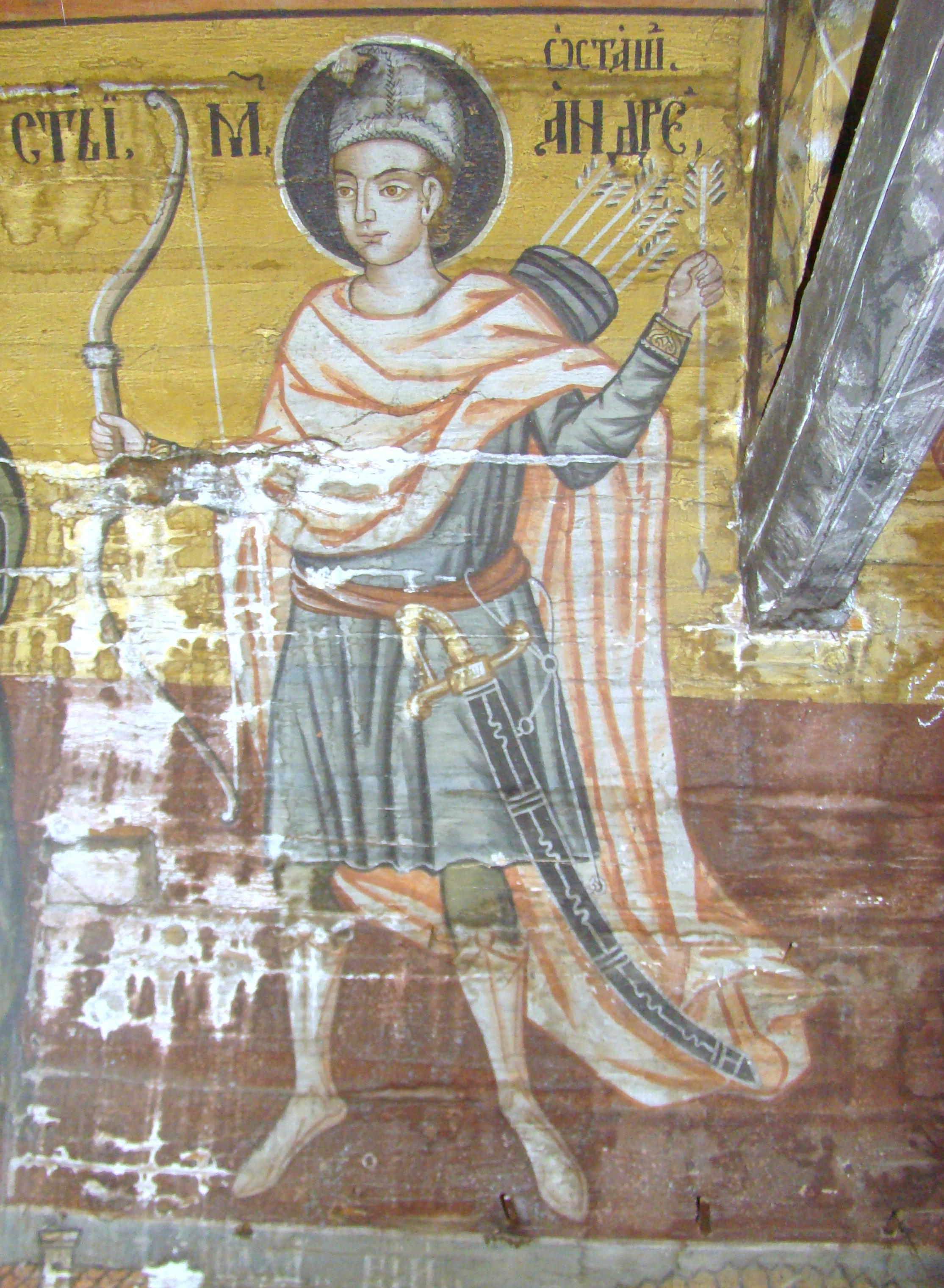
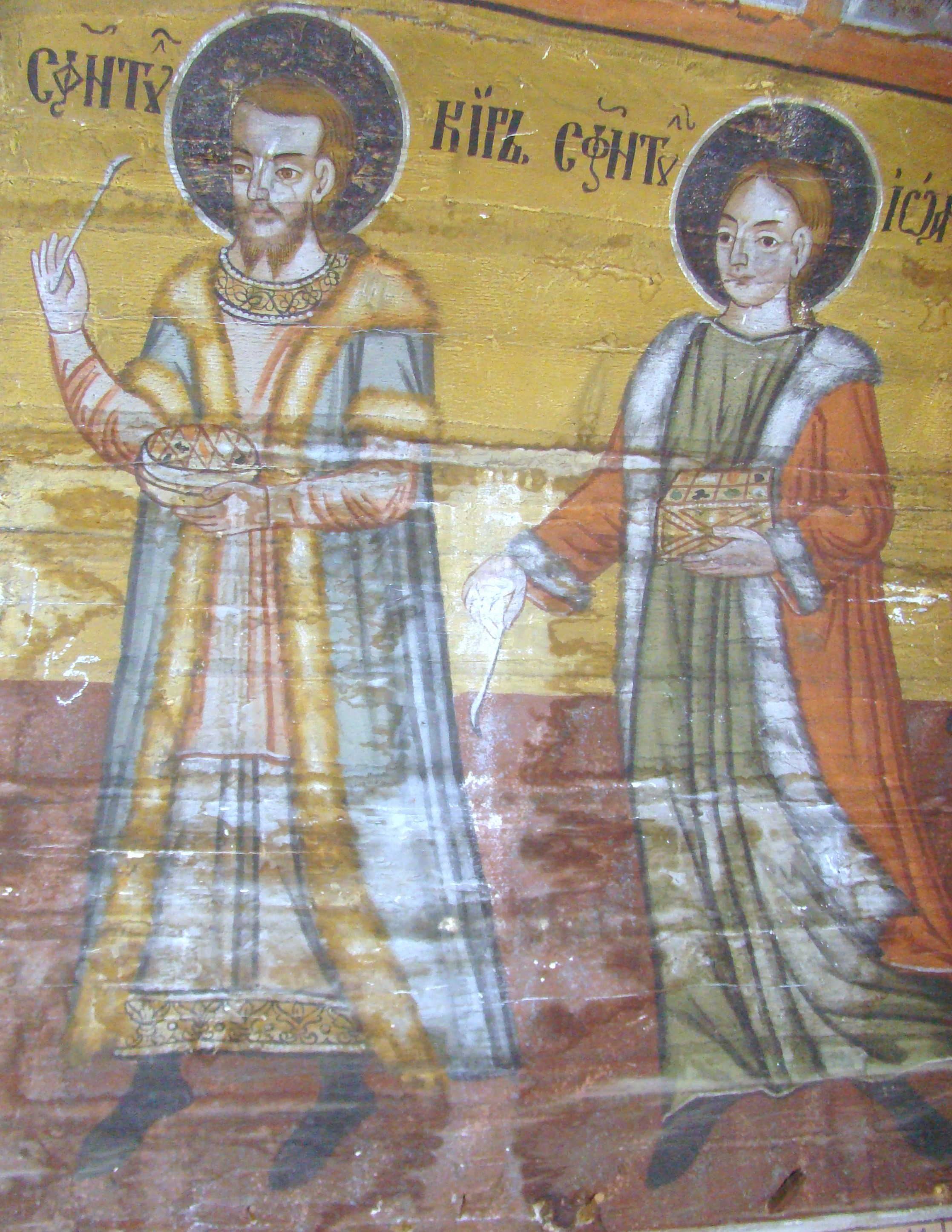
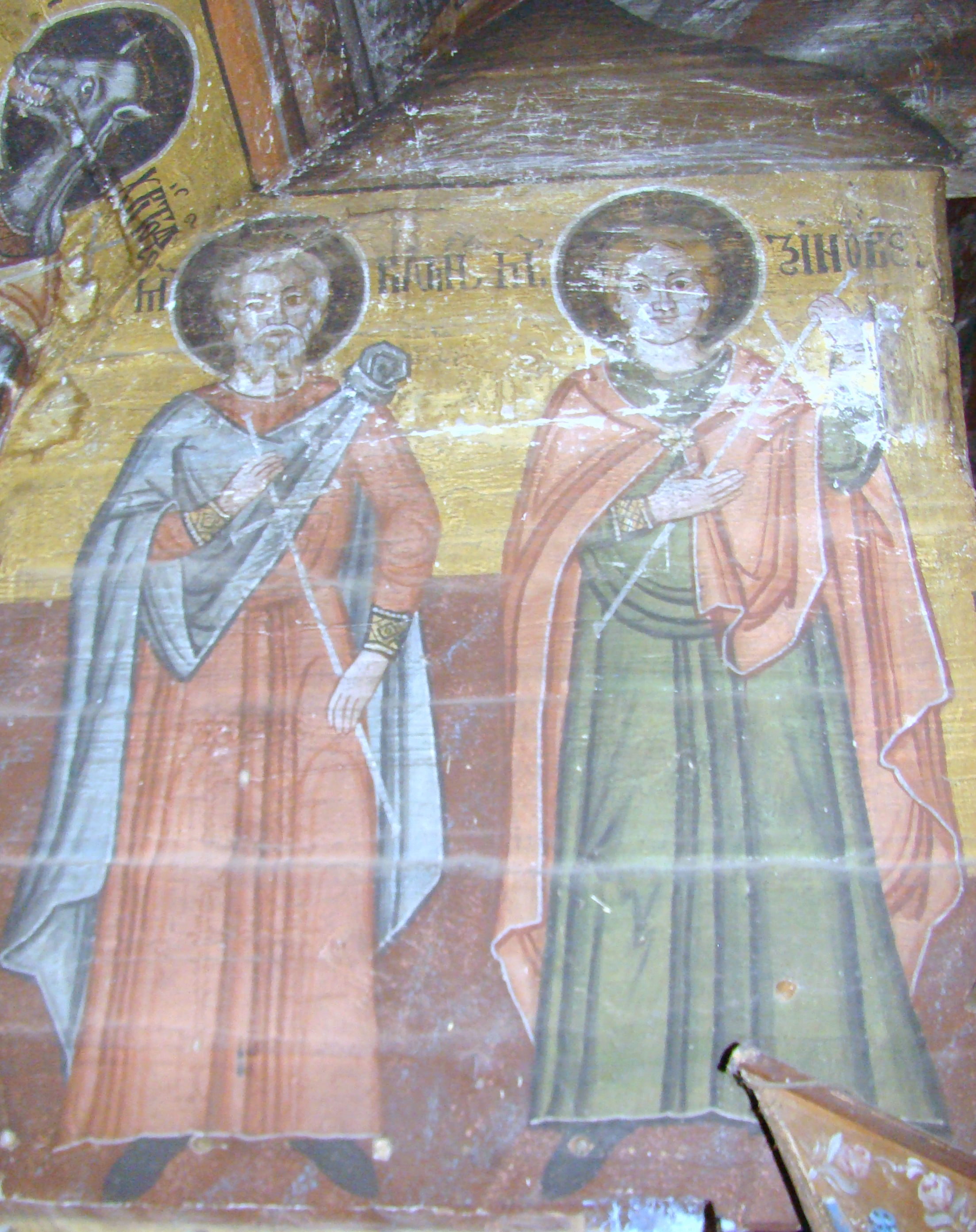
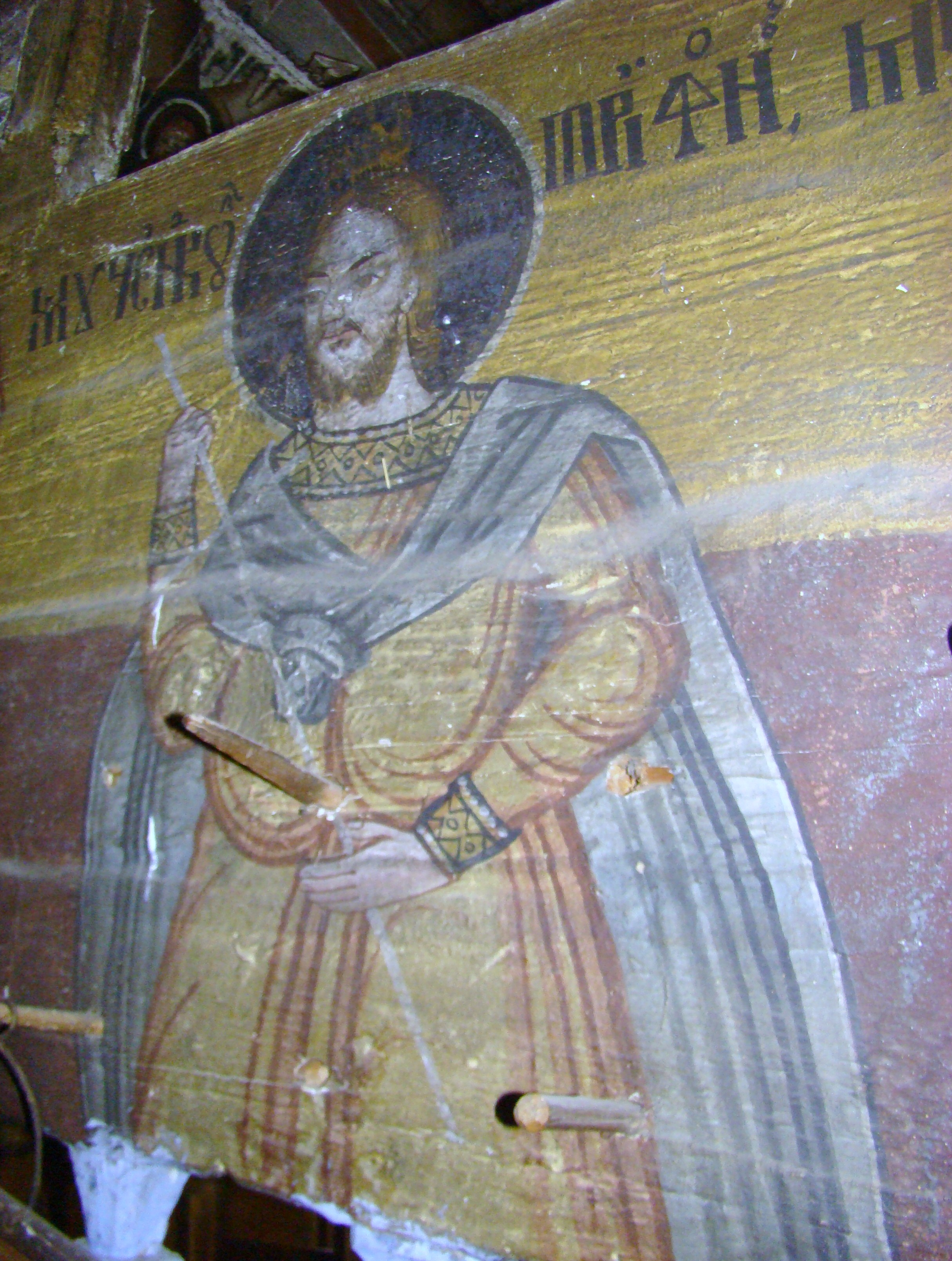
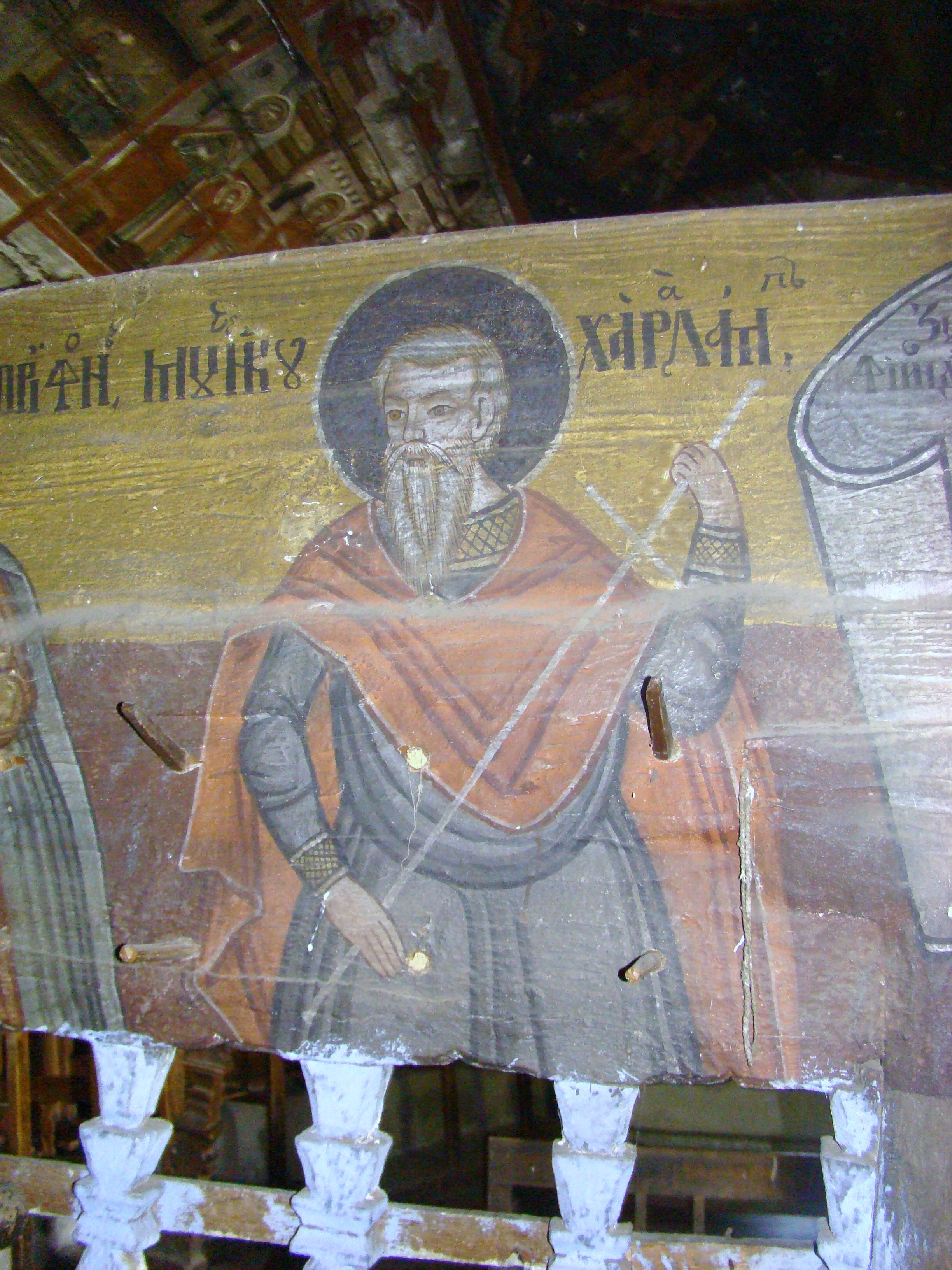
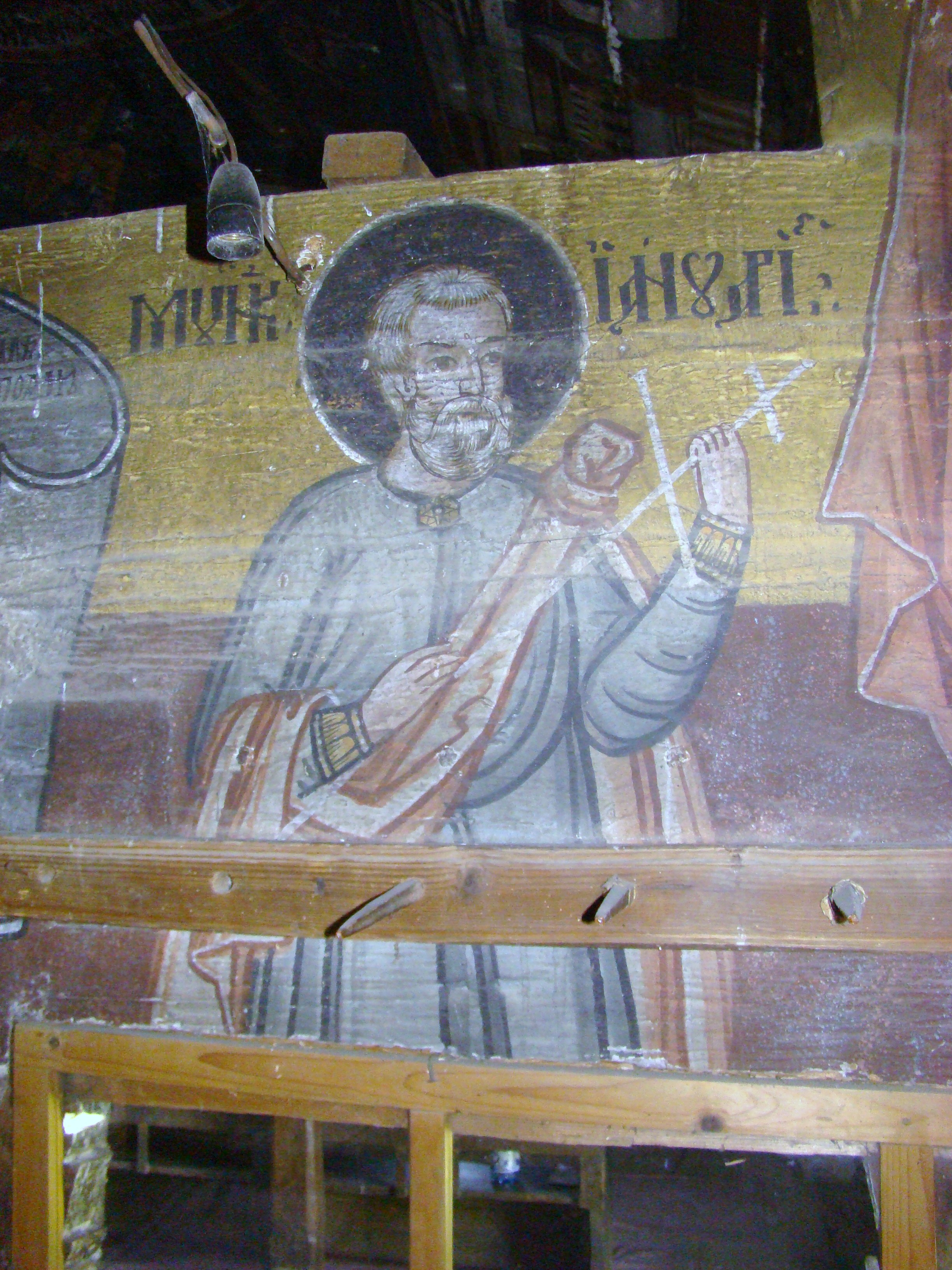
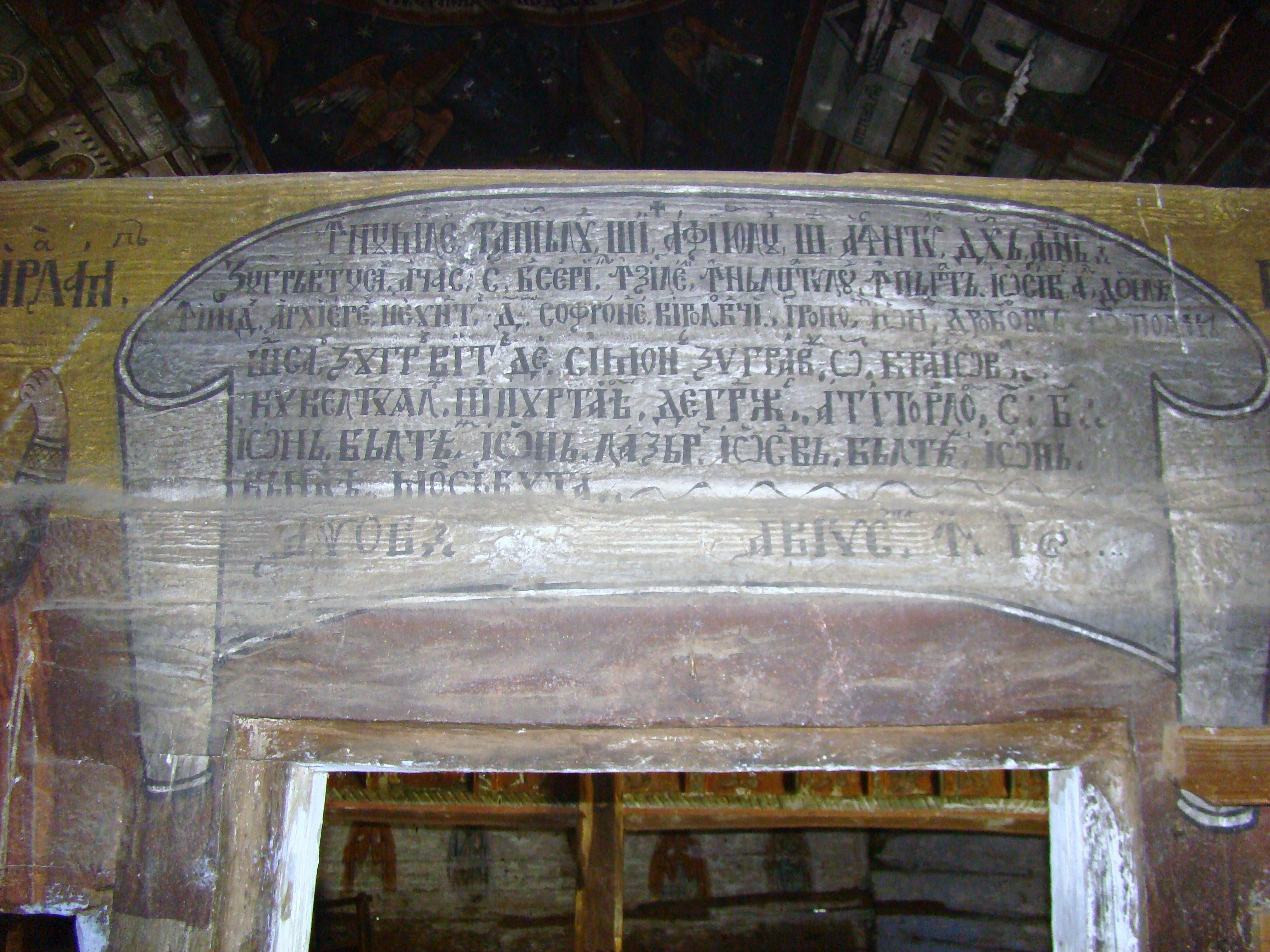
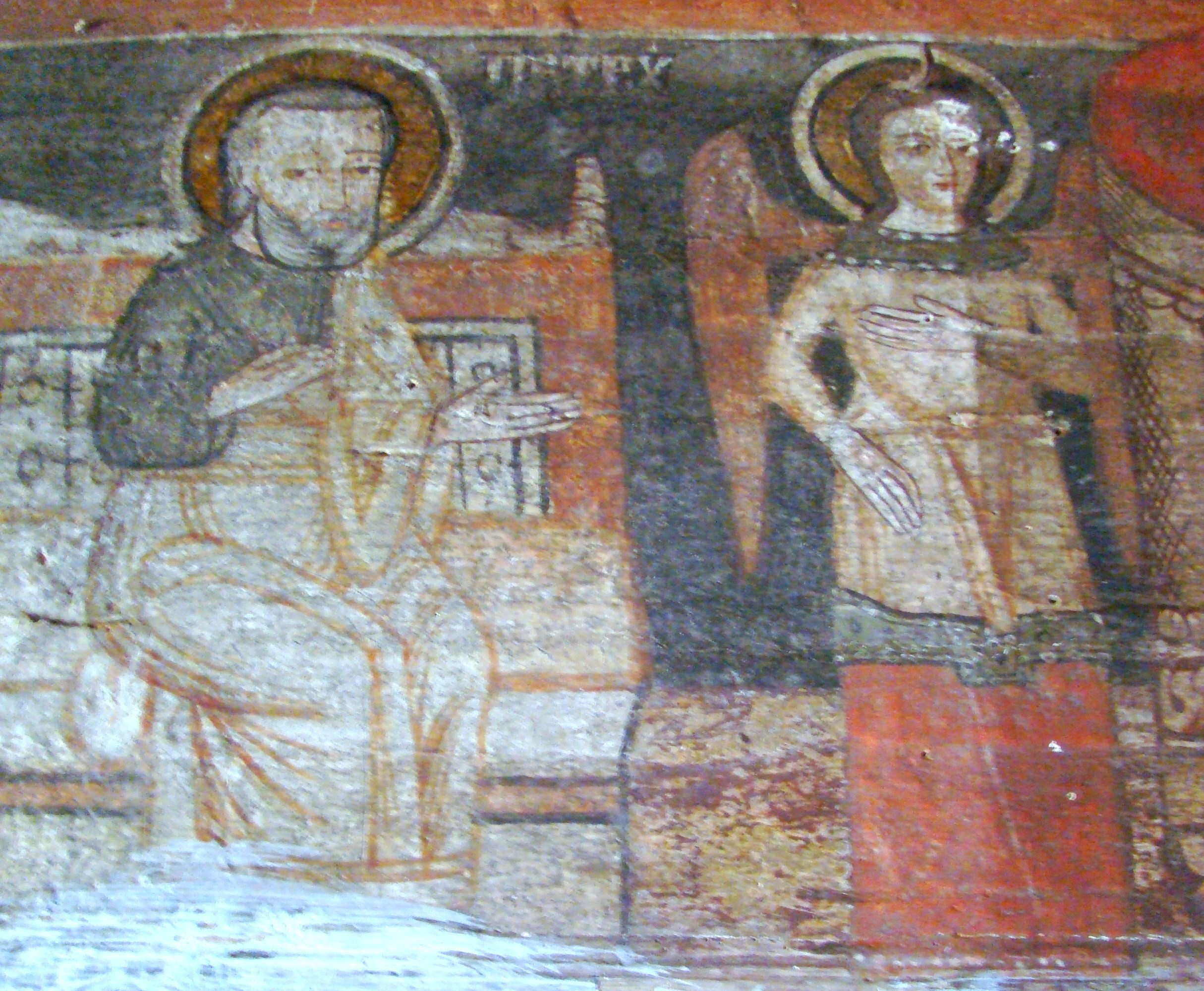
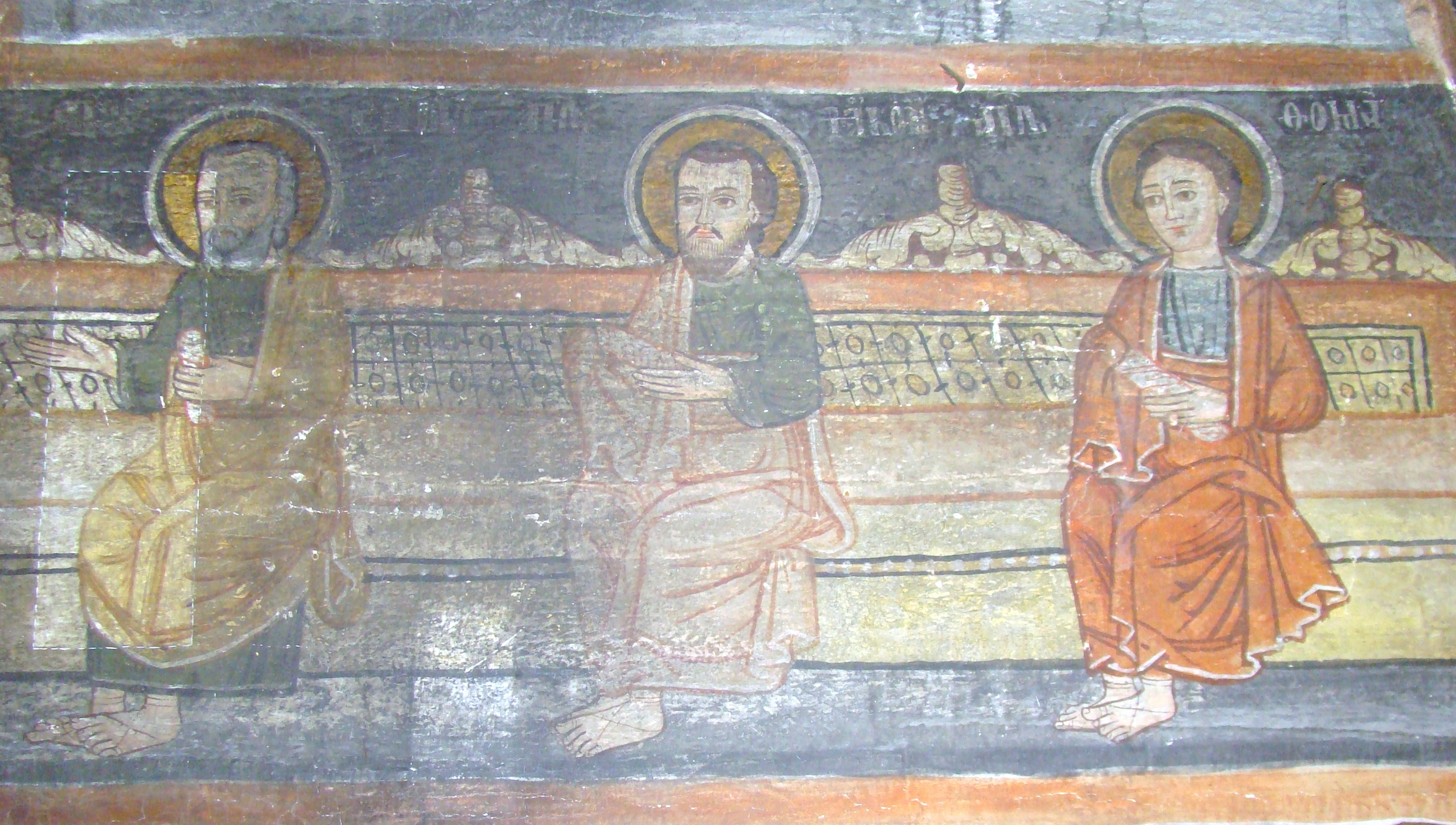
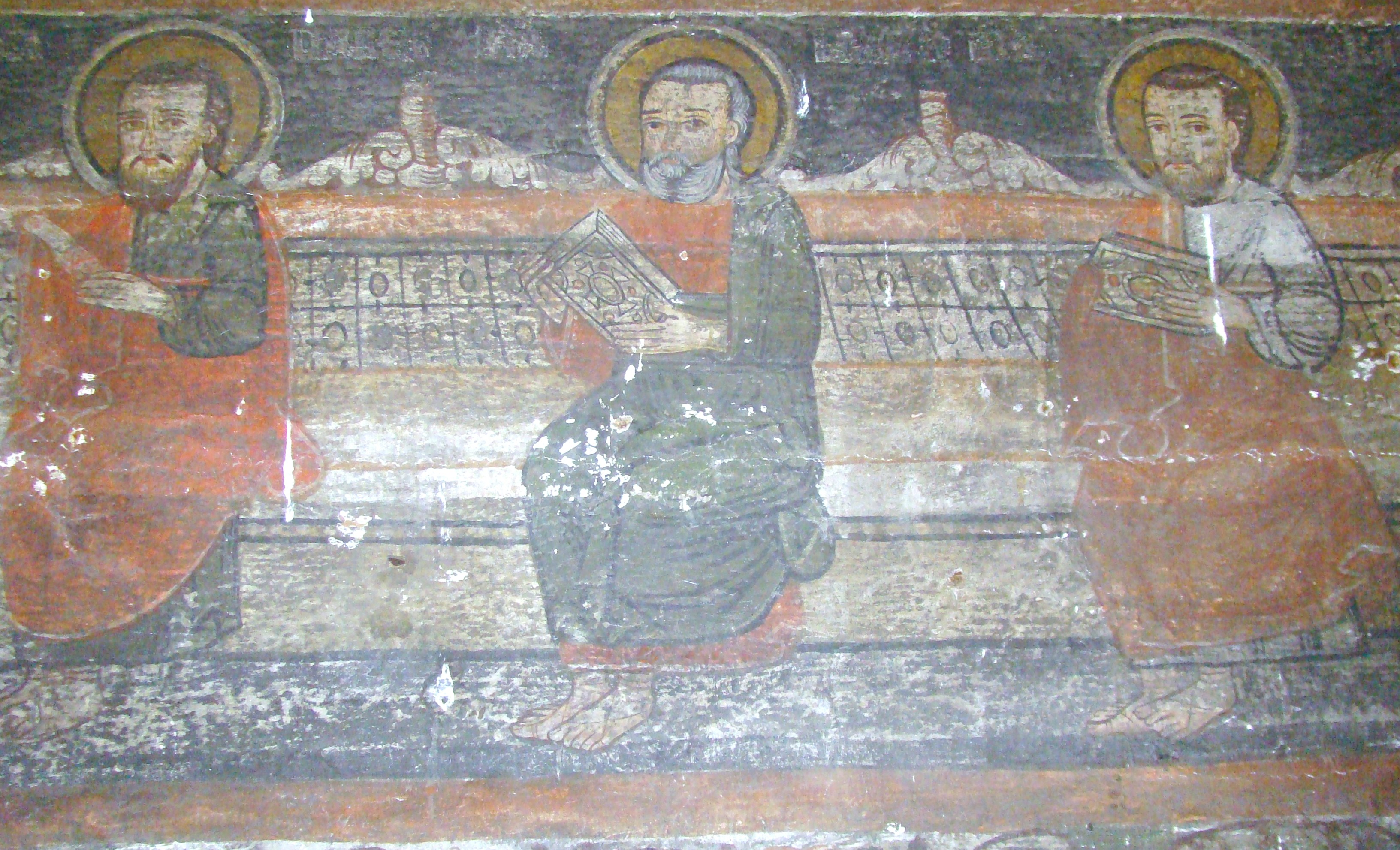
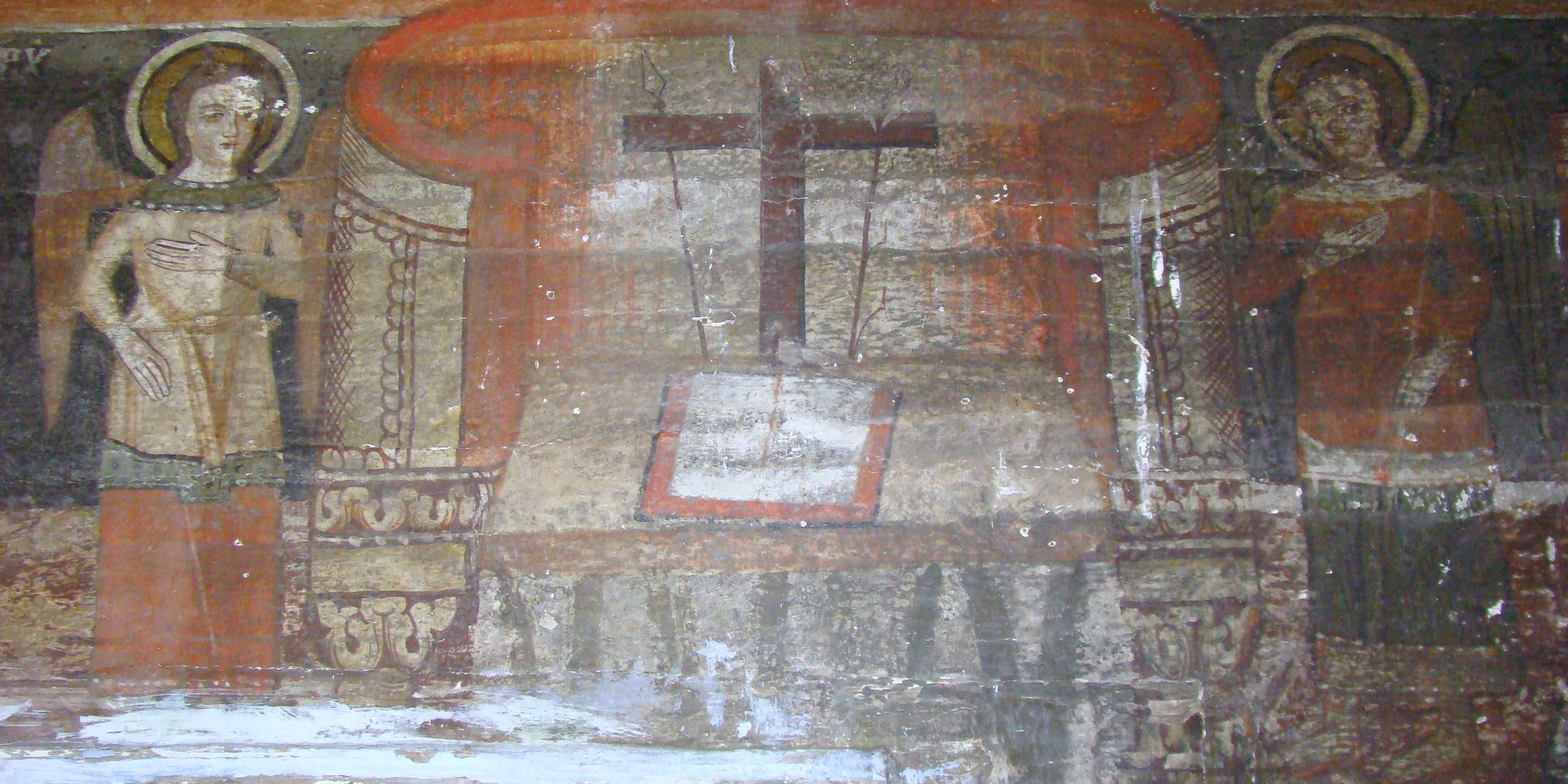
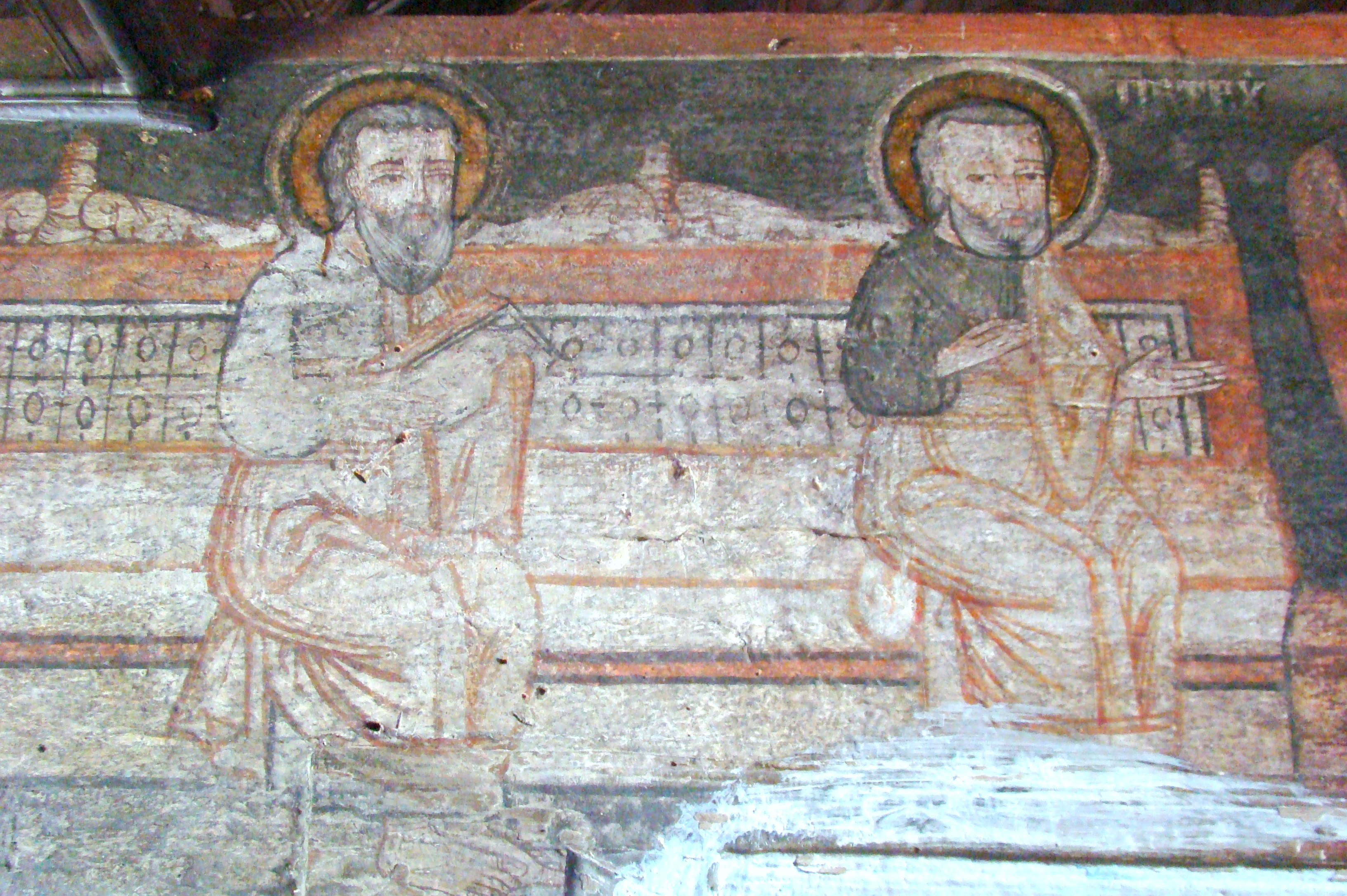
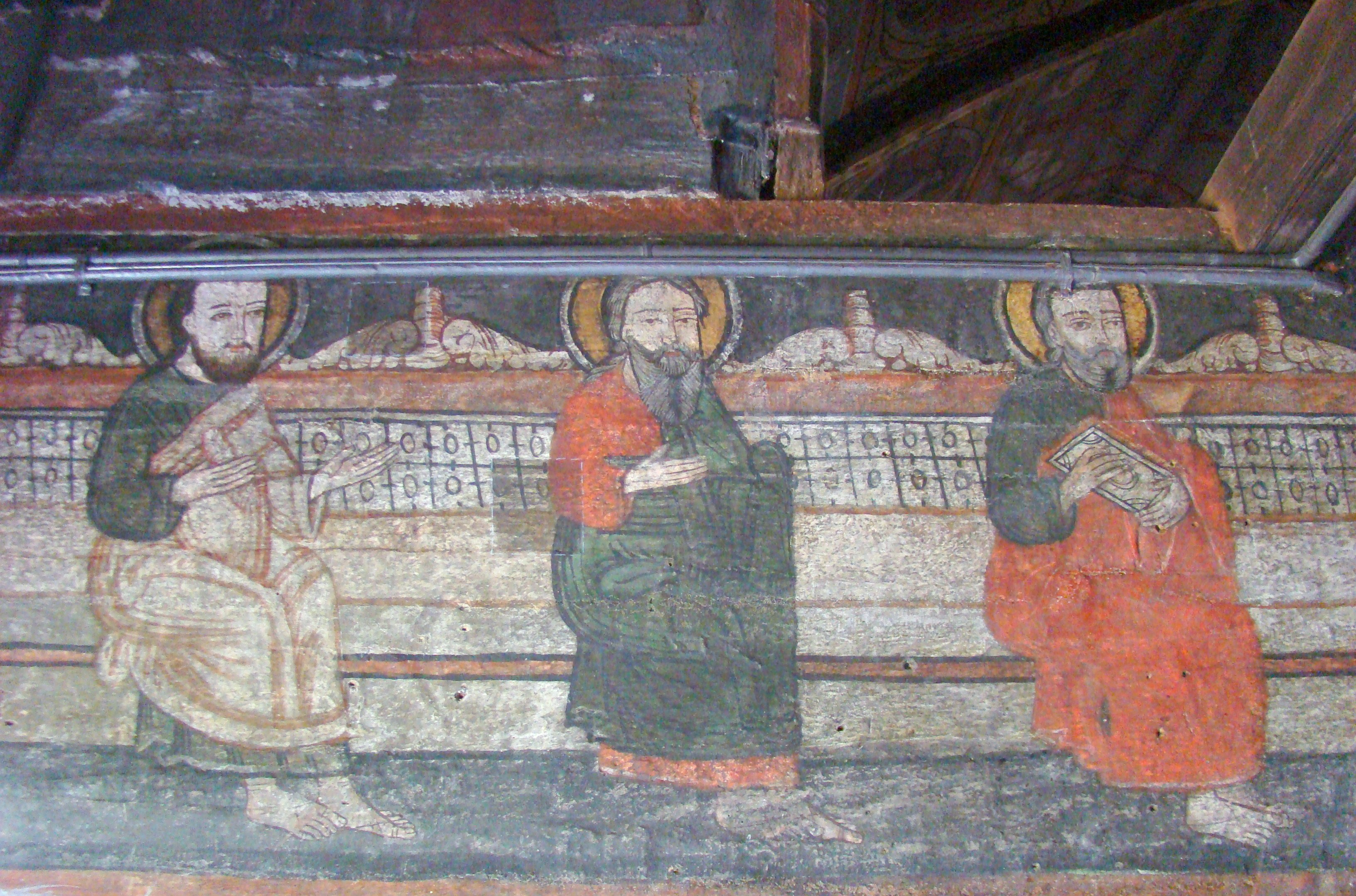
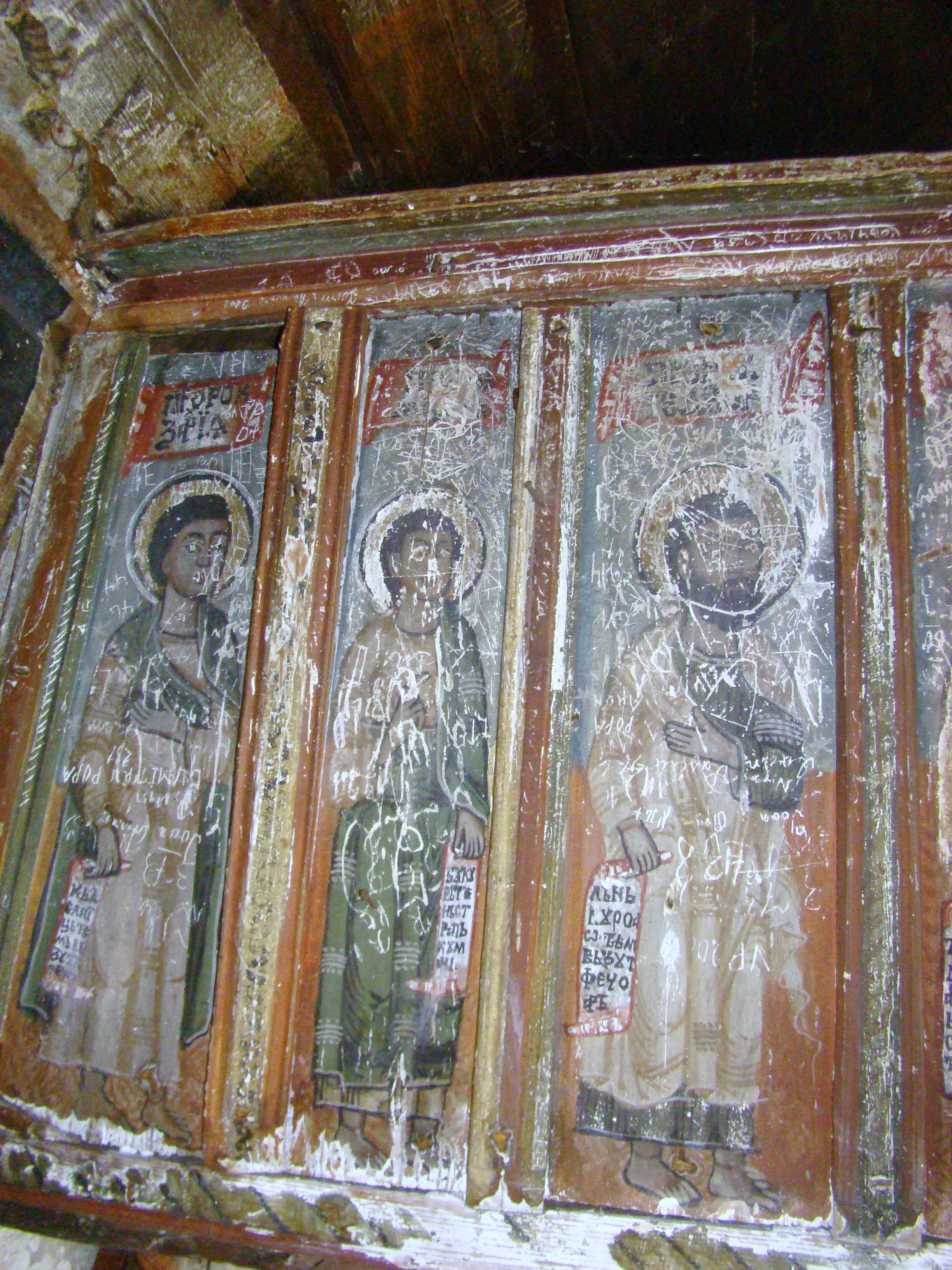
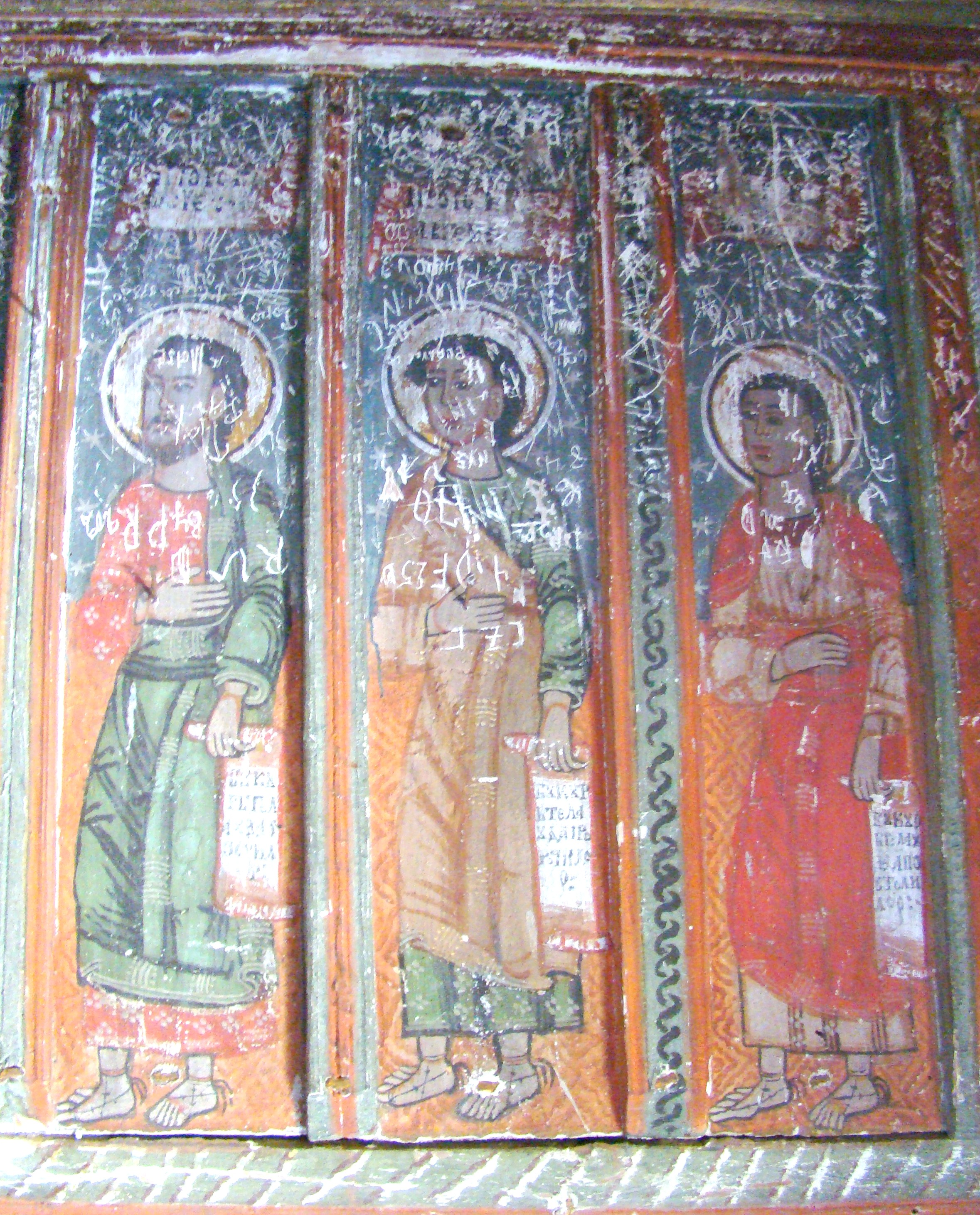
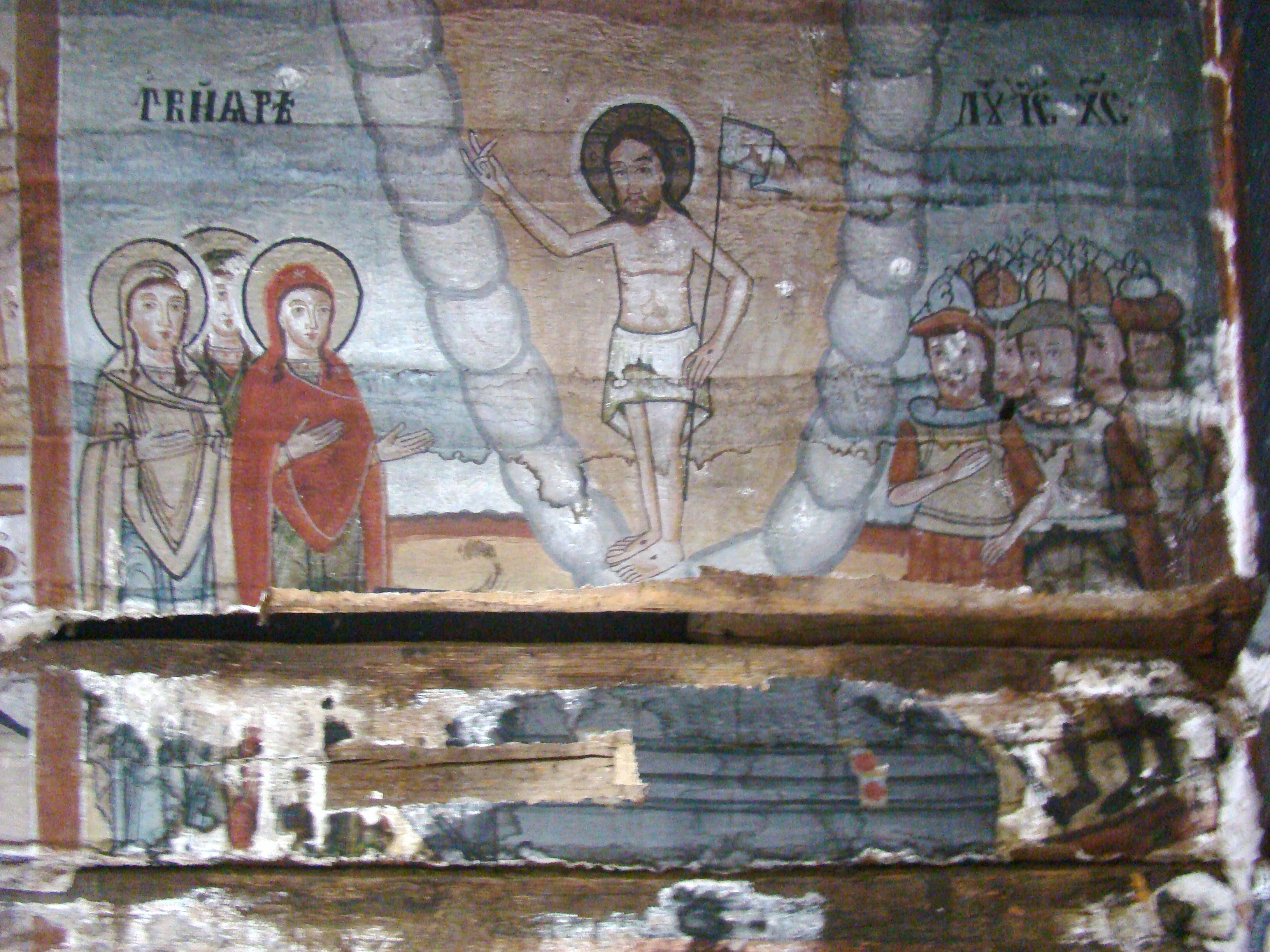
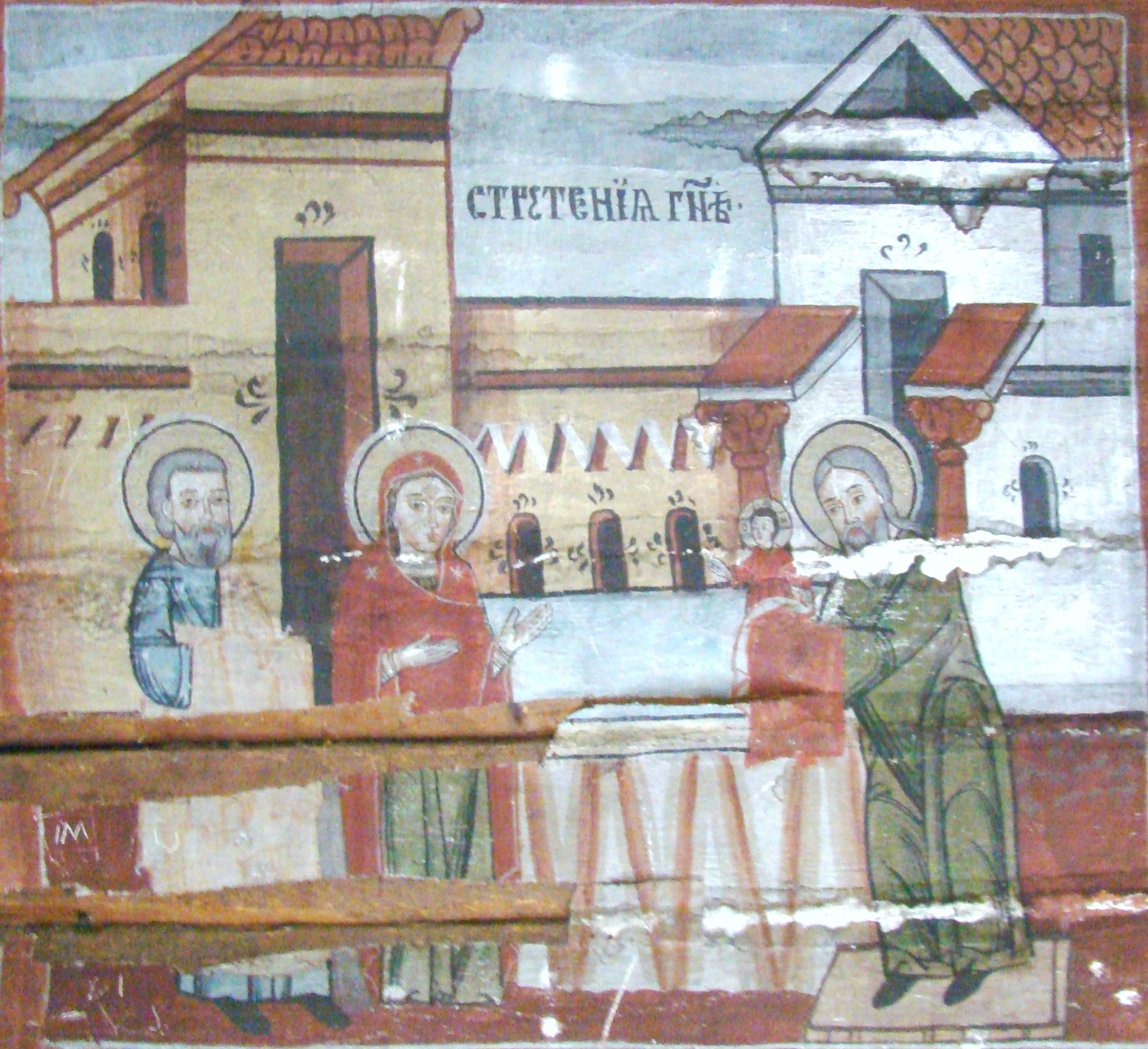
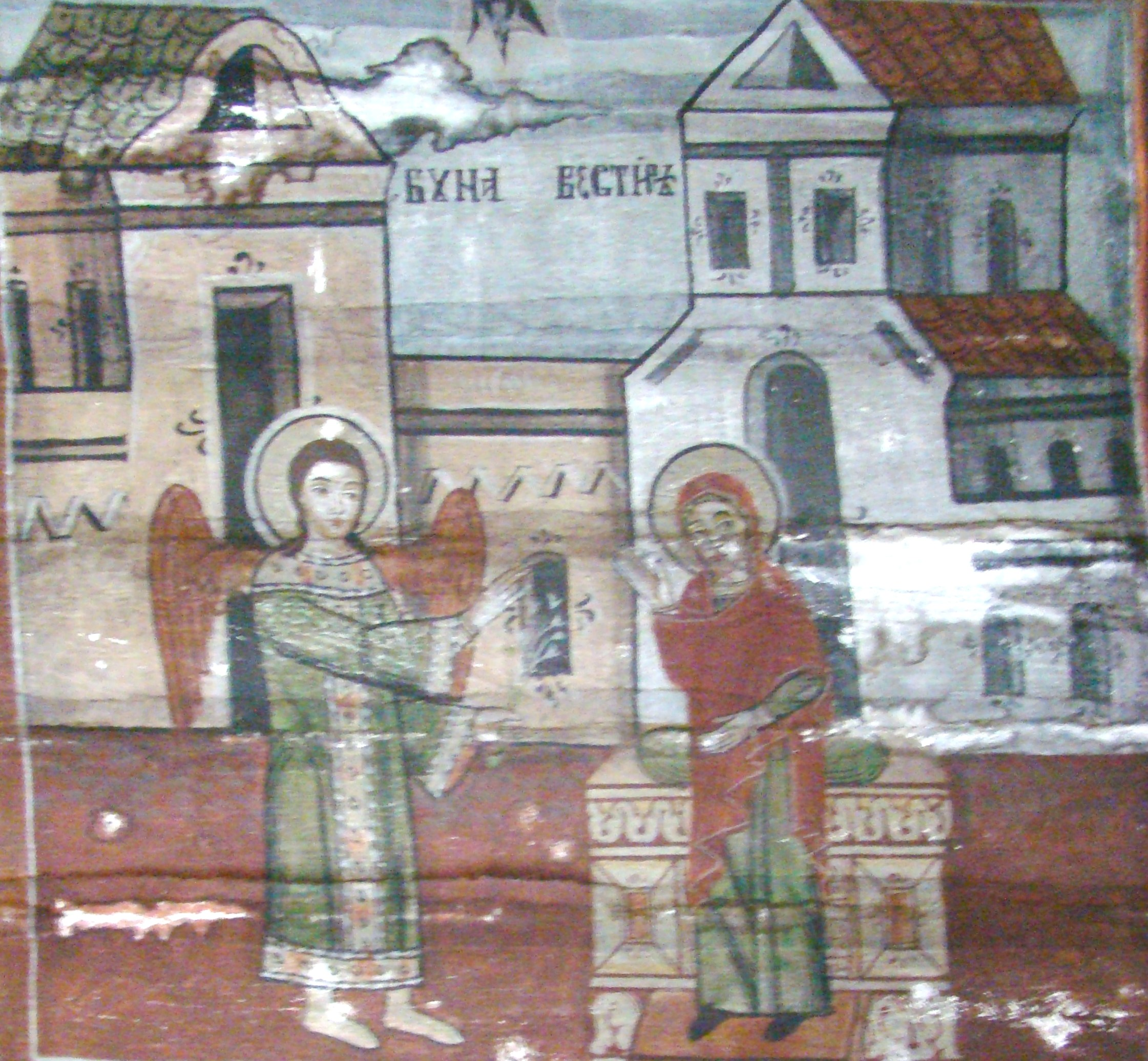
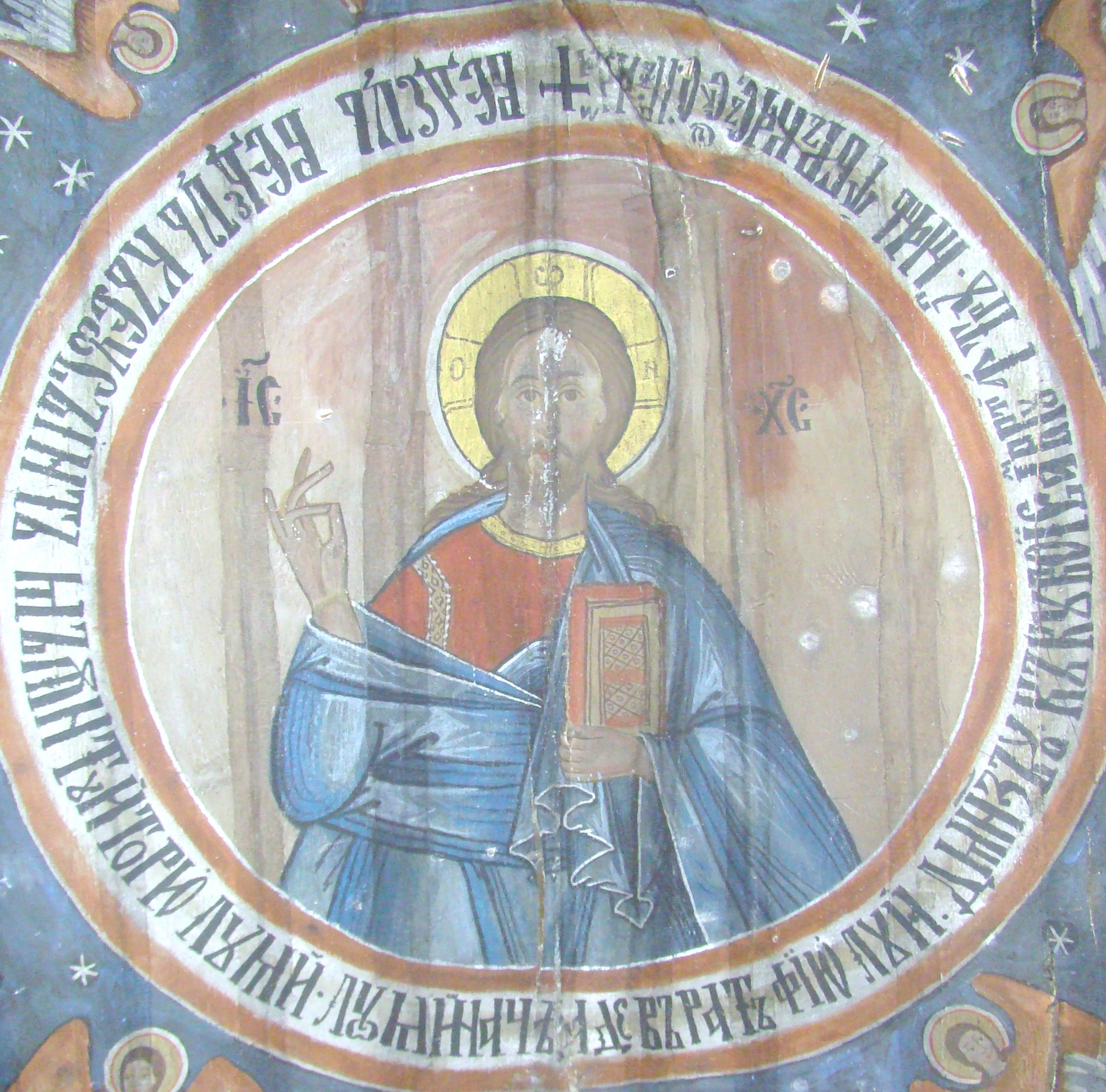
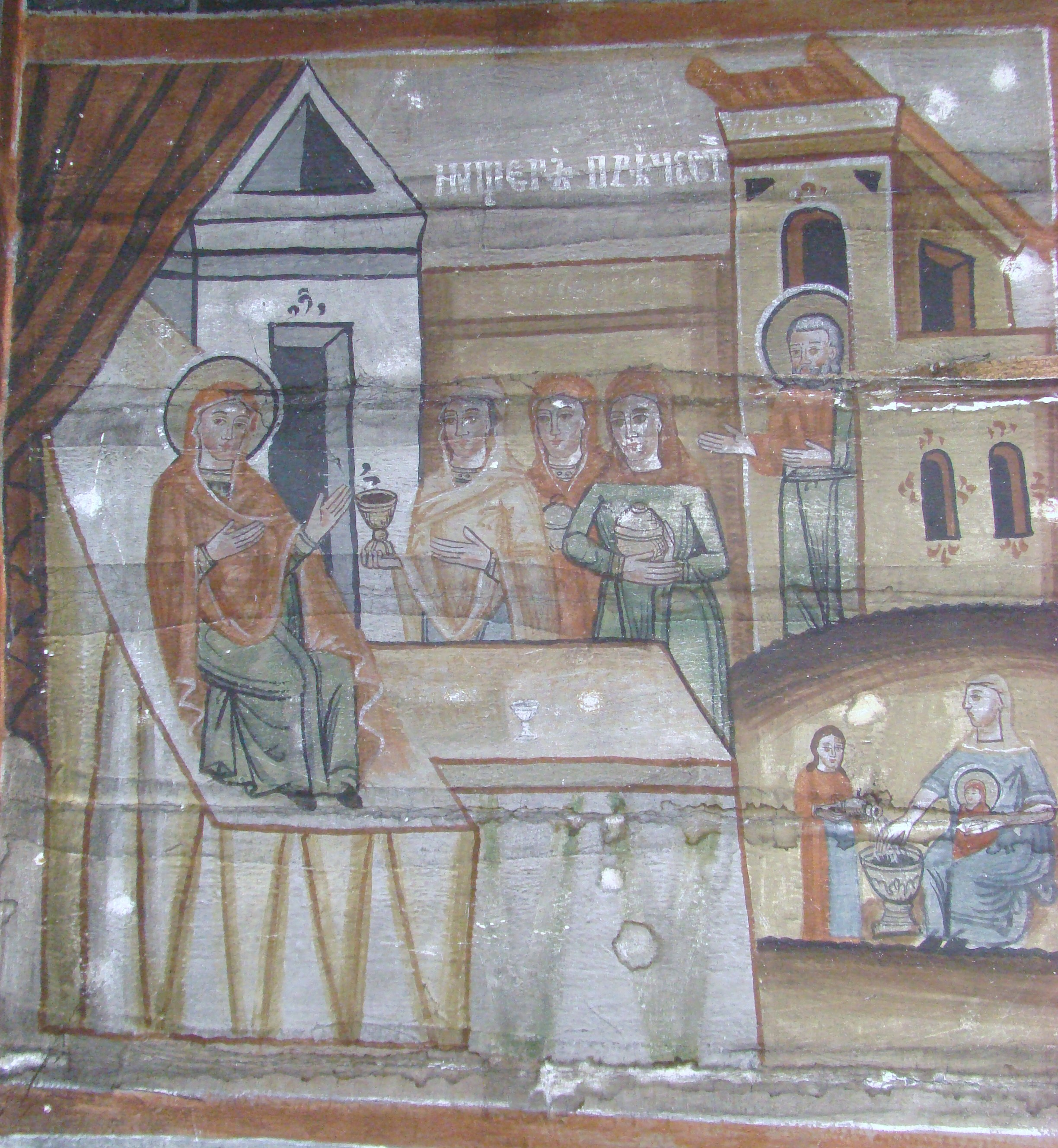
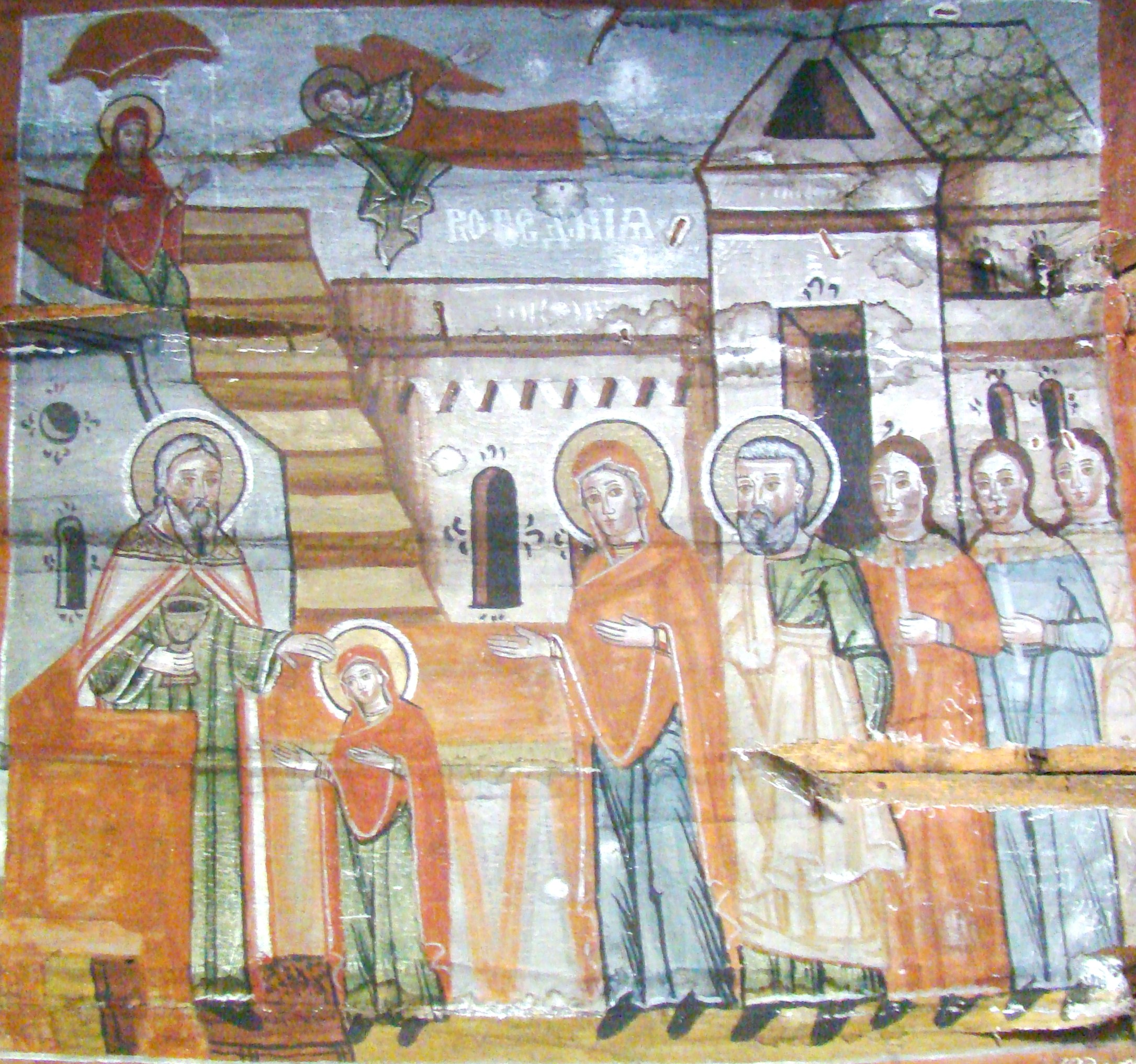
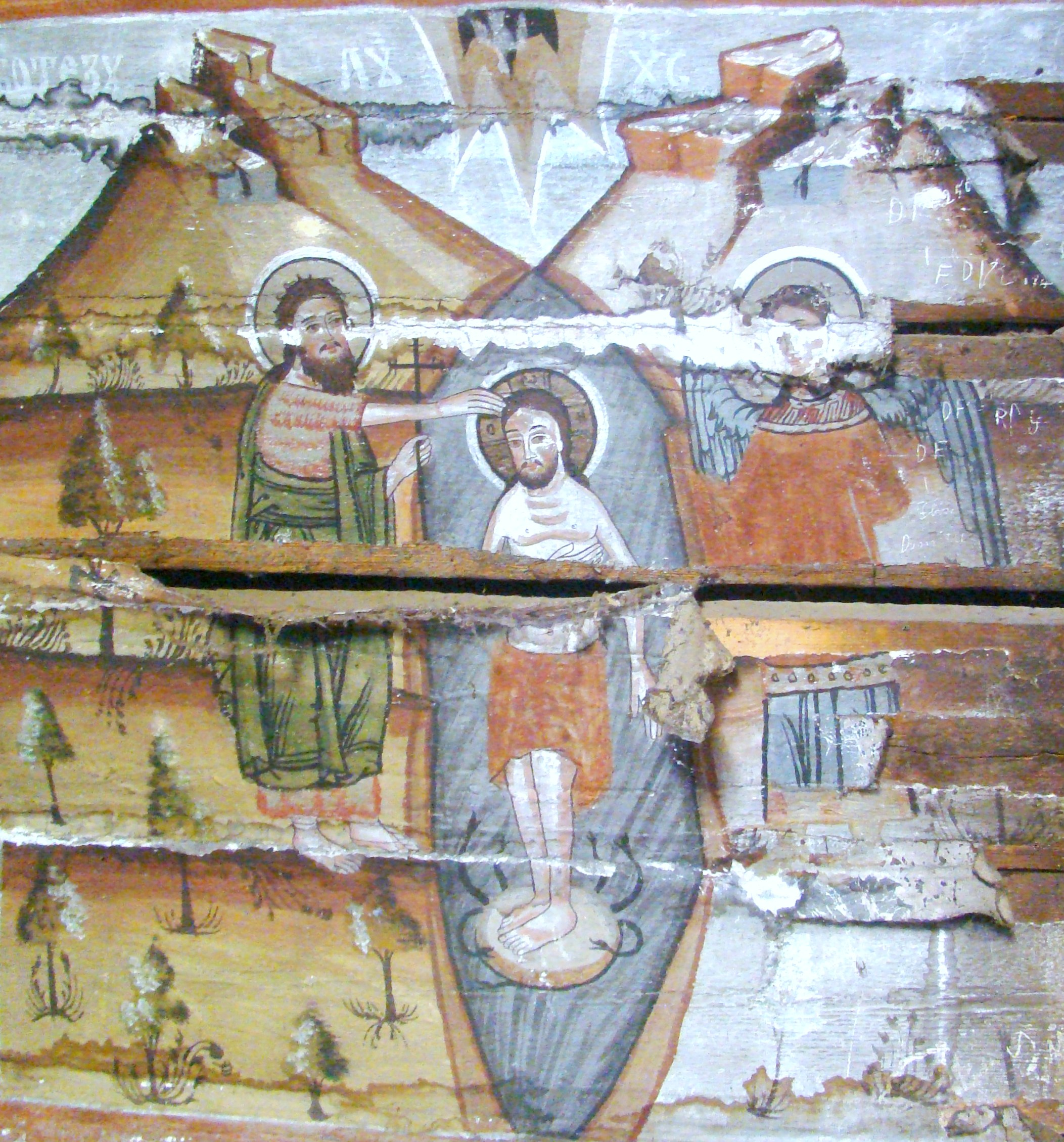
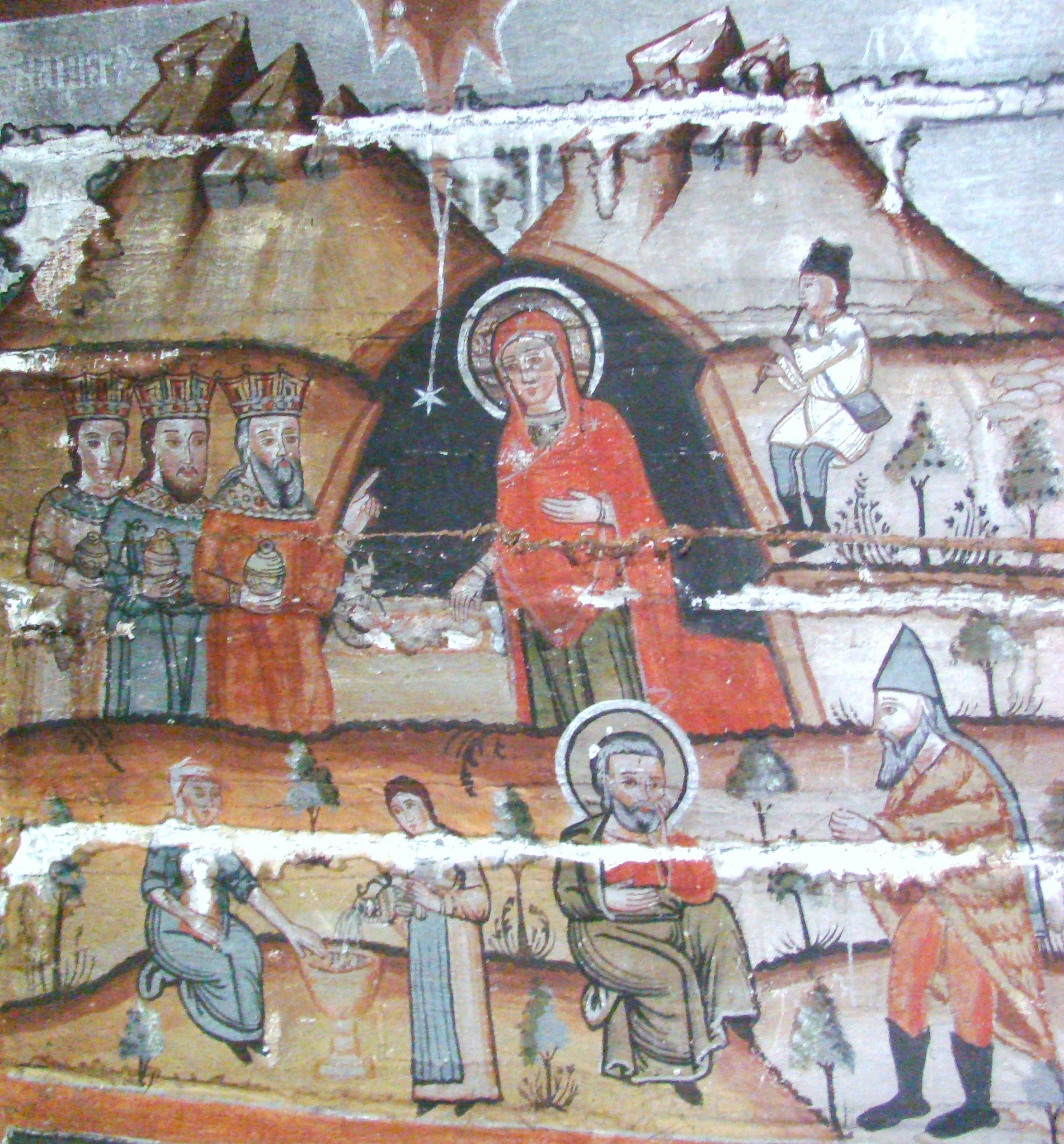
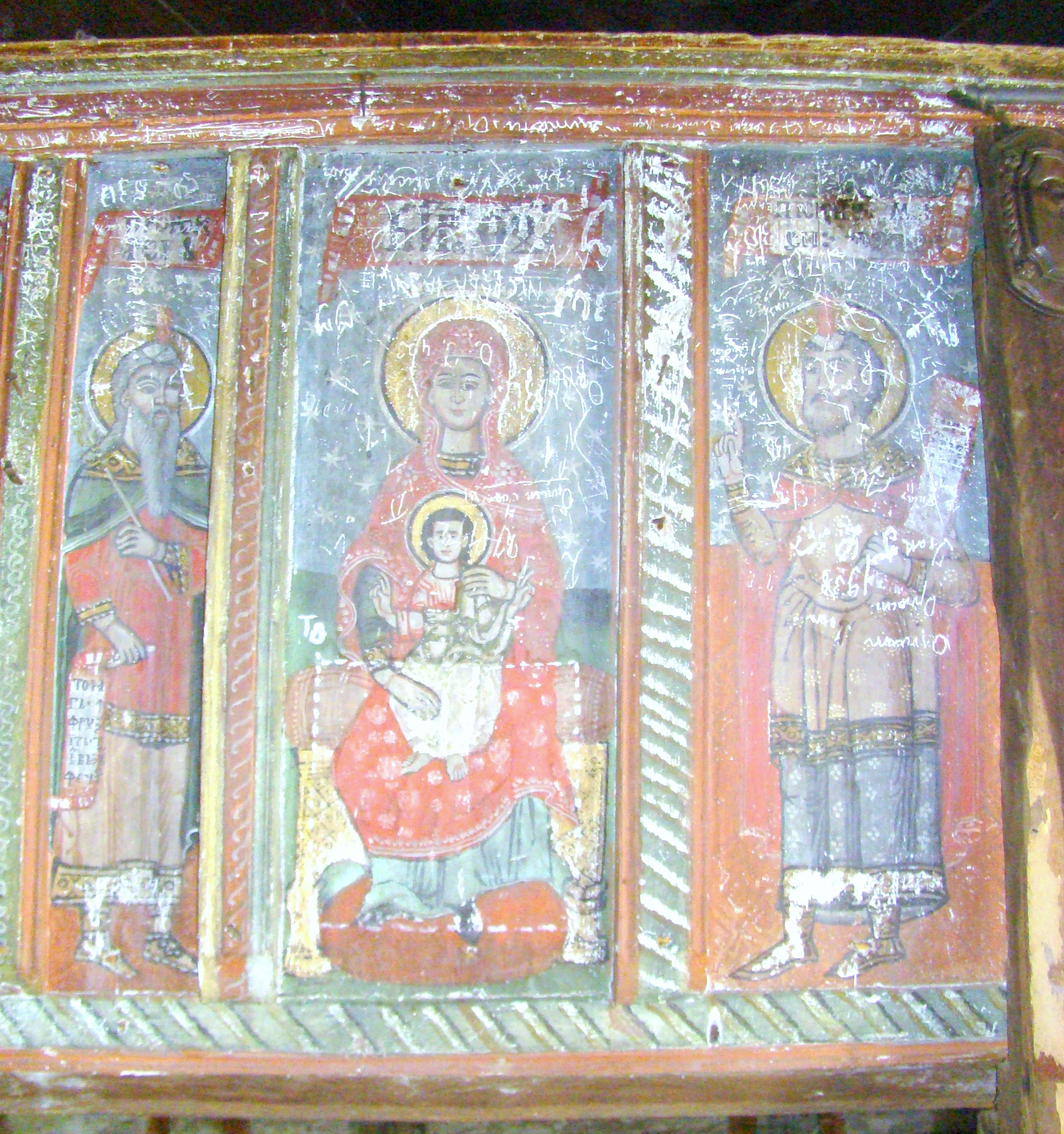
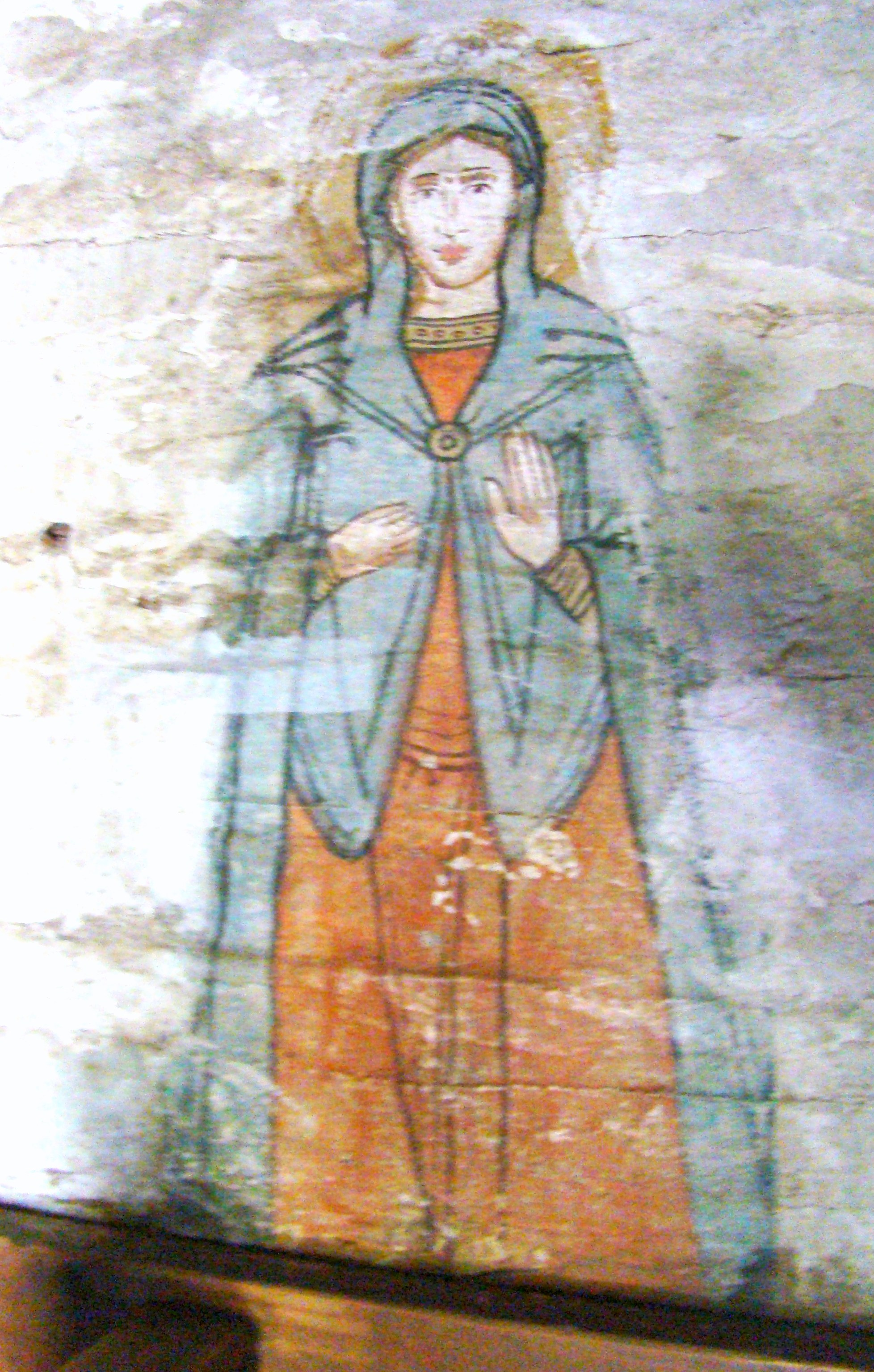
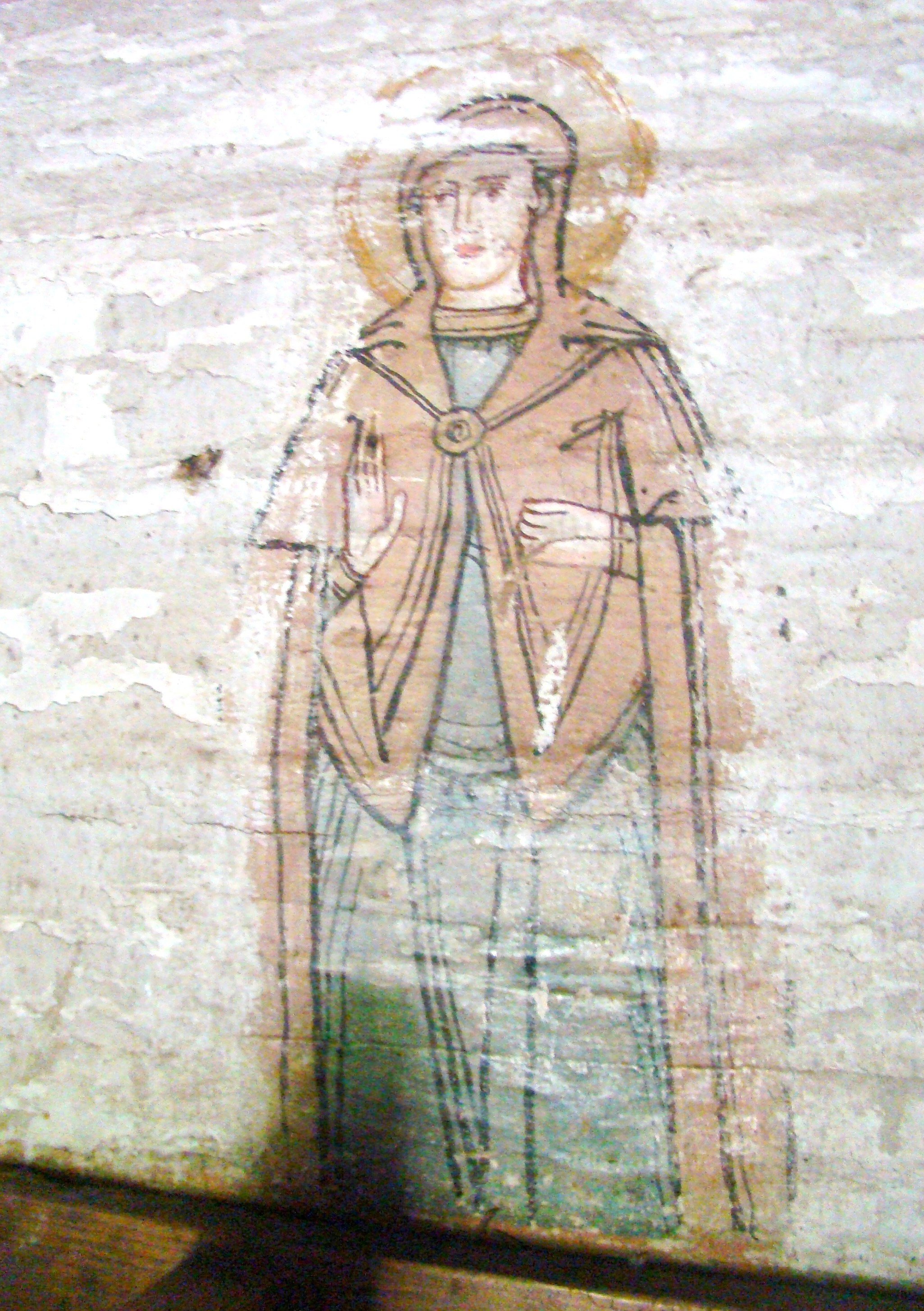
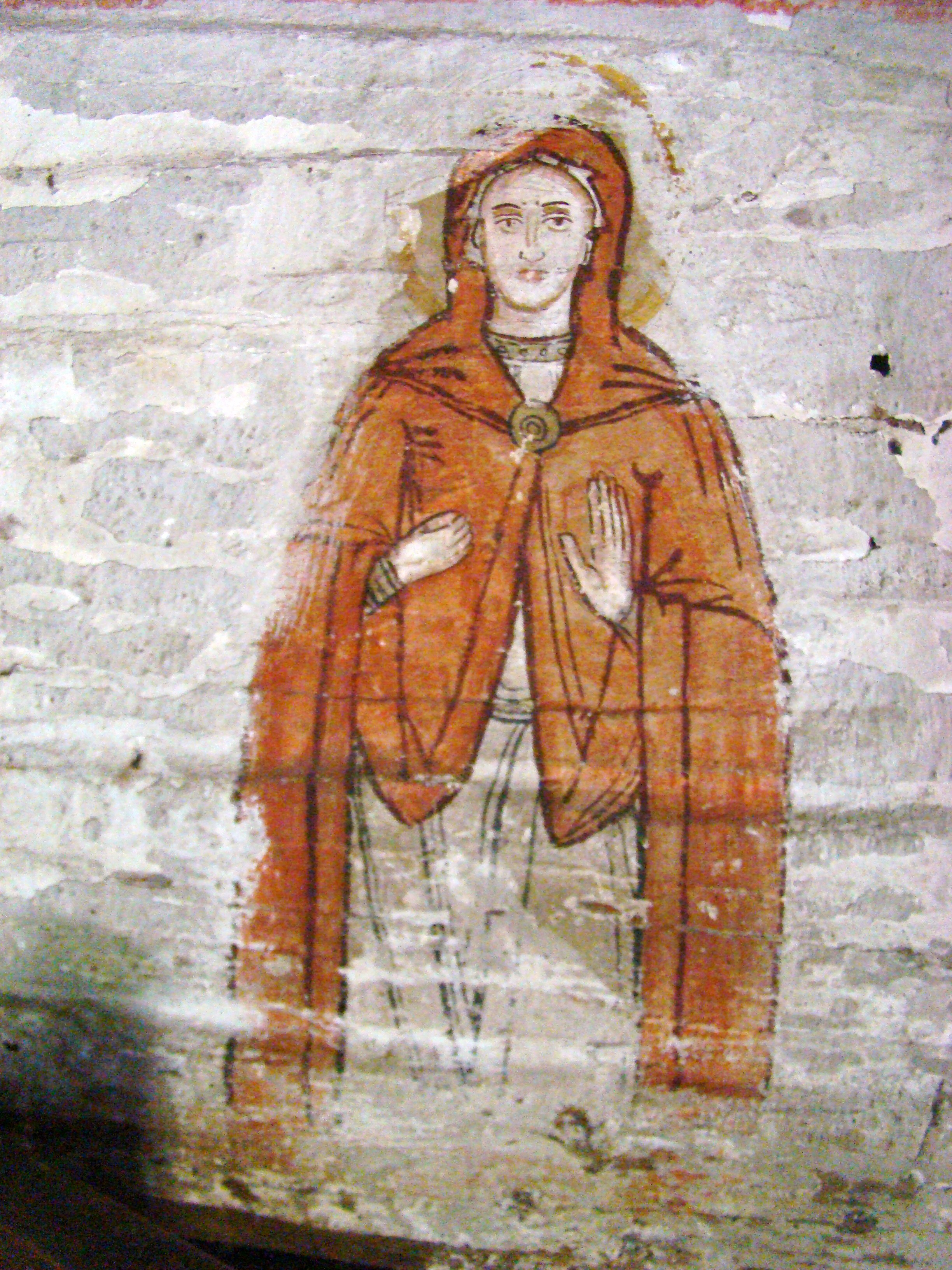
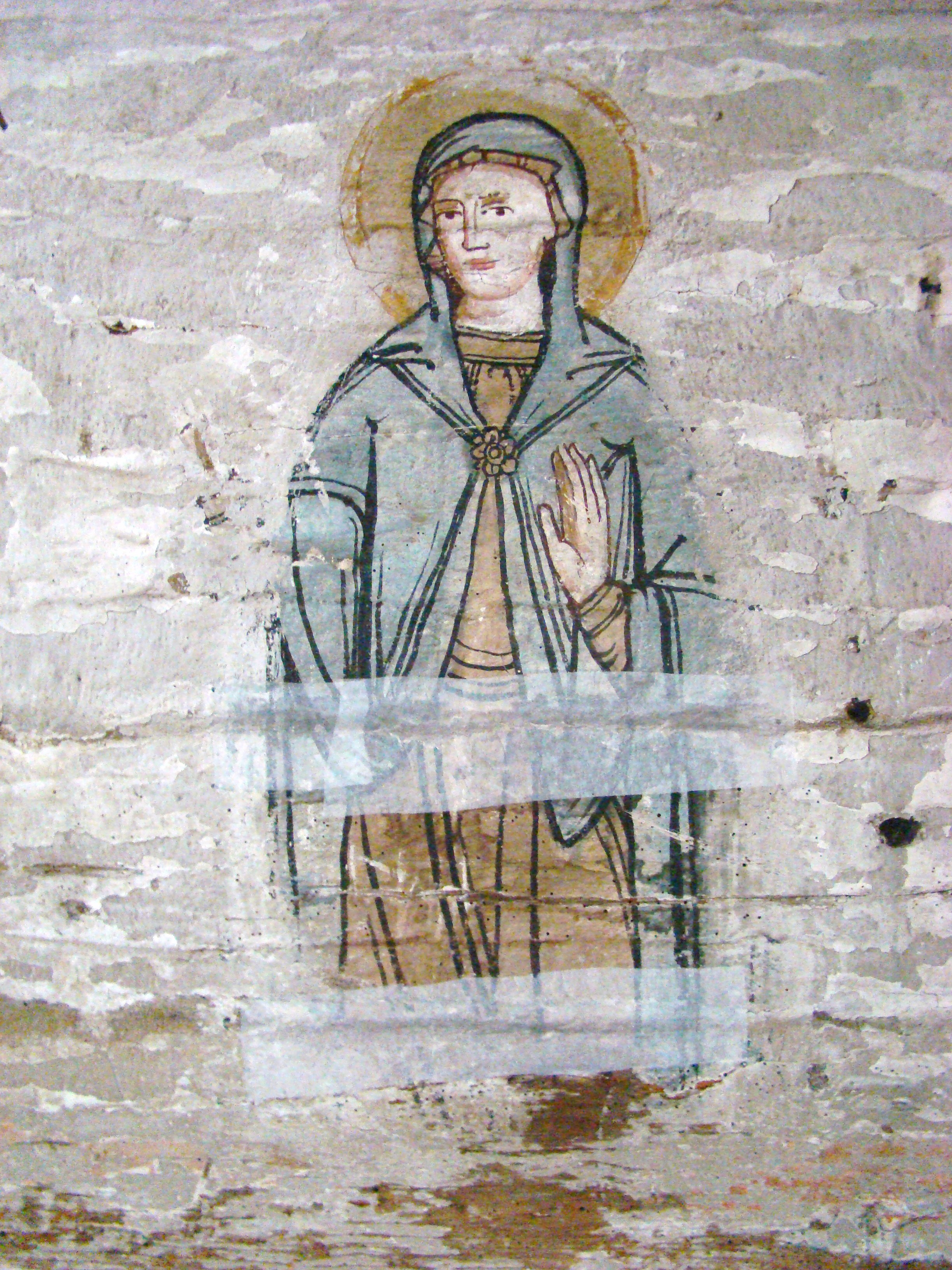
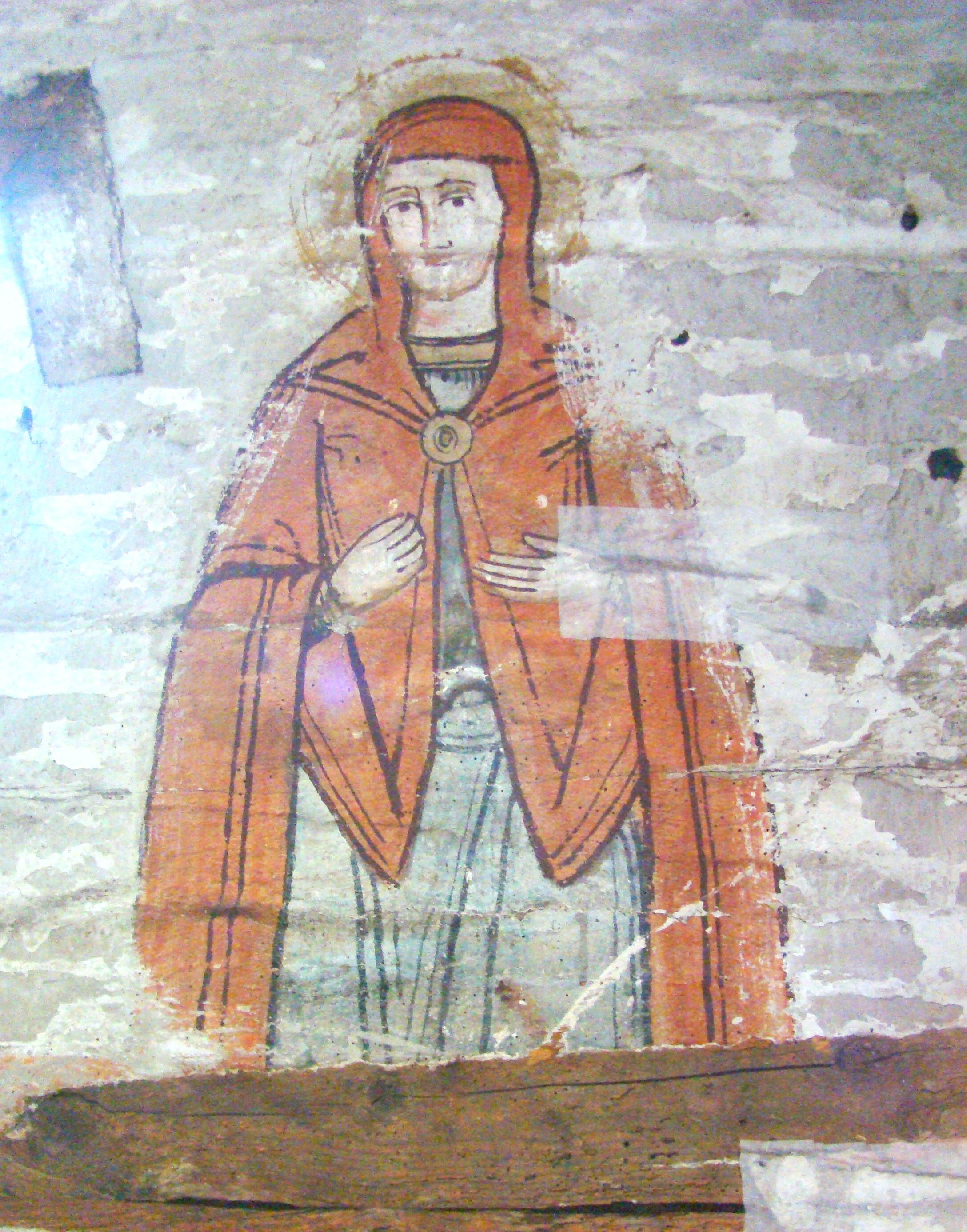
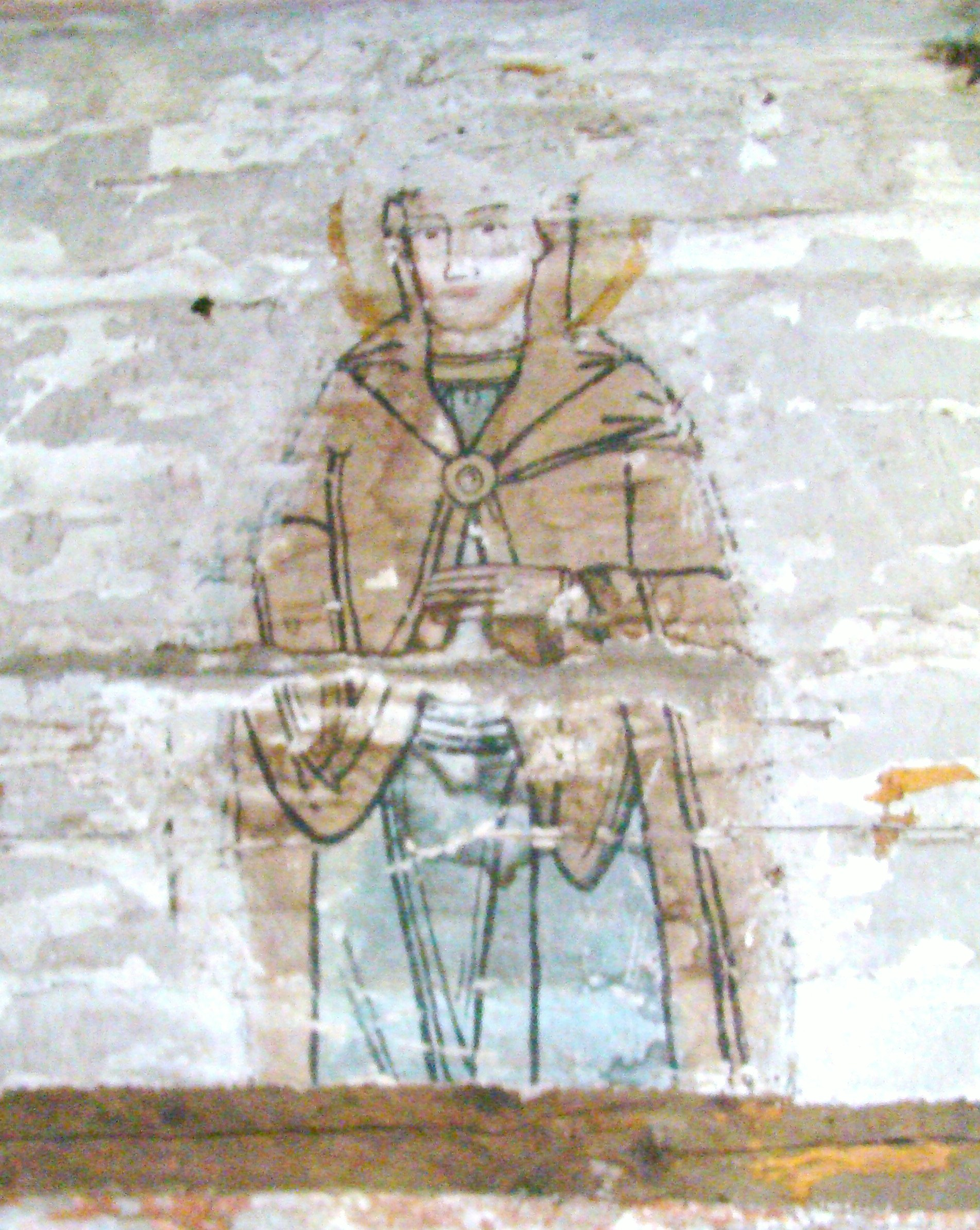
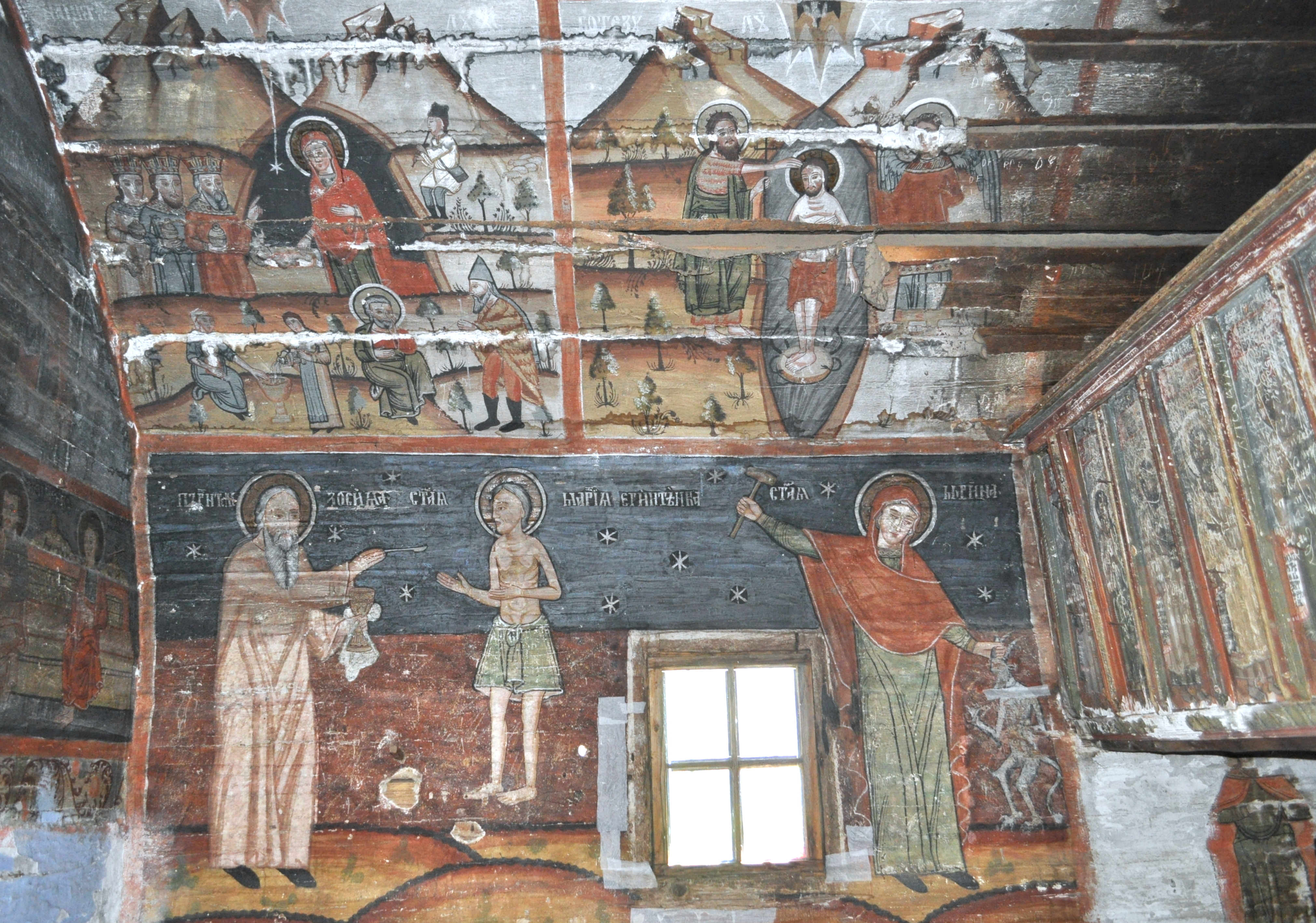
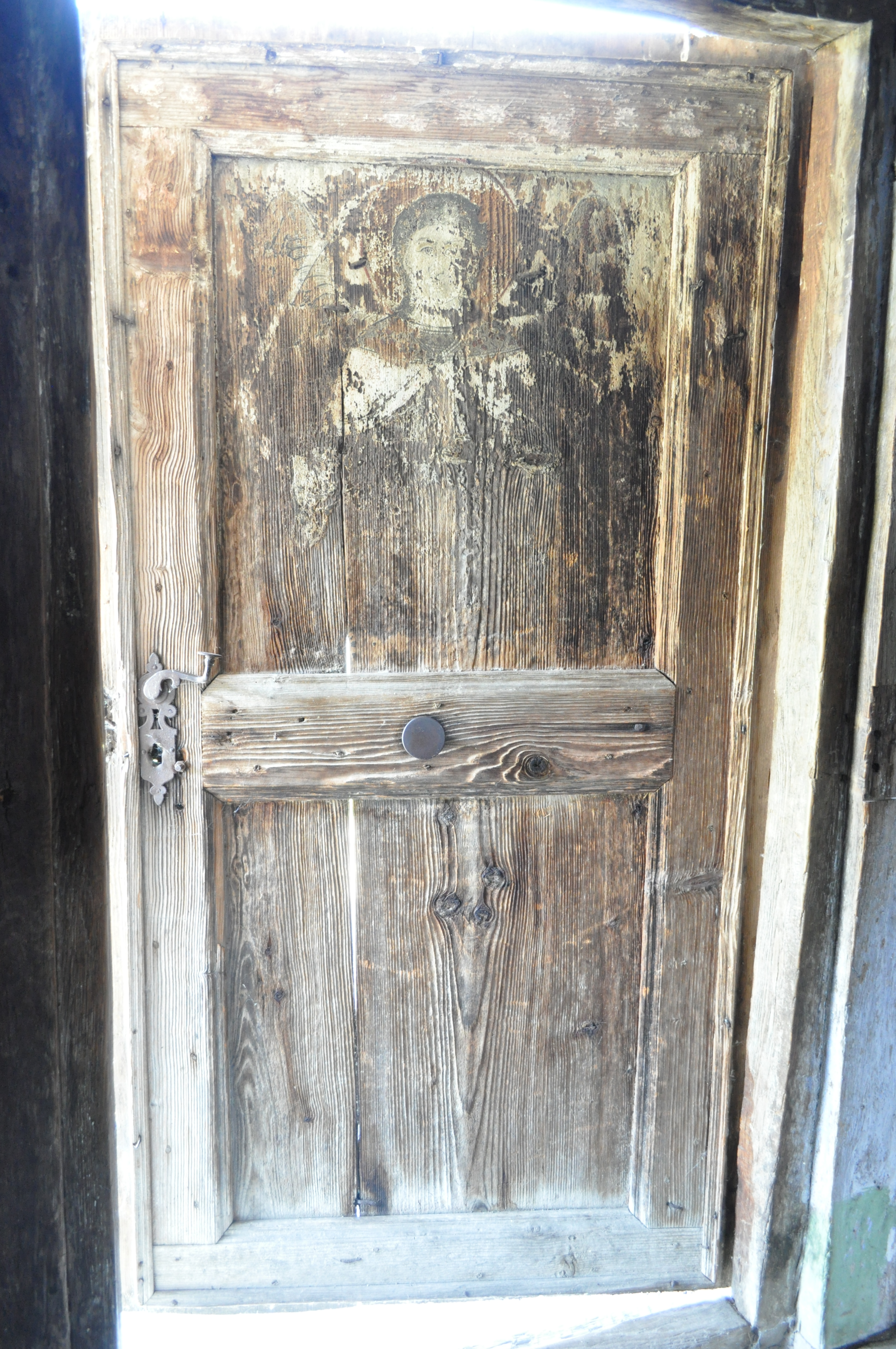
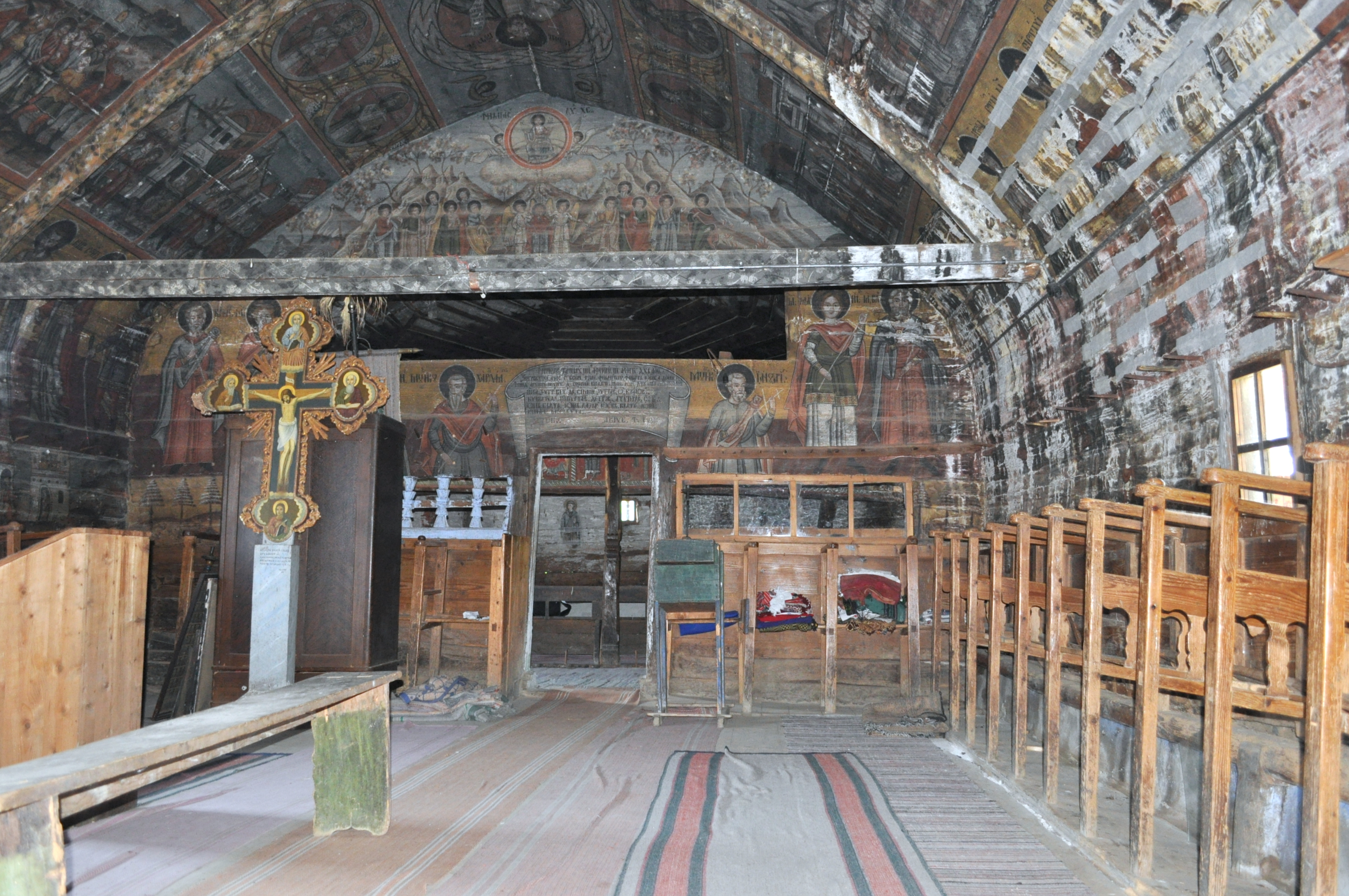
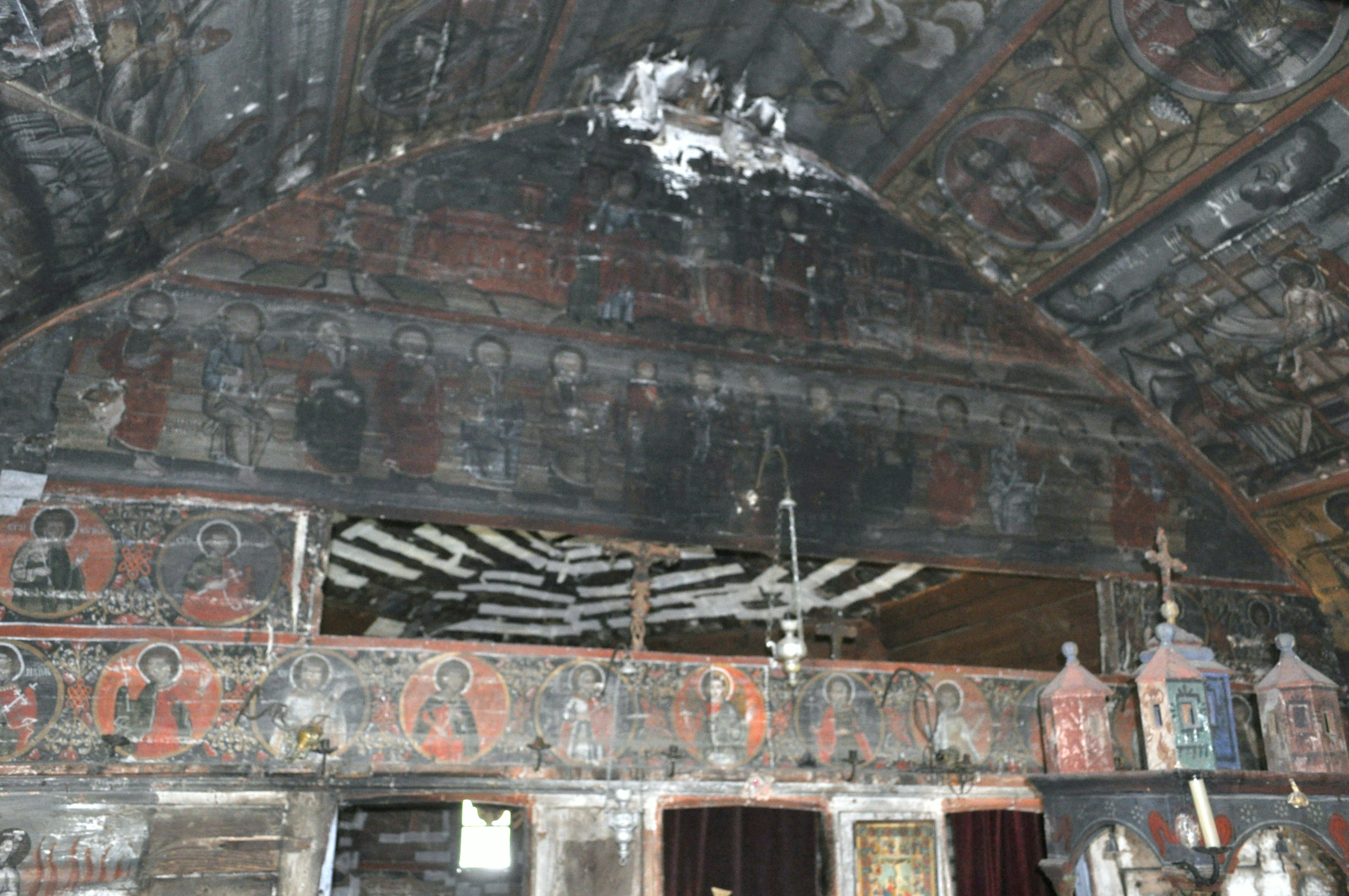
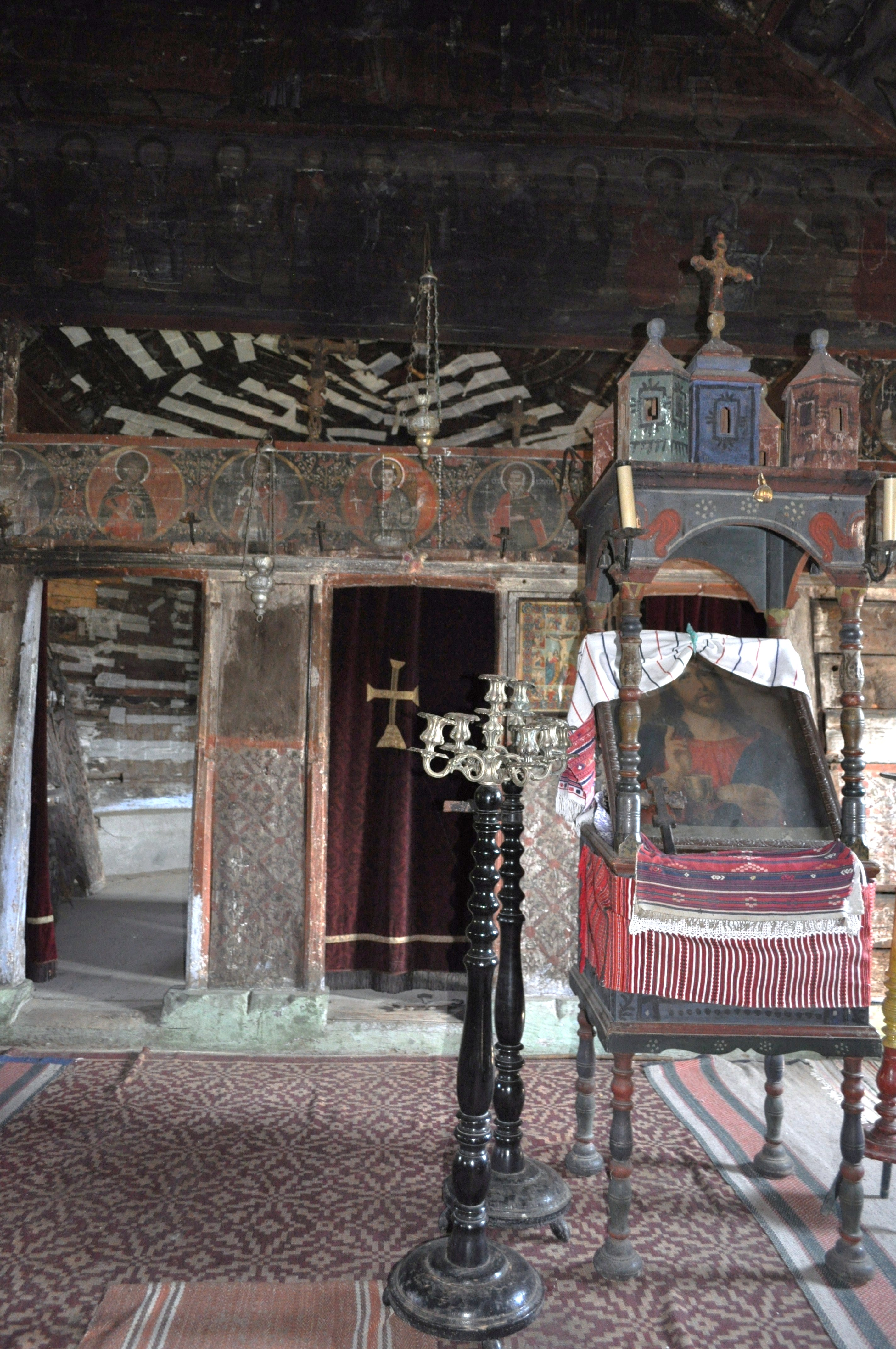
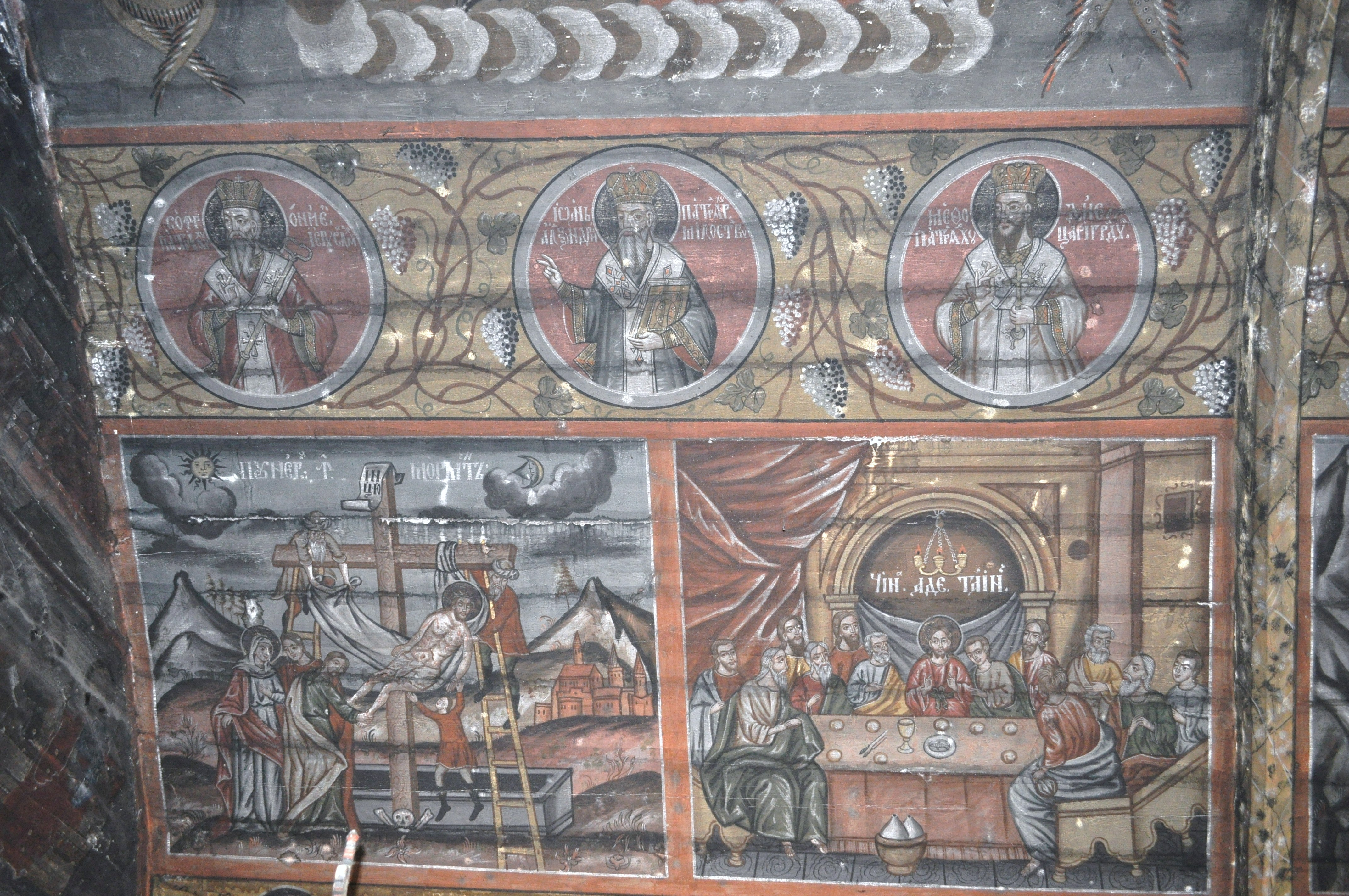
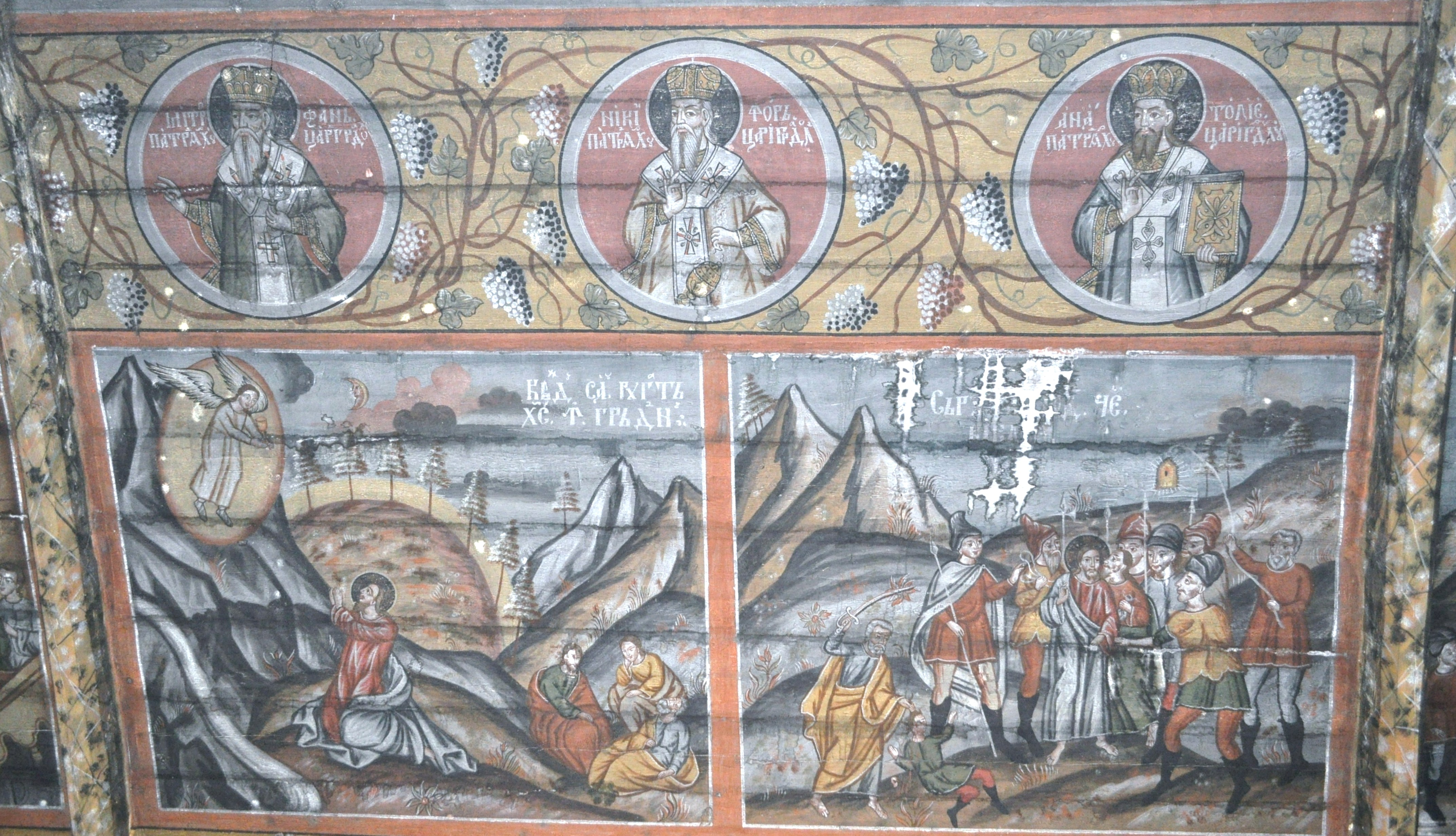
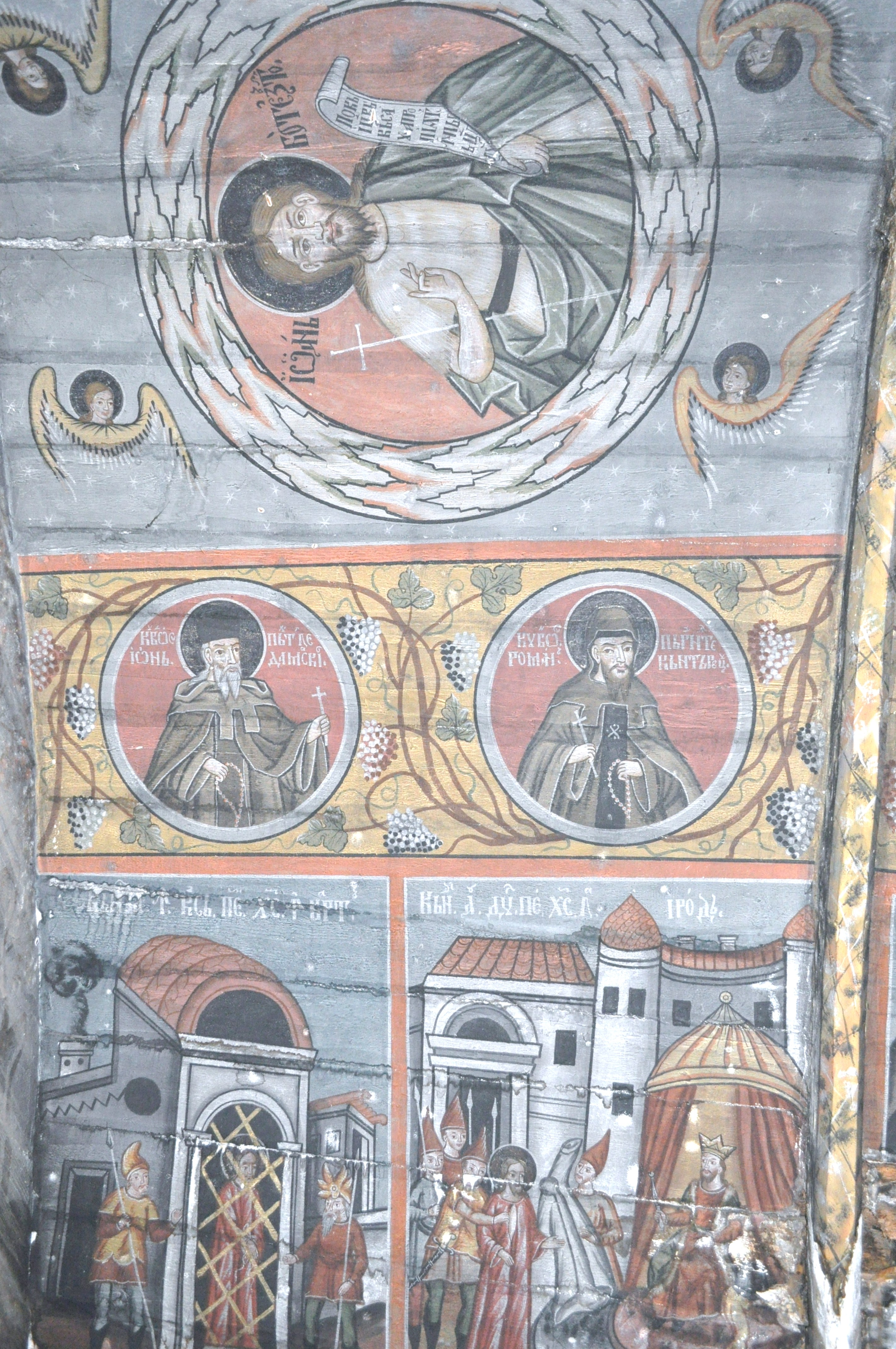
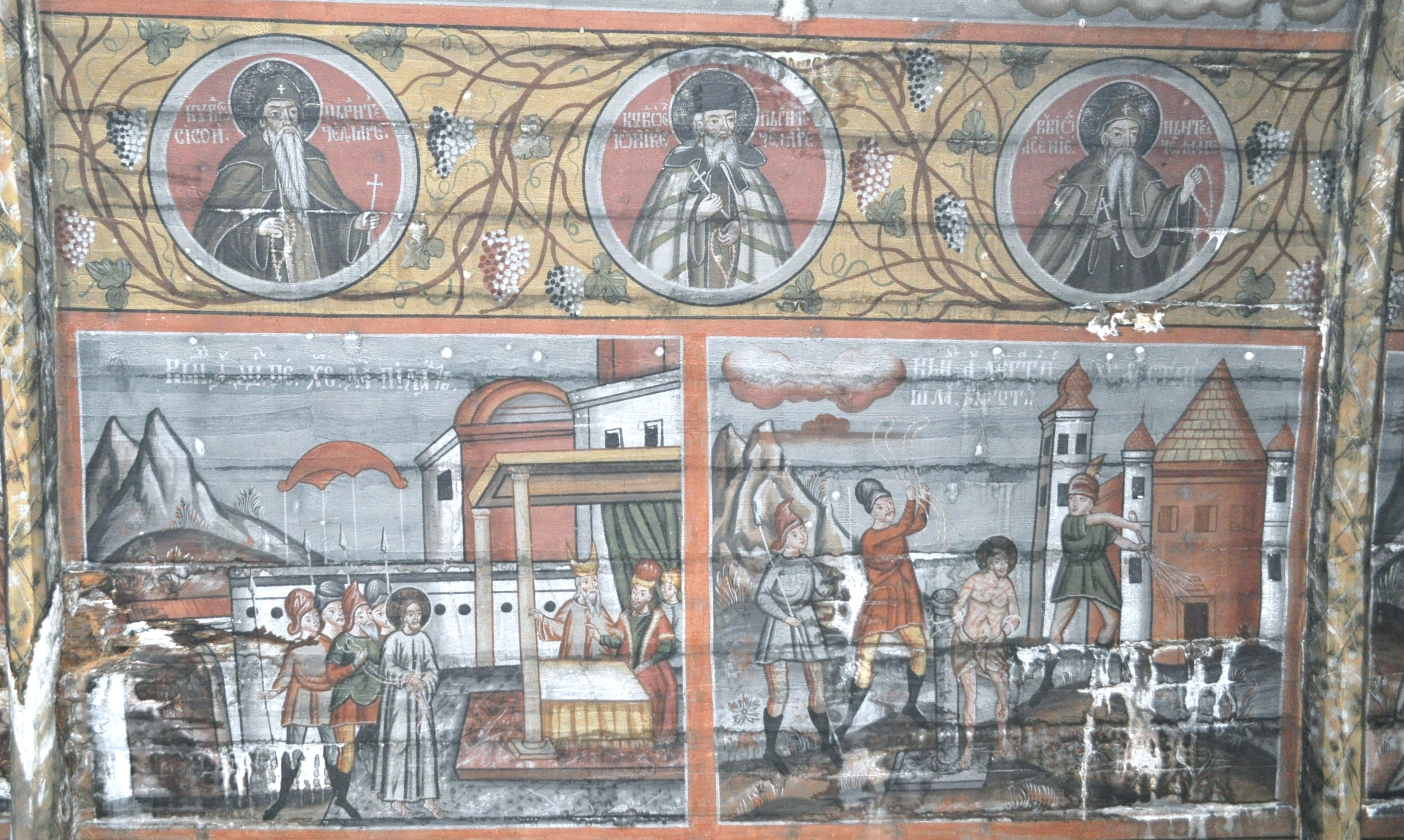
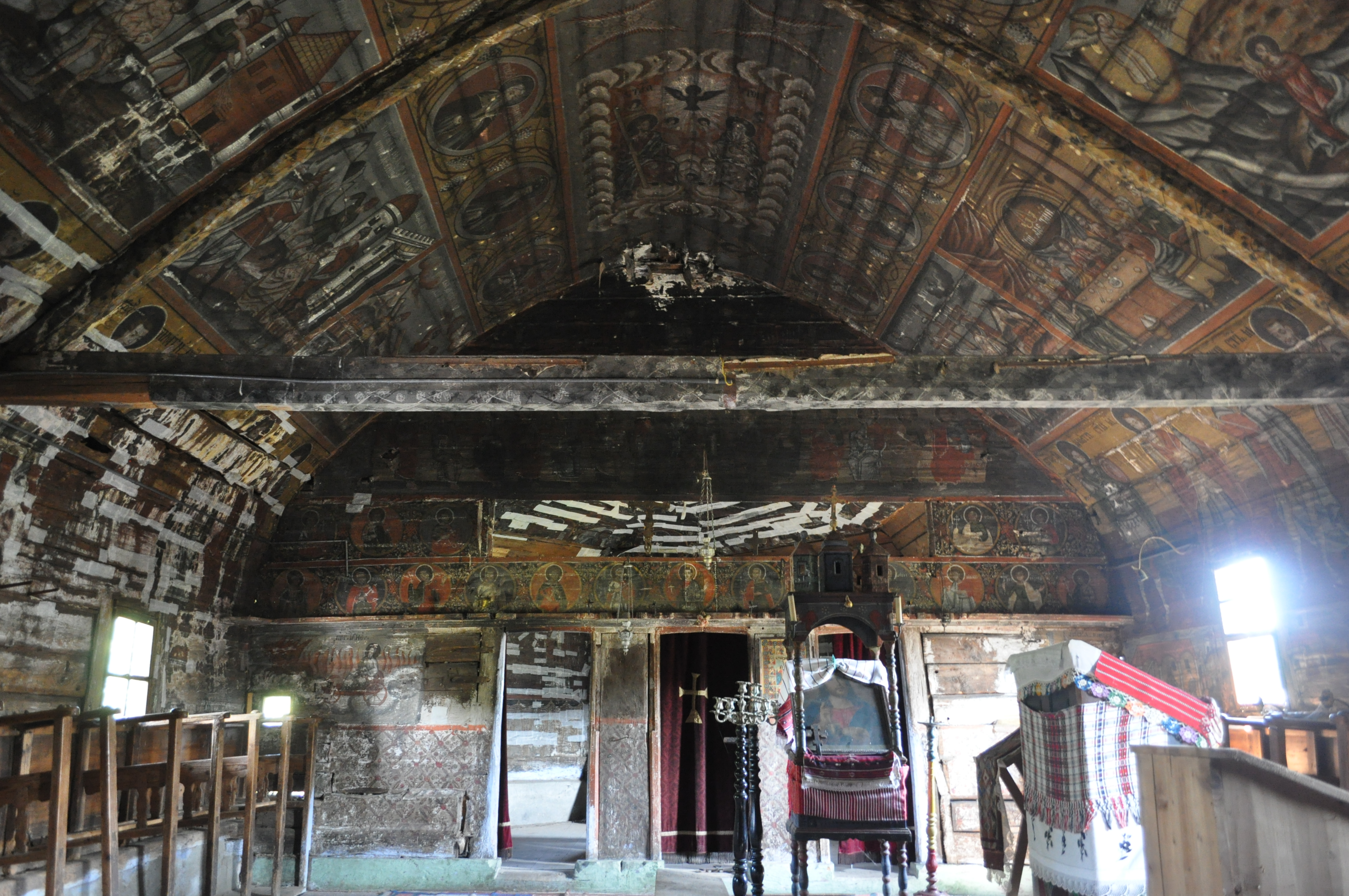
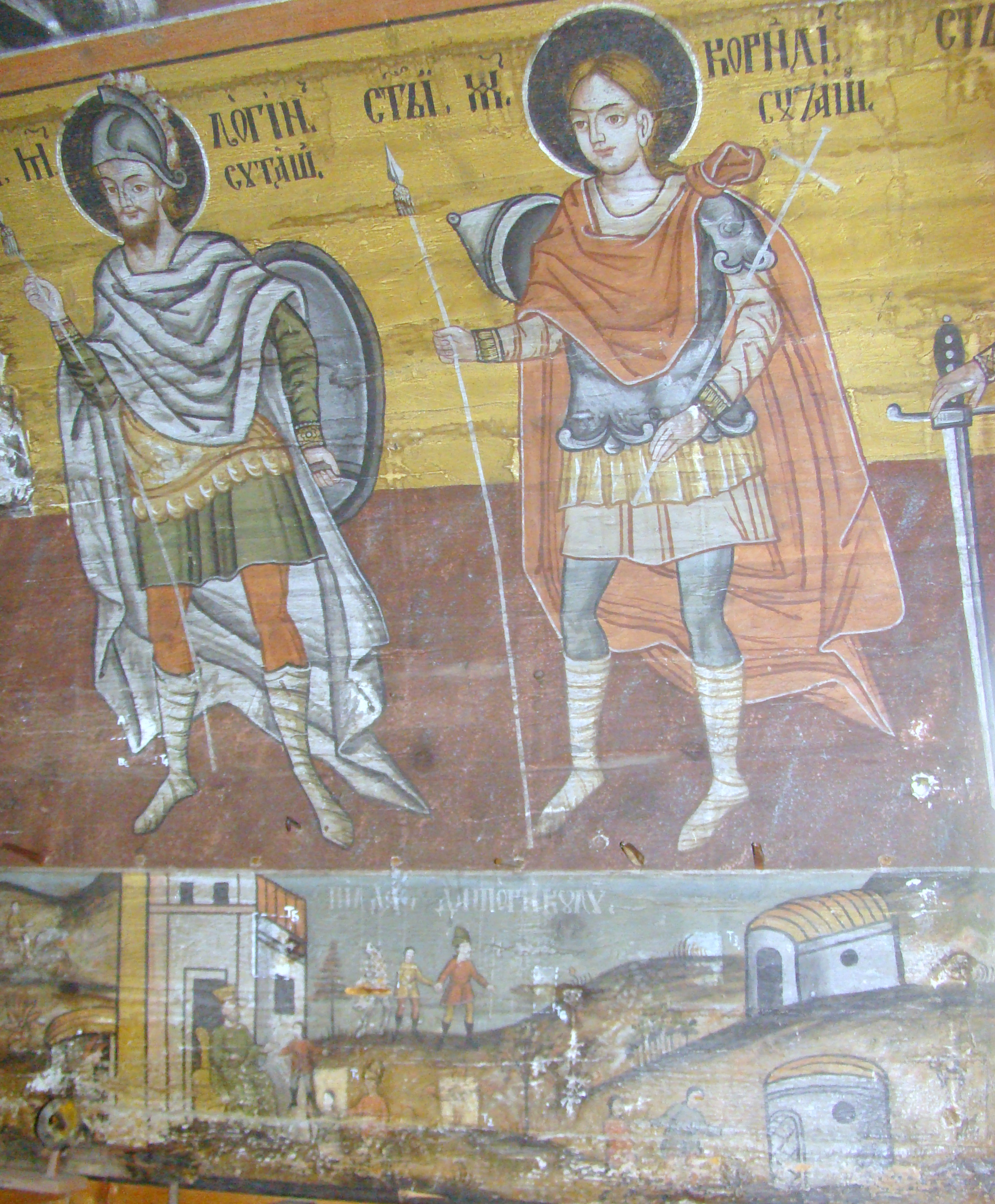
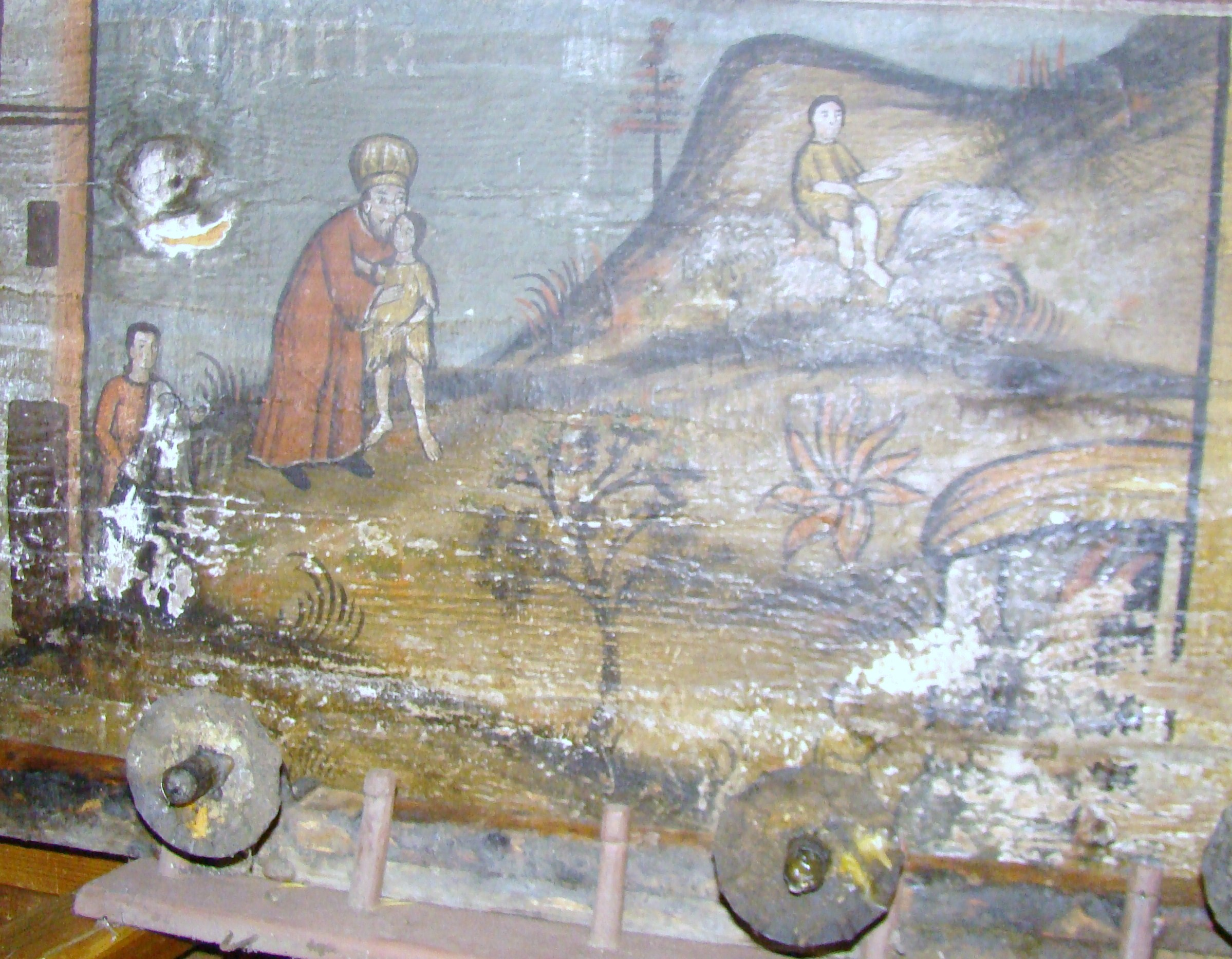
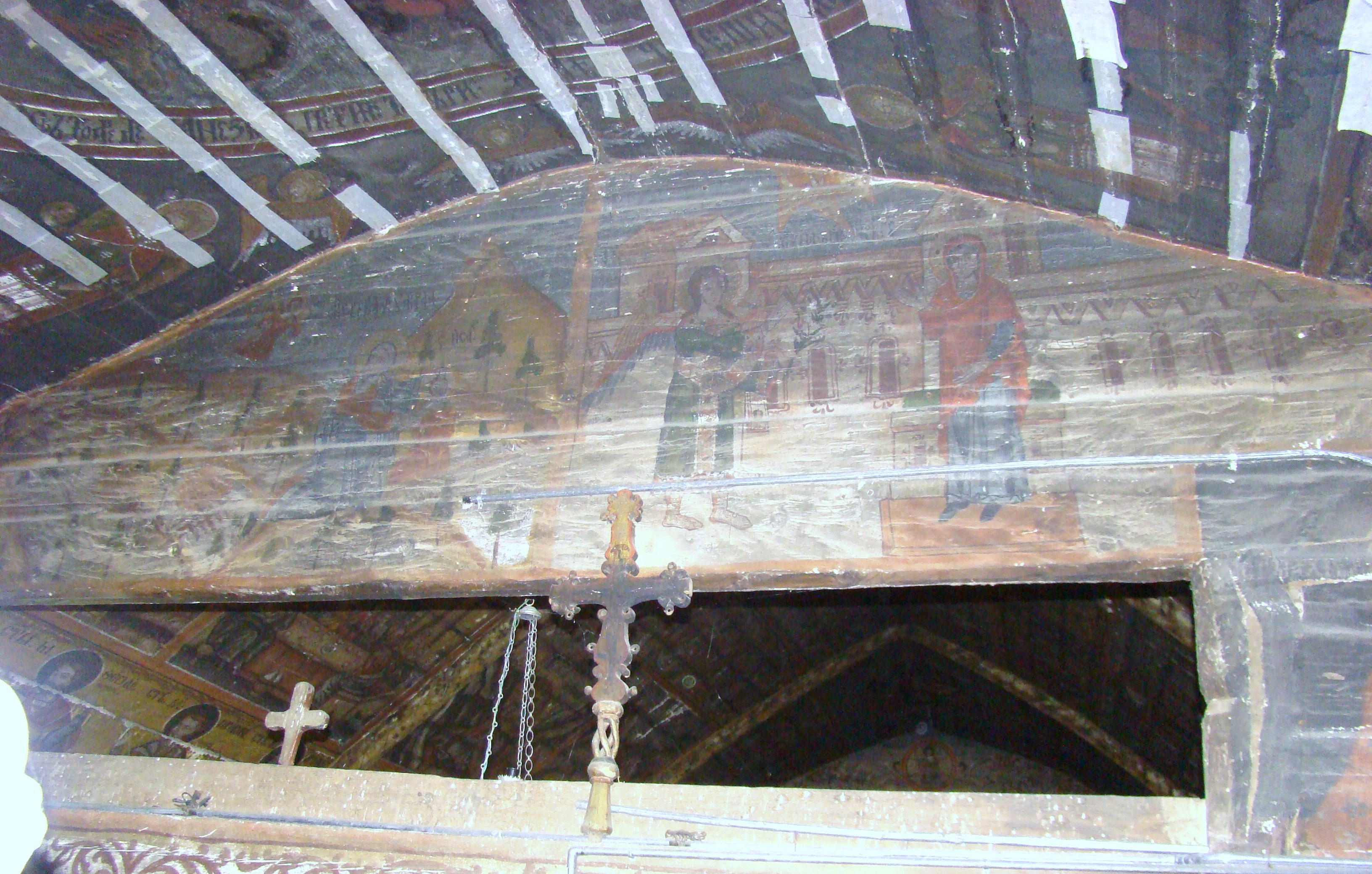
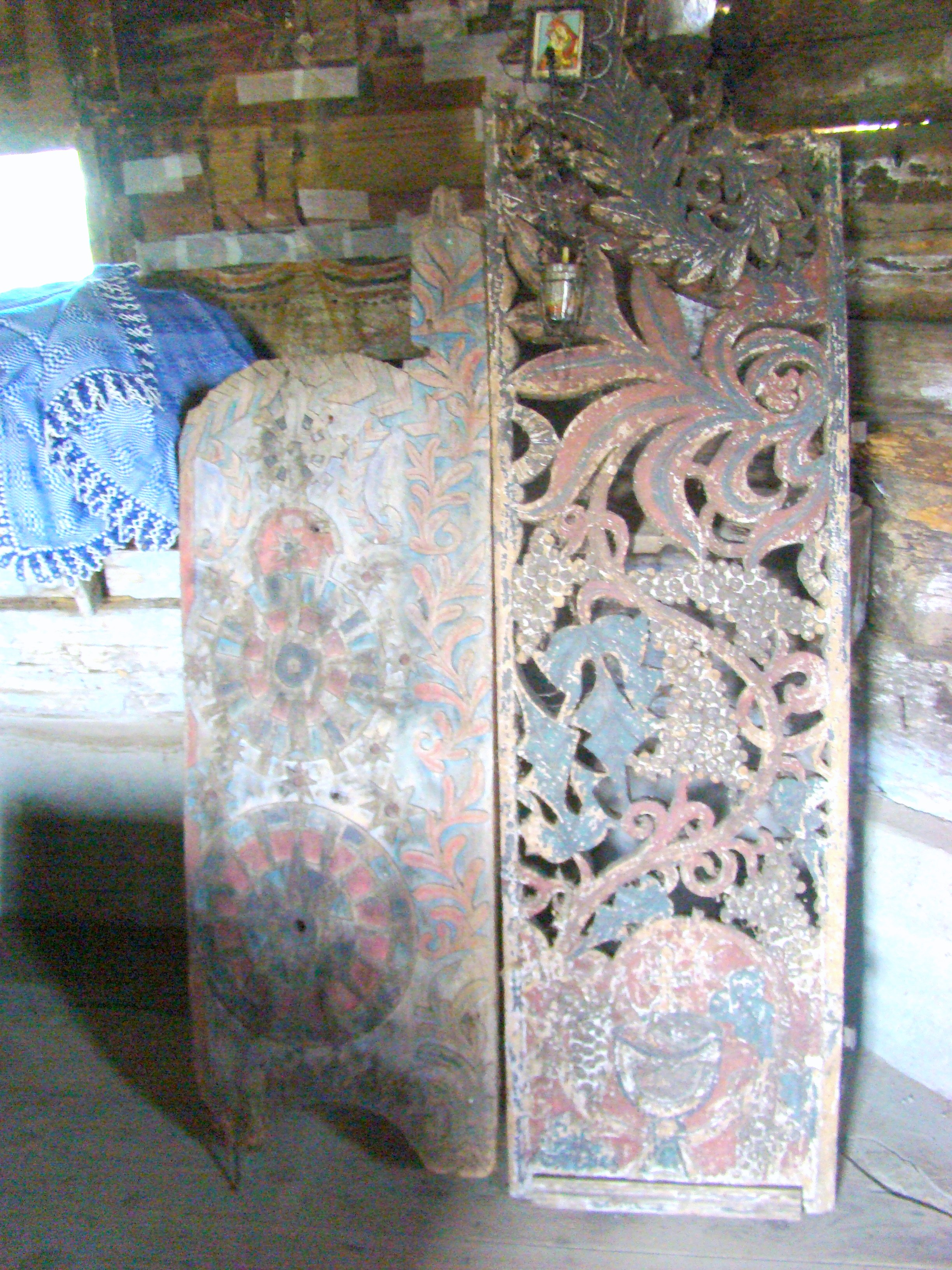
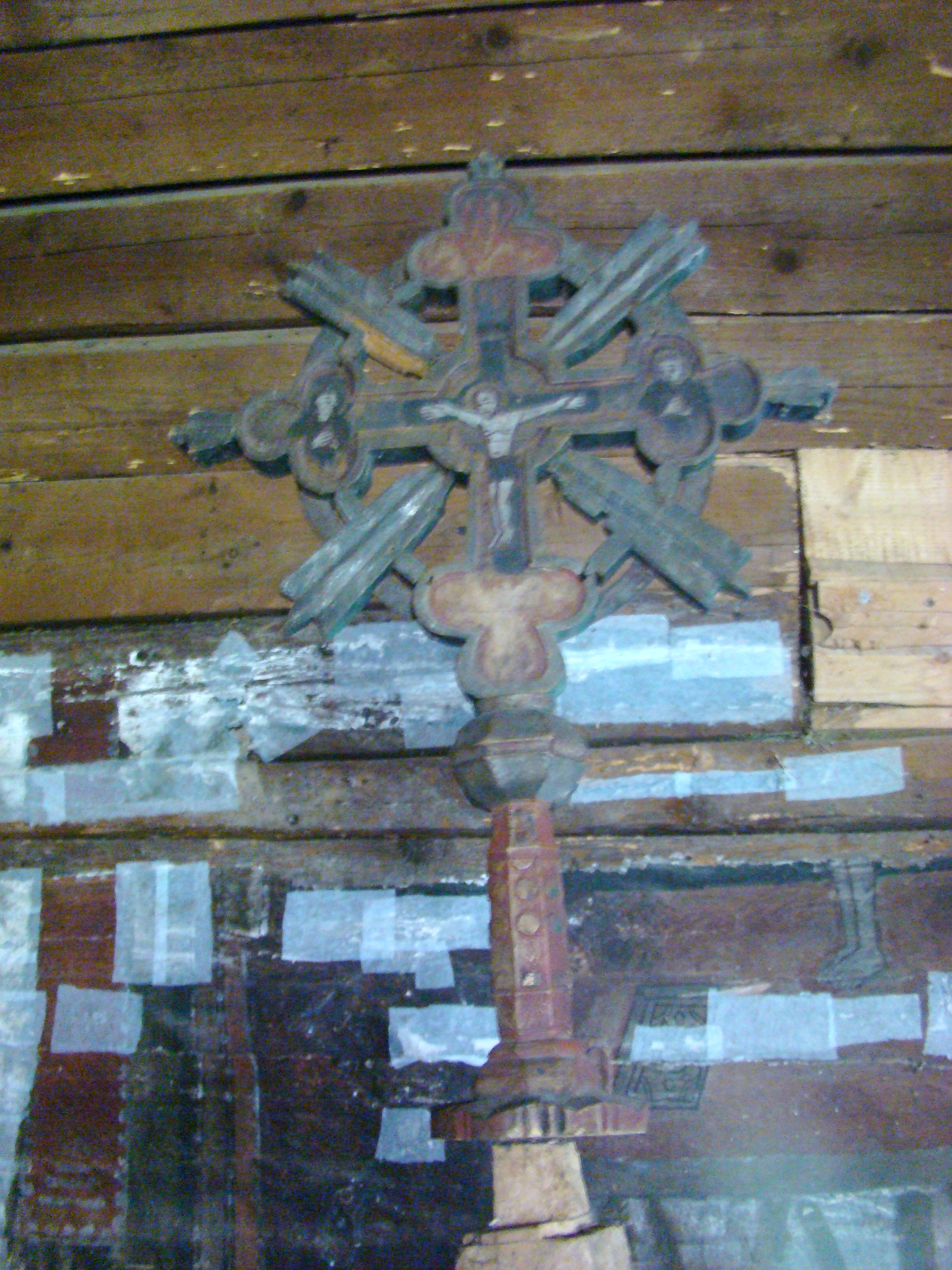
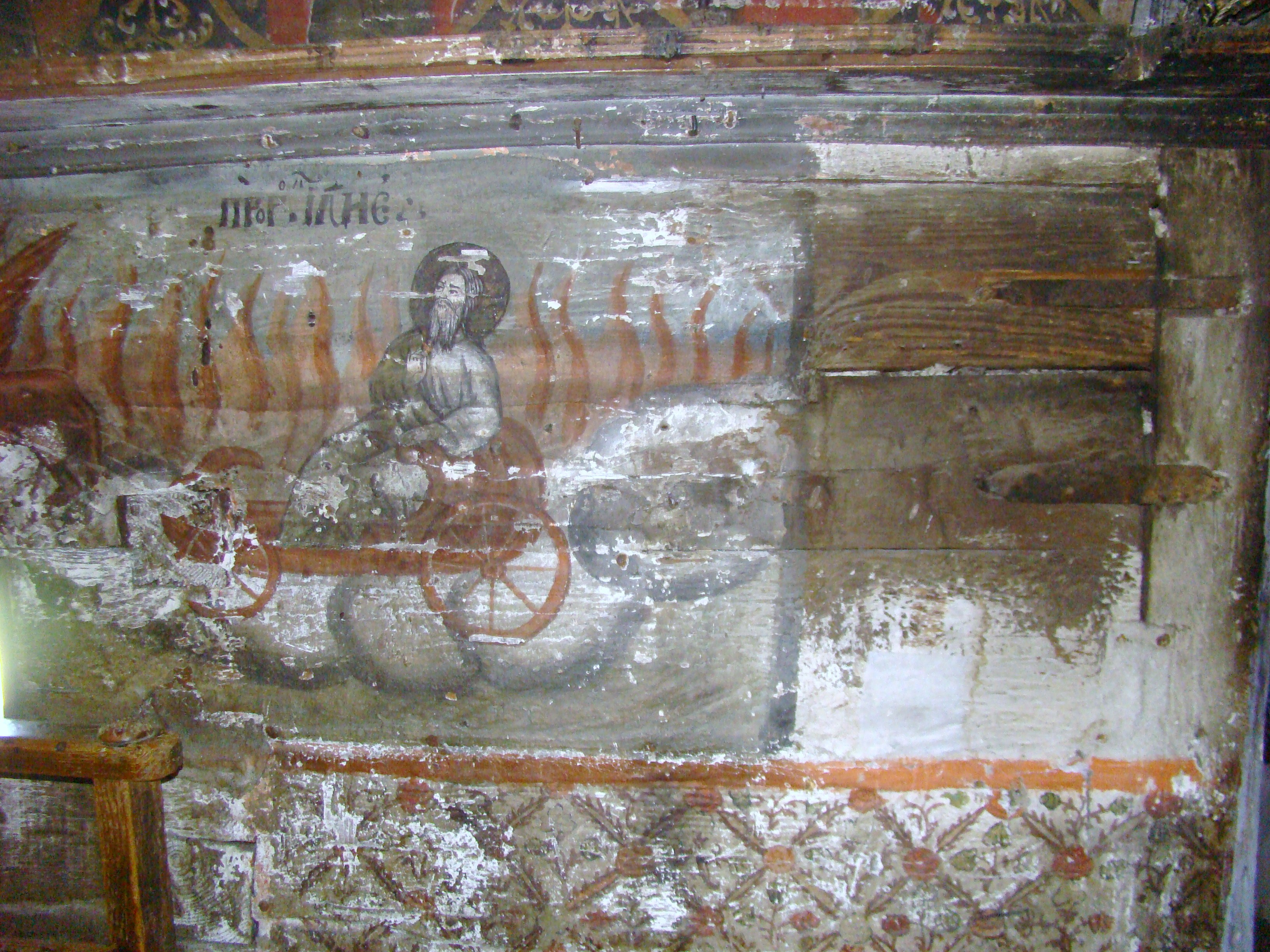
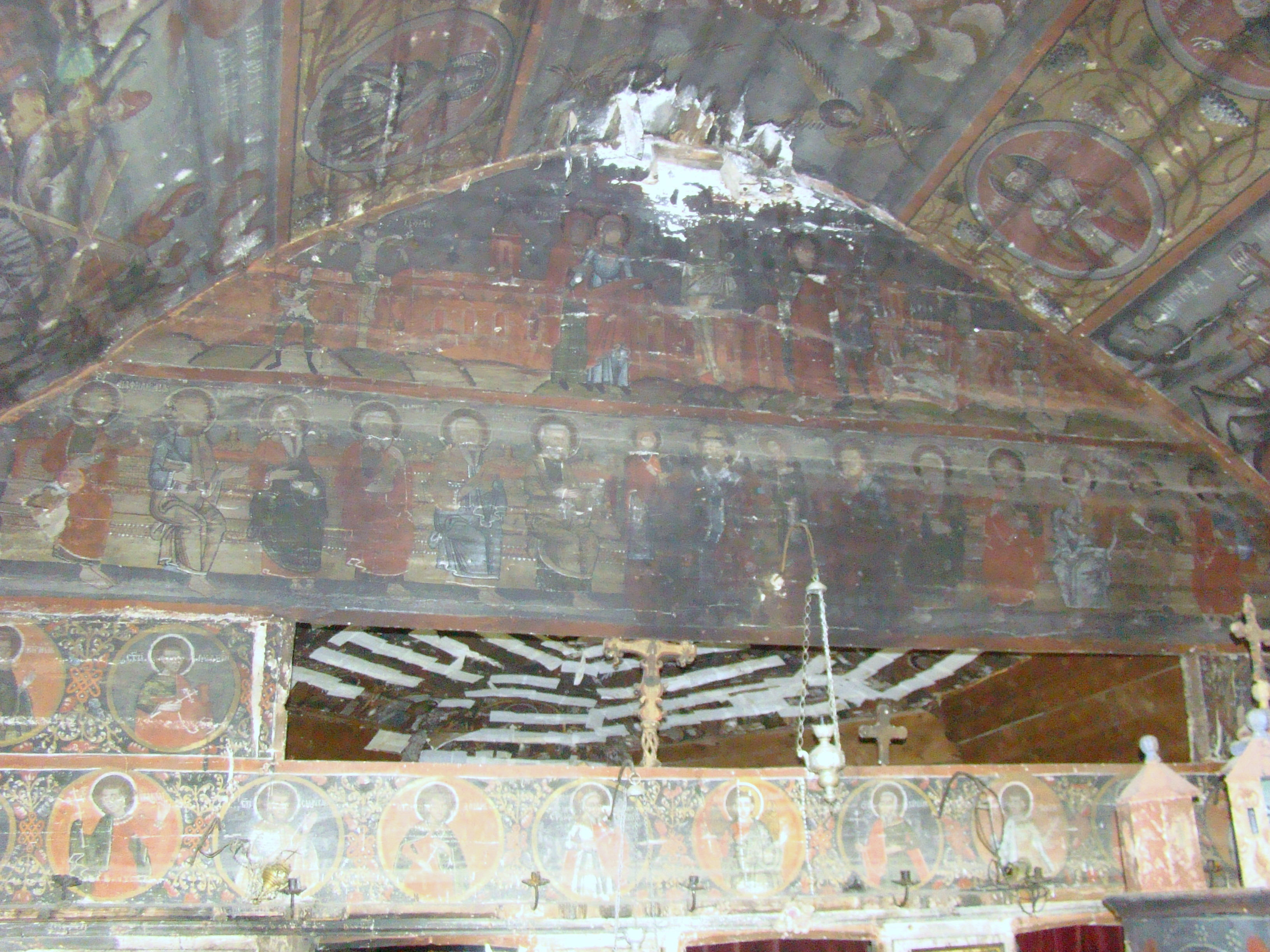
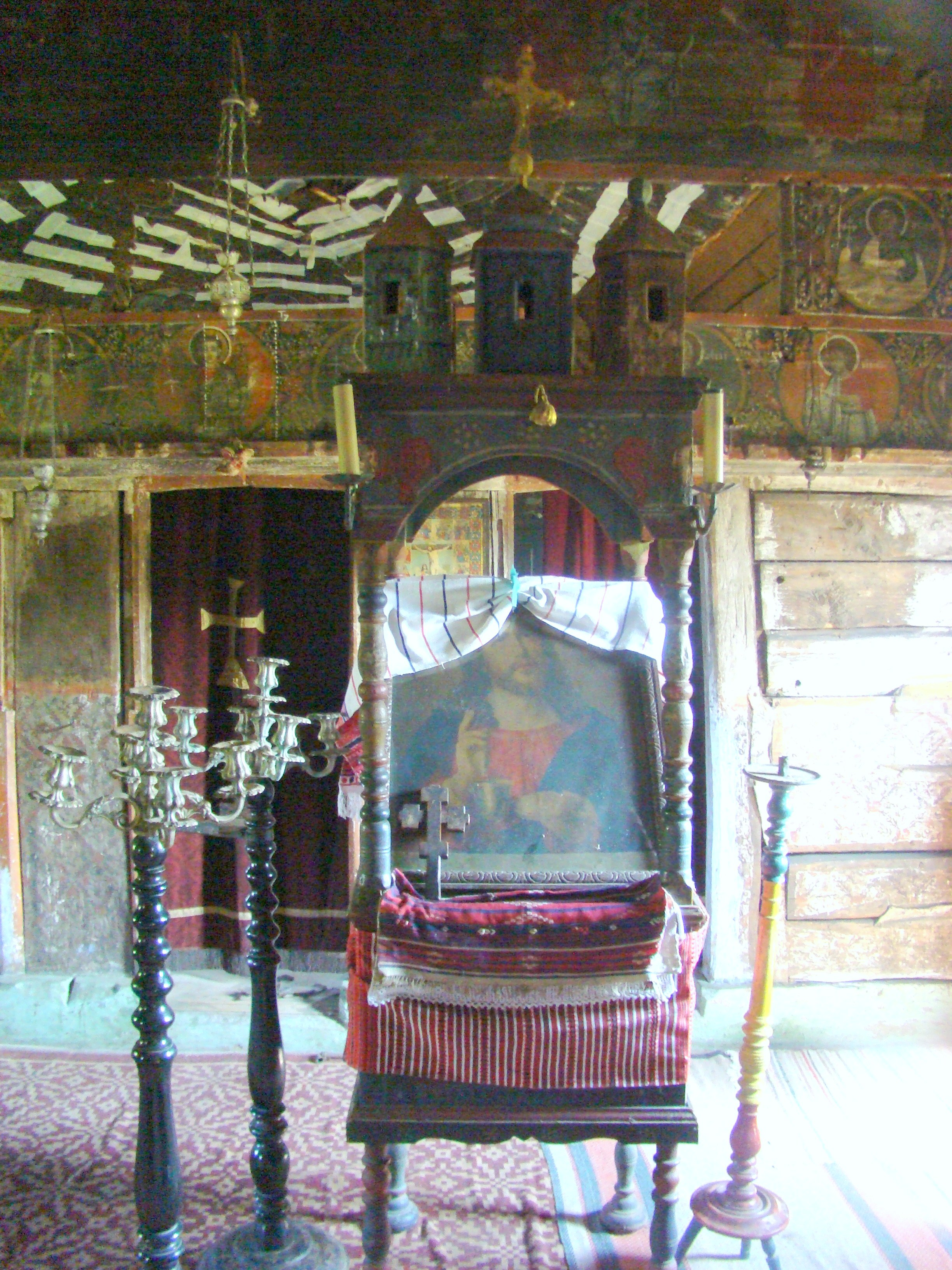
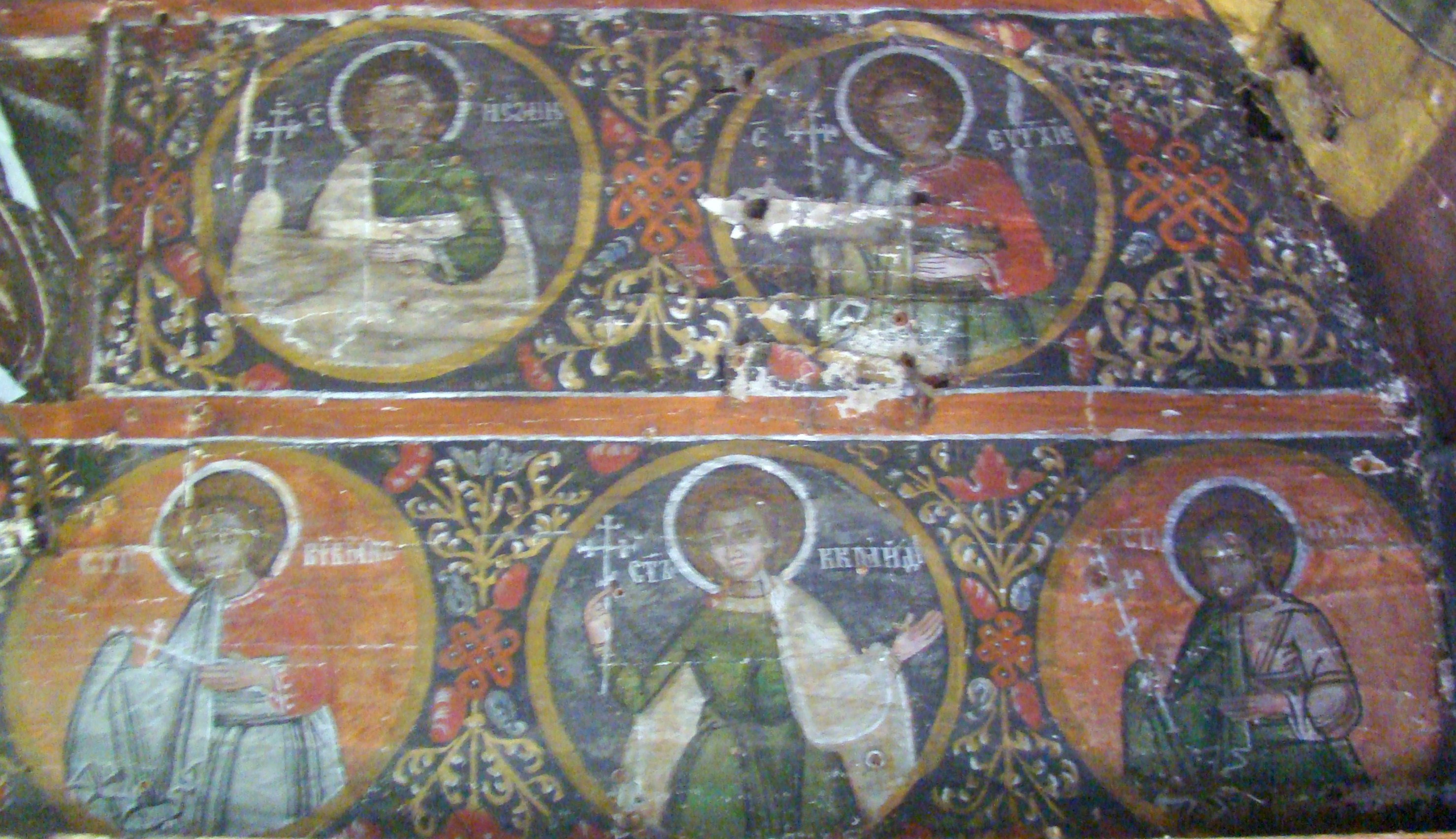
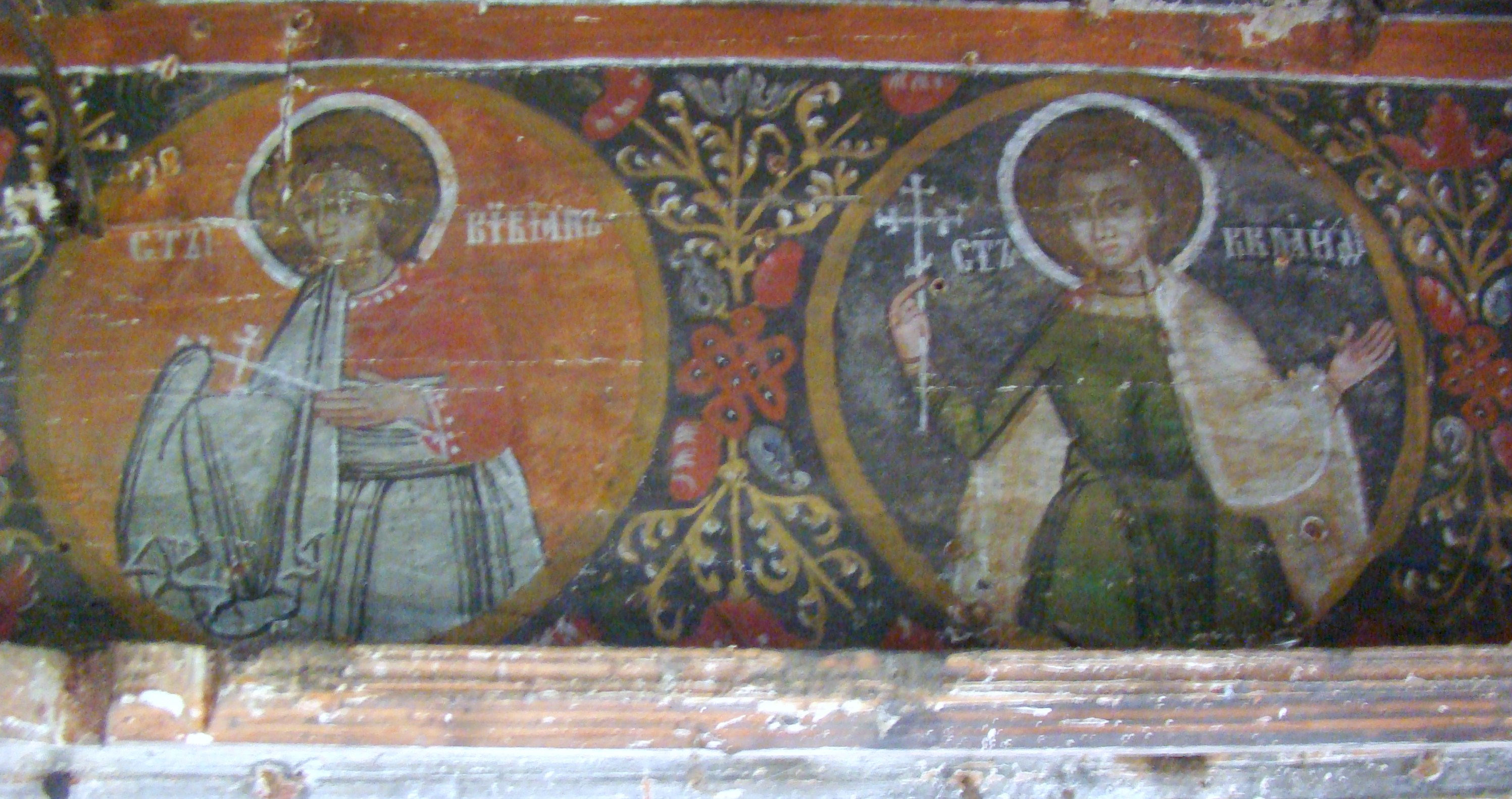
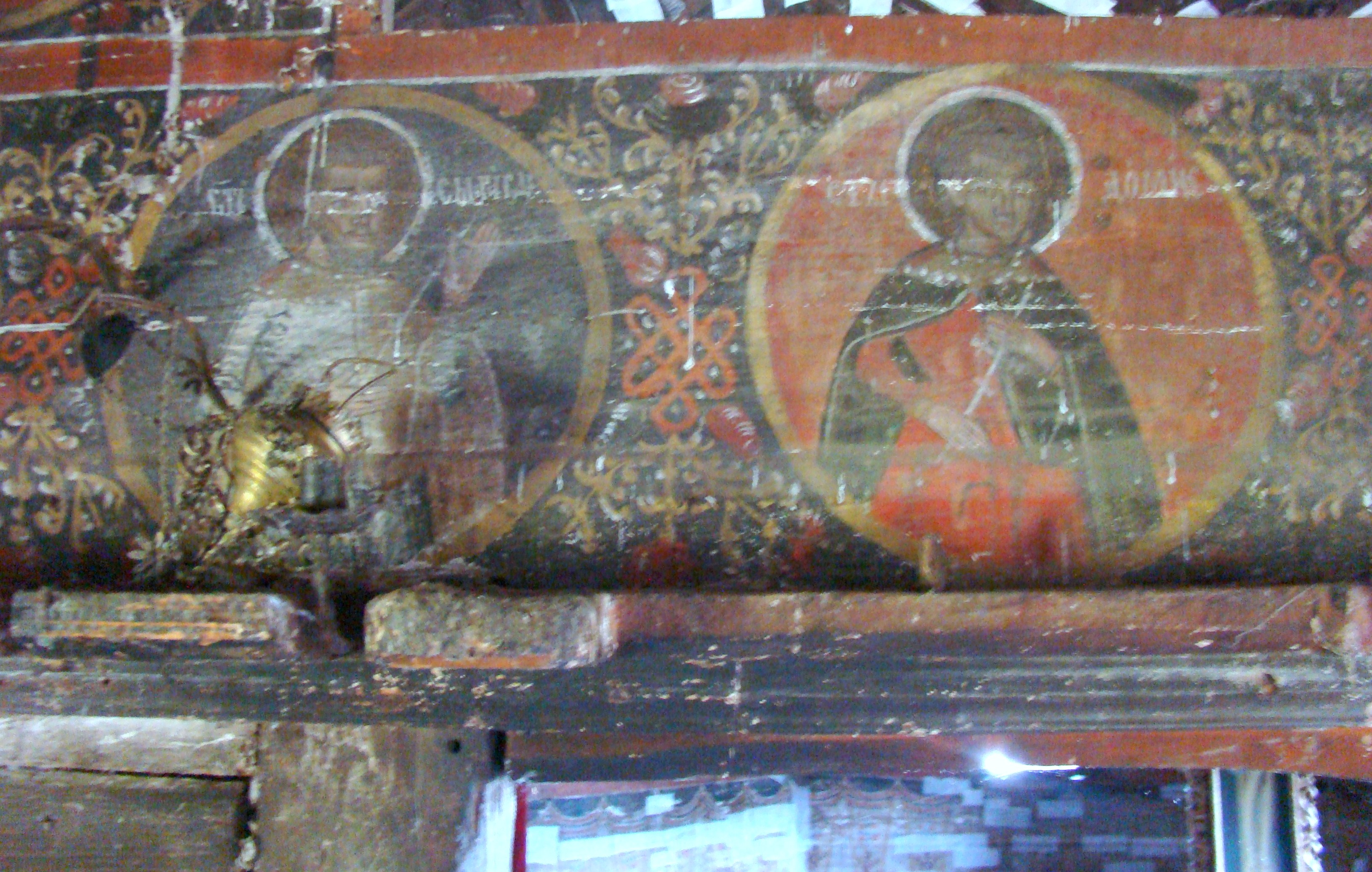
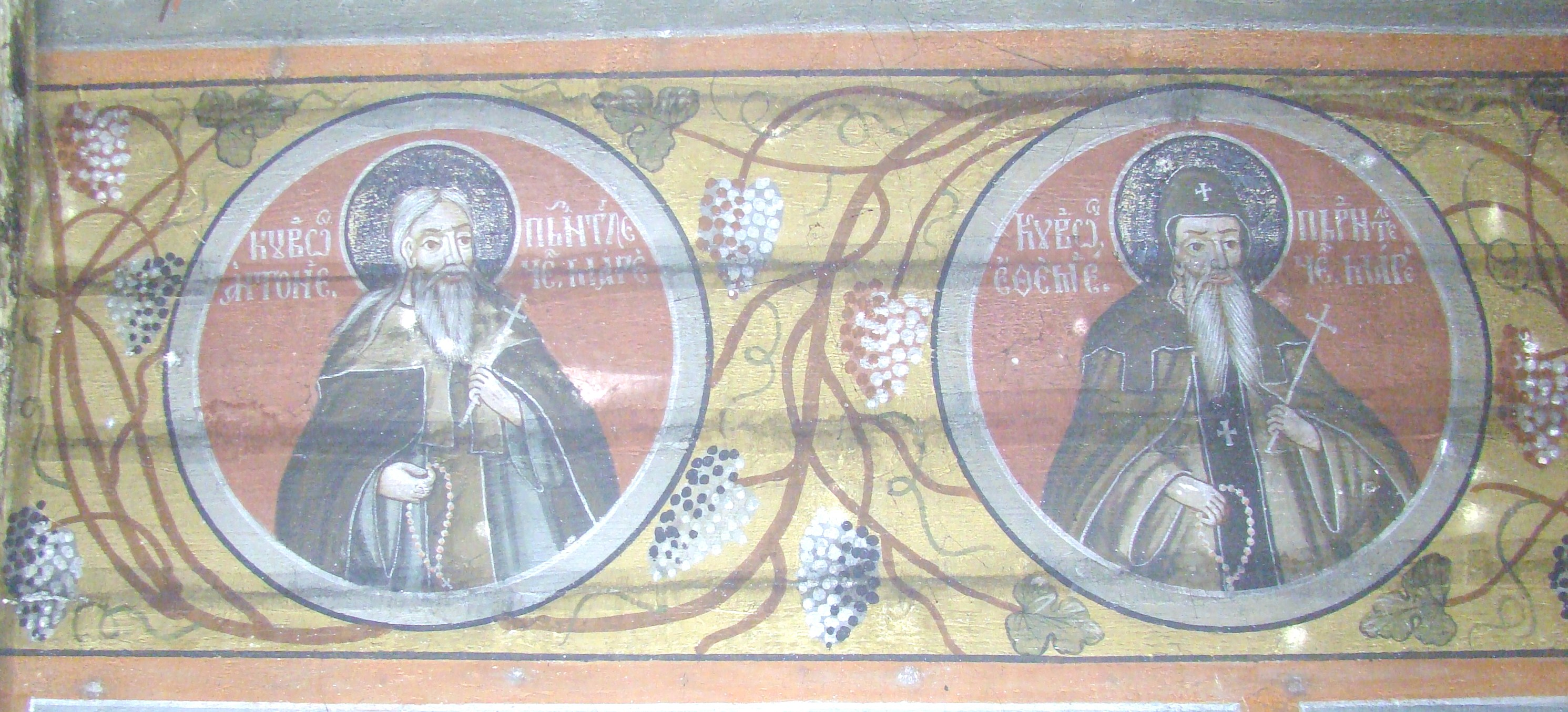
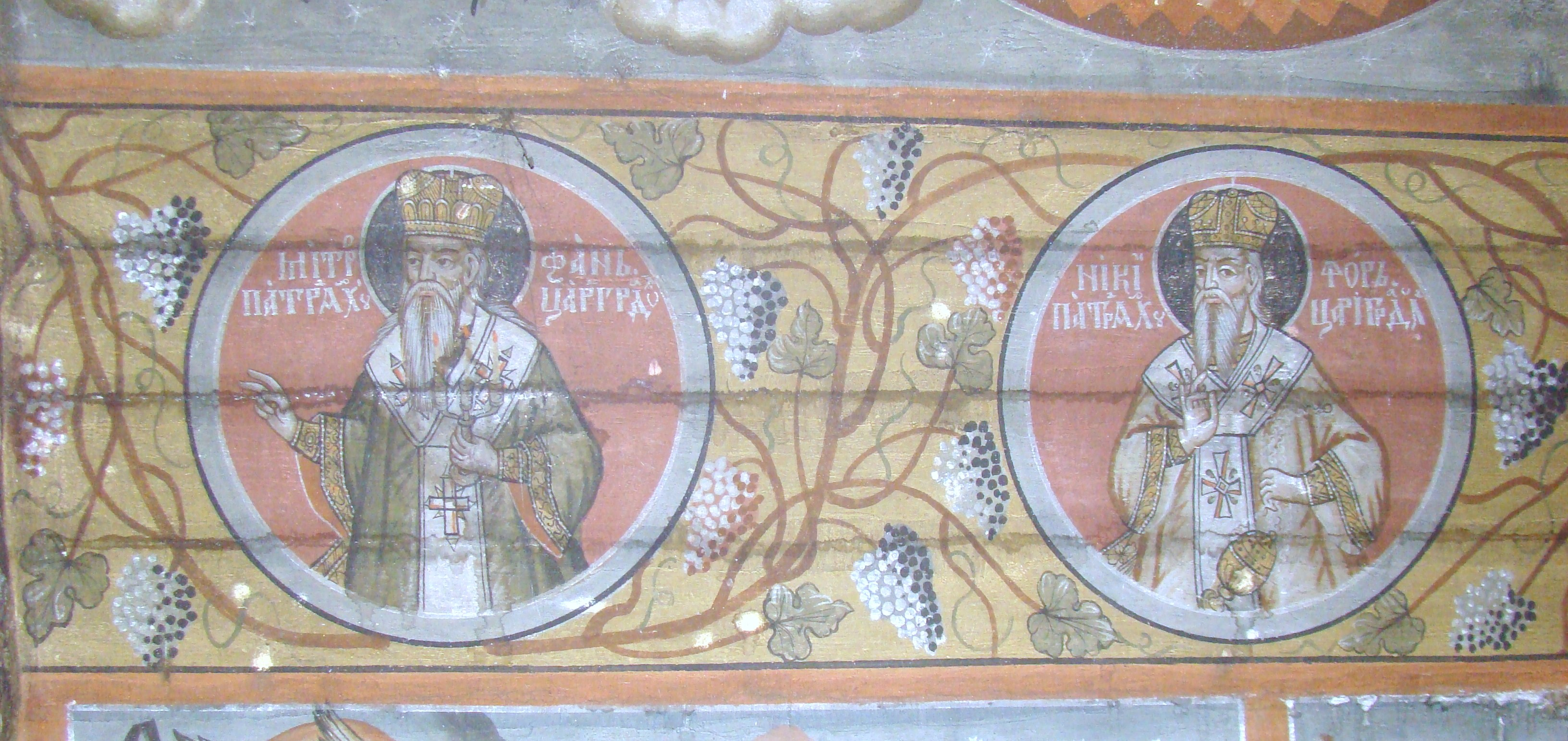
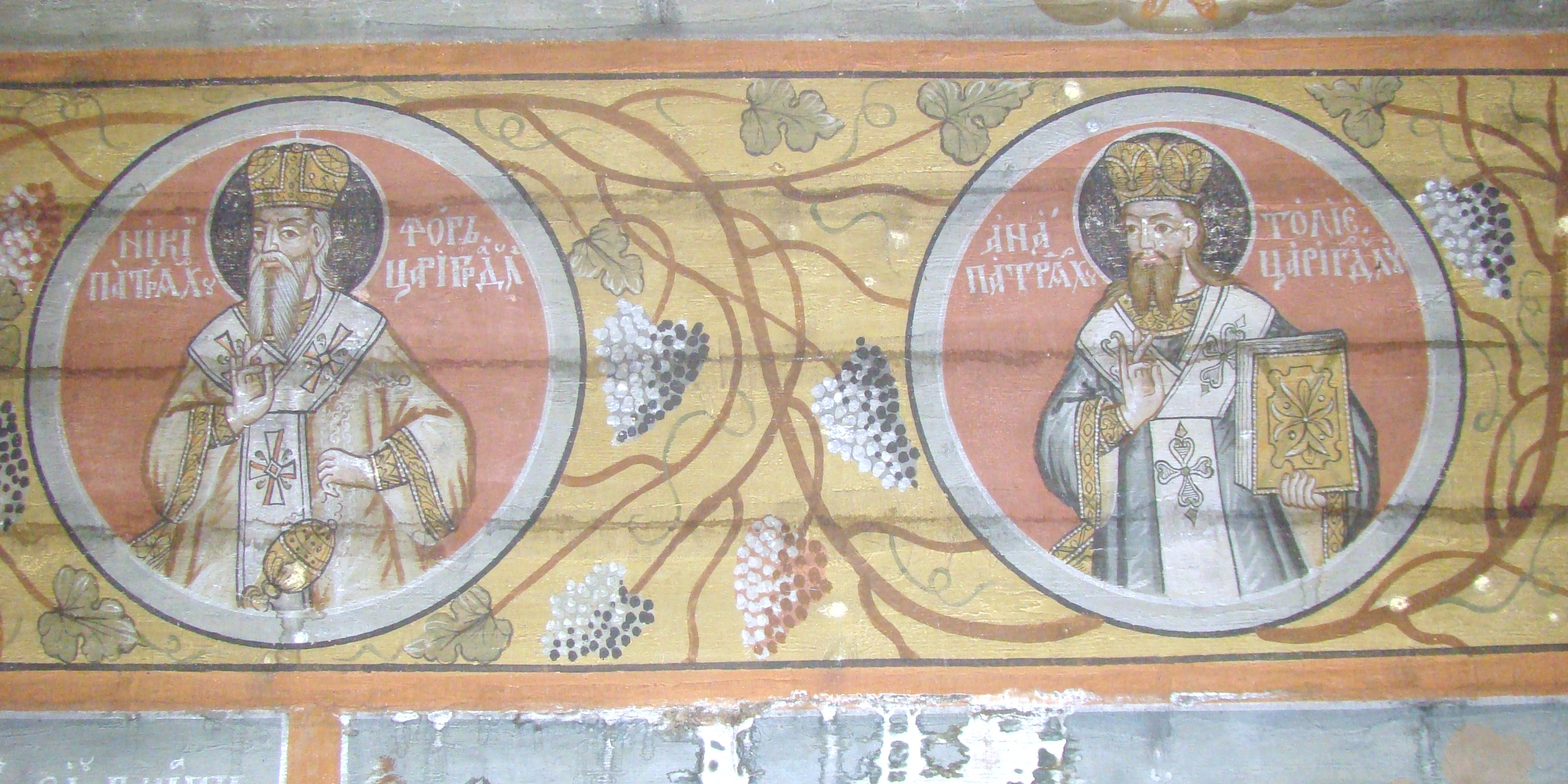
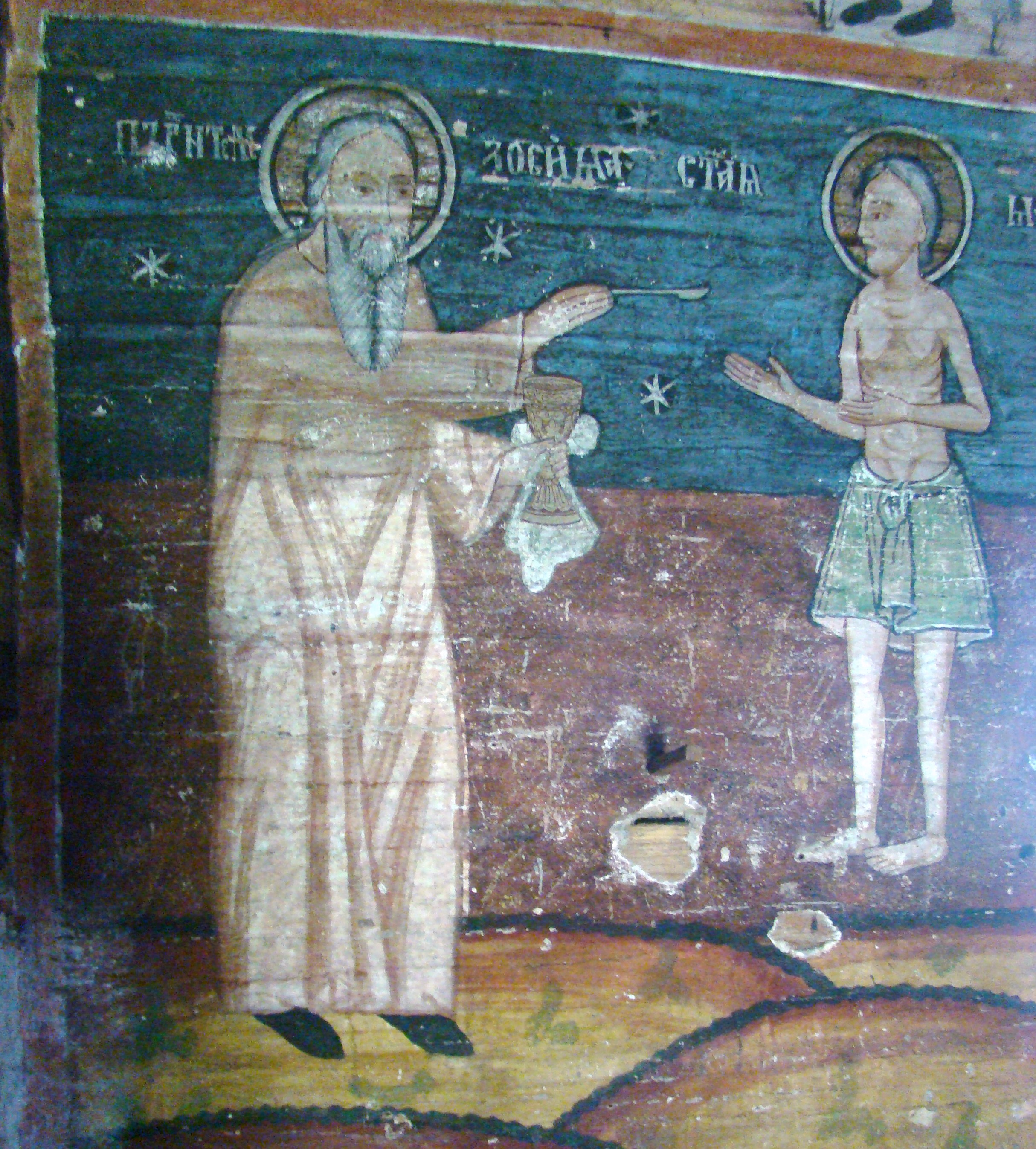